# Maravilloso científico

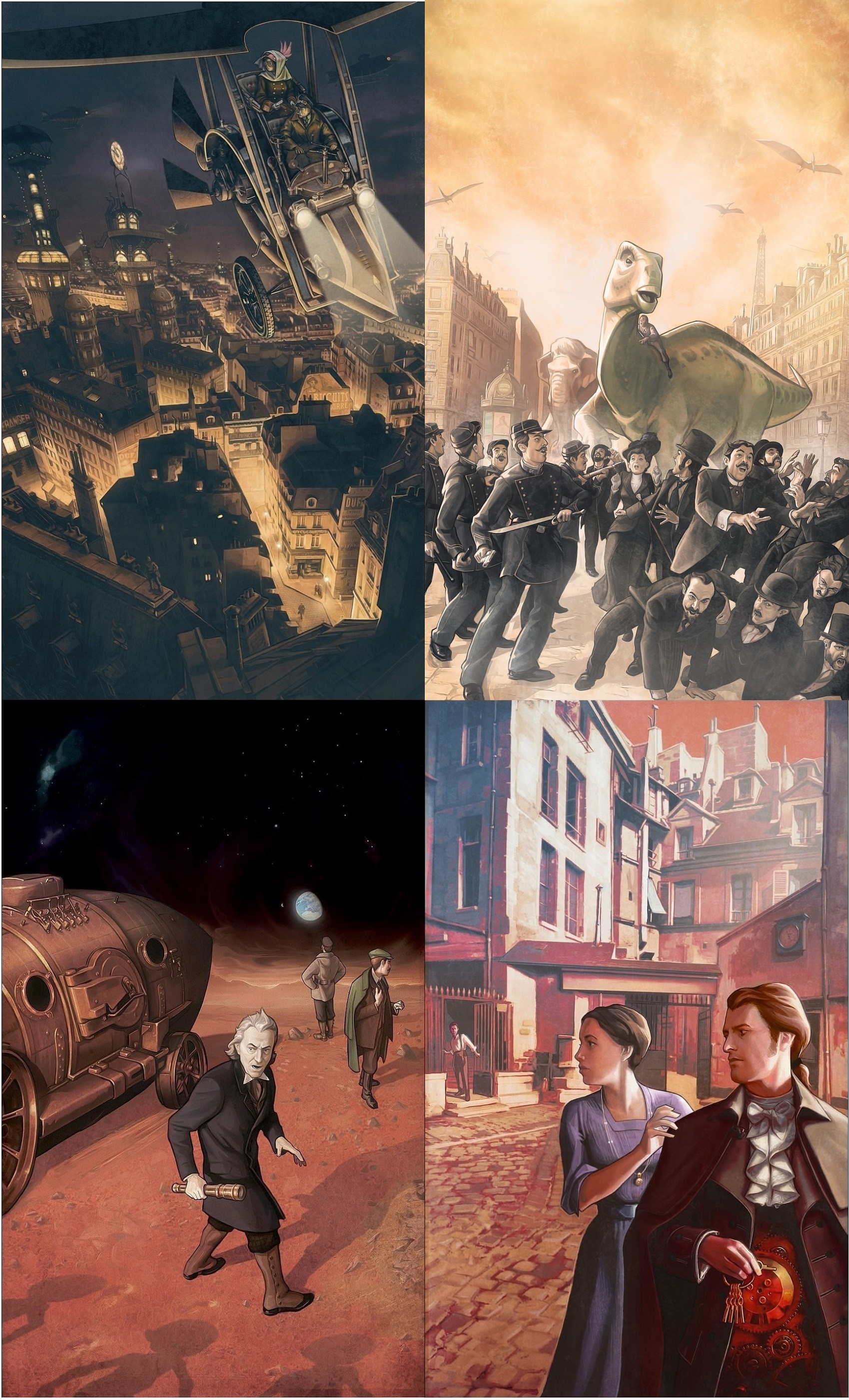
Algunos temas característicos del género de lo maravilloso científico. En el sentido de las manecillas del reloj: omnipresencia del transporte aéreo urbano, criaturas prehistóricas que arrasan París, hombres artificiales, vuelos interplanetarios y encuentros extraterrestres. Ilustraciones que Thomas Girard-Prince Gigi hizo para la novela de André Robida Le Vingtième Siècle. La vie électrique (El. La vida eléctrica), la novela de Jules Lermina L'Effrayante Aventure (La aventura aterradora), la novela de Gaston Leroux La Poupée sanglante (La muñeca sangrienta) y la novela de Arnould Galopin Le Docteur Oméga (El doctor Omega).

Lo maravilloso científico (en francés: merveilleux scientifique o merveilleux-scientifique) es un género literario que se desarrolló en Francia desde finales del siglo XVII hasta mediados del siglo XX. Emparentada en la actualidad con la ciencia ficción, esta literatura de imaginación científica gira en torno a temas emblemáticos, como los científicos locos y sus inventos extraordinarios, los mundos perdidos, la exploración del sistema solar, las catástrofes y la aparición de los superhombres.

## Trayectoria
Este movimiento literario se consolidó en la segunda mitad del siglo XX. Aunque surgió a raíz de las novelas científicas de Julio Verne, el movimiento se alejó de su modelo y se concentró en una nueva generación de autores, como Albert Robida, Camille Flammarion, J.-H. Rosny aîné y Maurice Renard. Este último, por su parte, reivindicó como modelos más imaginativos las obras de los novelistas Edgar Allan Poe y H. G. Wells. Así, Renard publicó en 1909 un manifiesto en que se apropiaba de un neologismo creado en el siglo XIX: maravilloso científico. En francés, el término también puede llevar guion (merveilleux-scientifique), lo que subraya la relación que guardan entre sí la modernización del cuento de hadas y la racionalización de lo sobrenatural. Así definida, la novela de lo maravilloso científico se basa en la alteración de una ley científica en torno a la que se construye la trama, con el fin de hacer reflexionar al lector mostrándole las amenazas y los encantos de la ciencia. 
Los novelistas populares usaron este género, que se nutrió de las ciencias y las pseudociencias que resonaban en la opinión pública, como los descubrimientos radiográficos, eléctricos y biológicos. Sin embargo, a pesar de la base teórica que aportó Maurice Renard en 1909, la literatura de lo maravilloso científico no logró consolidarse como movimiento literario y acabó por ser un grupo literario esparcido y heterogéneo. No obstante la llegada de una nueva generación de autores como José Moselli, René Thévenin, Théo Varlet, Jacques Spitz y André Maurois, esta literatura no consiguió renovarse y empezó a decaer a partir de los años treinta, mientras que, al mismo tiempo, en Estados Unidos, la literatura de imaginación científica gozaba de gran éxito bajo el nombre de ciencia ficción, con una ampliación de sus temas. Presentada como un nuevo género, la ciencia ficción llegó a Francia en los años cincuenta y, luego de seducir a autores y lectores franceses, completó la desaparición del movimiento de lo maravilloso científico y de sus generaciones de escritores.
El género de lo maravilloso científico fue un género marginal y de poca aceptación durante la segunda mitad del siglo XX. Sin embargo, desde finales de los años noventa, ha sido objeto de nueva atención pública gracias a la labor crítica de varios investigadores y a la reapropiación por parte de autores que hicieron reaparecer este género literario olvidado; en especial, por medio de las historietas.

## Origen

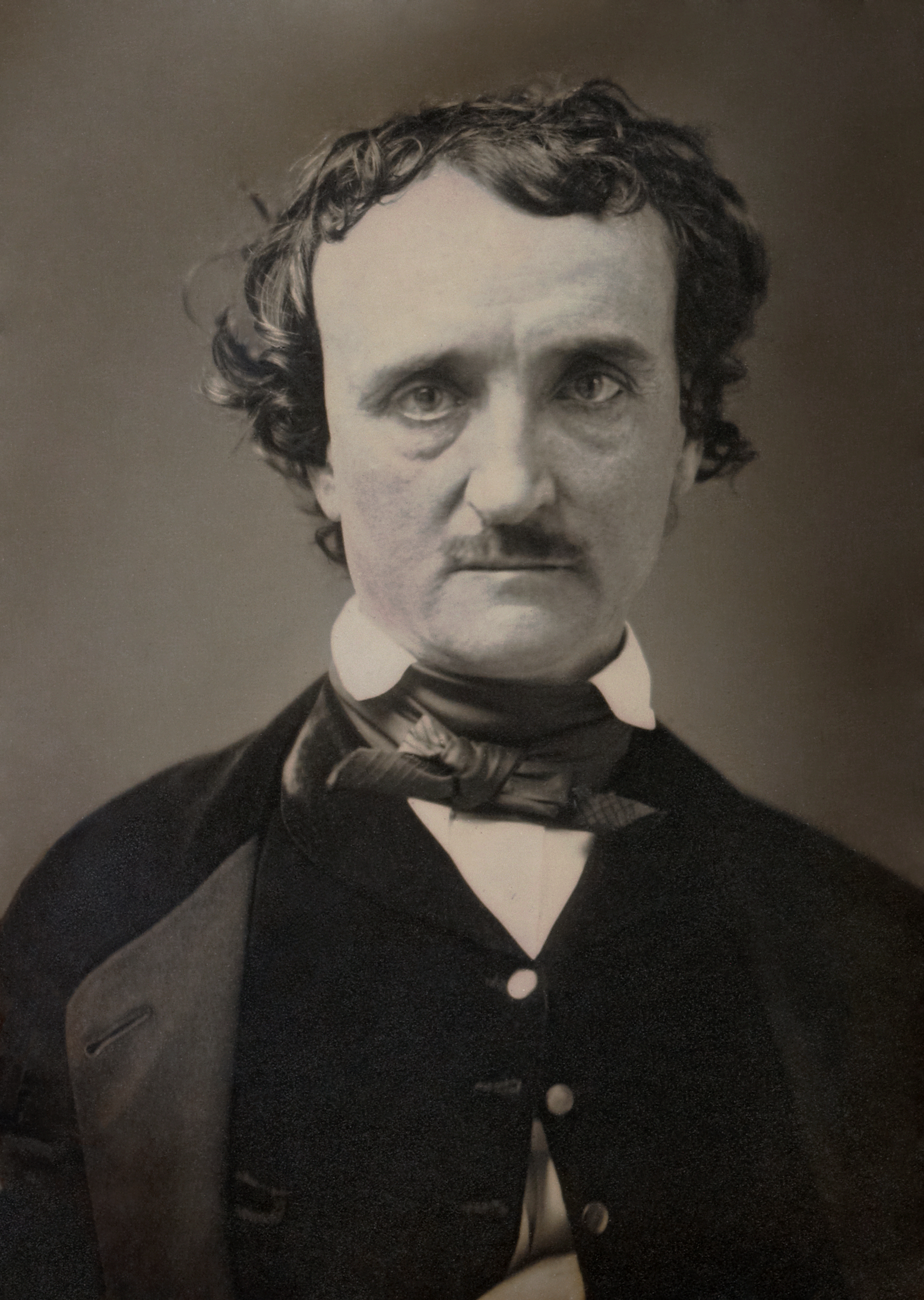
Publicadas en la primera mitad del, las novelas y relatos de Edgar Allan Poe a menudo presentan la figura del erudito y el tema de los descubrimientos científicos, lo que prefiguraba el género de lo maravilloso científico.

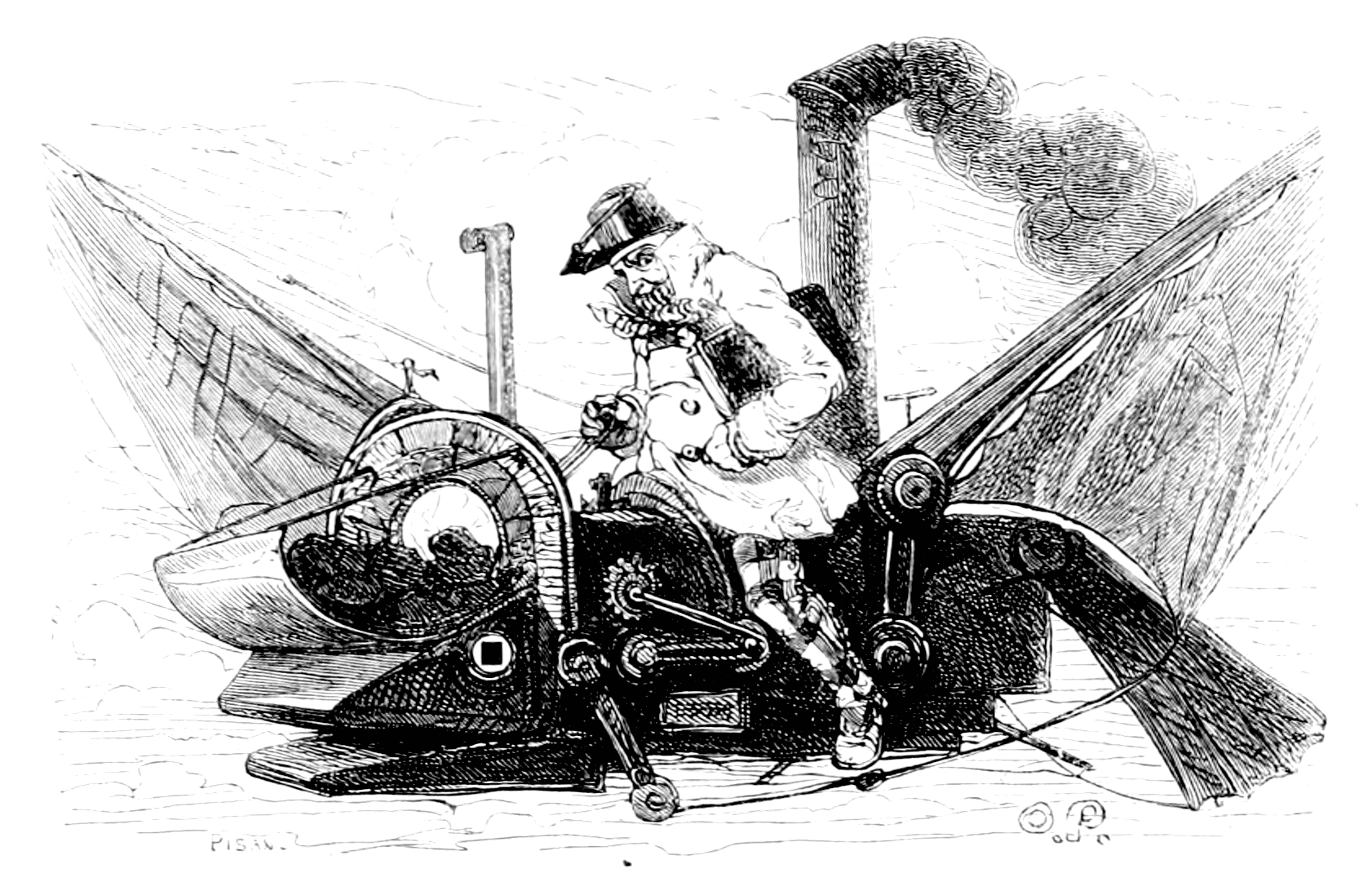
John Progrès, genio protector de los tiempos modernos en Le Monde tel qu’il sera (El mundo tal como será, 1846), novela futurista de Émile Souvestre.

Aunque algunos autores, como Rabelais, experimentaron con la ficción especulativa al principio, el género no se desarrolló hasta el siglo XIX. A finales del siglo XVIII el escritor Charles Georges Thomas Garnier empezó a publicar Voyages Imaginaires, Songes, Visions et Romans Cabalistiques (Viajes Imaginarios, Sueños, Visiones y Novelas Cabalísticas) entre 1787 y 1789, la primera colección dedicada a la literatura de imaginación. A lo largo de sus treinta y seis volúmenes, la colección ofrece setenta y cuatro relatos especulativos con temas como la utopía, exploración o anticipación científica.

A pesar de este intento de estructuración, tal literatura conformó en el siglo XIX un conjunto disperso que se publicó de forma difusa. En 1834, el escritor Félix Bodin catalogó todos los inventos de los que podría beneficiarse el ser humano en Le Roman de l’avenir (La novela del futuro). Al año siguiente, Edgar Allan Poe publicó «La incomparable aventura de un tal Hans Pfaall», un bulo periodístico en que relata el fantástico viaje de un hombre a la Luna. En 1846, el novelista Émile Souvestre» publicó Le Monde tel qu’il sera (El mundo tal como será), un relato futurista ambientado en el año 3000. En otro ámbito de la literatura de imaginación científica, el escritor Charles Defontenay publicó en 1854 Star ou Psi de Cassiopée (La estrella o Psi de Casiopea), una novela precursora de la descripción a detalle de los usos y costumbres de una civilización extraterrestre. La diversidad de obras impidió su consolidación como género literario, ya que muchos novelistas concluyen que tales textos atribuyen sus divagaciones a los sueños o a la locura del narrador.

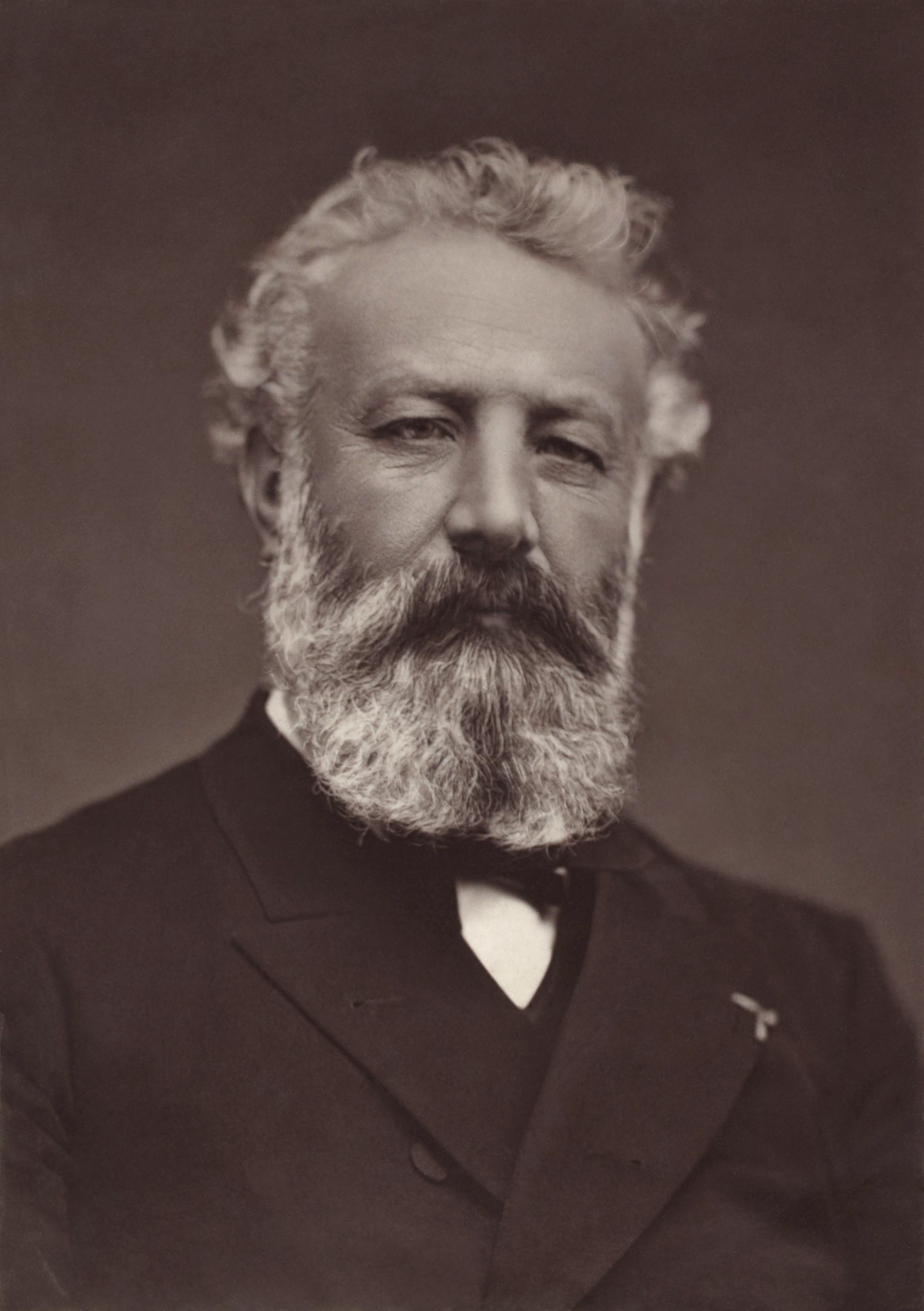
Las novelas de Julio Verne popularizaron los relatos de imaginación científica.

Este tipo de literatura experimentó un giro con la publicación de las novelas científicas de Julio Verne, cuyo éxito popular contribuyó a democratizó un género literario nuevo. Considerado uno de los padres fundadores de la ciencia ficción, el novelista nantés dejó una huella indeleble en los relatos de imaginación científica, hasta opacar todo un movimiento literario que comenzaba a formarse en torno a varios escritores. A la sombra de la popularidad de los relatos vernianos, el género maravilloso científico comenzó a surgir en paralelo al desarrollo de las ciencias y las pseudociencias, así como a la relevancia de las observaciones psiquiátricas en el imaginario popular a partir de la década de 1880. Los médicos James Braid y Eugène Azam llevaron a cabo trabajos acerca de la hipnosis en 1840, a los que siguieron los del doctor Charcot en la segunda mitad del siglo XIX, que trajeron a la luz lo desconocido de cada individuo. Además de transformar lo sobrenatural en natural y proporcionar una explicación racional a las hazañas de los convulsionarios y los poseídos Este contexto de emulación científica también se nutrió de nombres de la talla de Marie y Pierre Curie, Charles Richet y Camille Flammarion, quienes estudiaban racionalmente fenómenos inexplicables. Sus investigaciones se centraron en la revelación de mundos invisibles, la comunicación a distancia y la capacidad de ver a través de cuerpos opacos.
A finales del siglo XIX, numerosas prácticas que la gente consideraba extravagantes, como la frenología, la hipnoterapia y el faquirismo, hicieron el intento de consolidarse como disciplinas científicas, lo que provocó que la opinión pública fuera más receptiva a las especulaciones científicas. Sin embargo, también contribuyeron los avances científicos, desde el descubrimiento de los rayos X hasta los intentos de comunicación con el planeta Marte. Estos nuevos desarrollos científicos (o pseudocientíficos) nutrieron las páginas de revistas como Je Sais Tout (Lo Sé Todo) y Lectures pour Tous (Lecturas para Todos), que publicaron artículos de divulgación e hipótesis sobre el futuro de la ciencia, junto con relatos de anticipación.

Pseudociencias y avances científicos que sin distinción sirvieron de inspiración al género
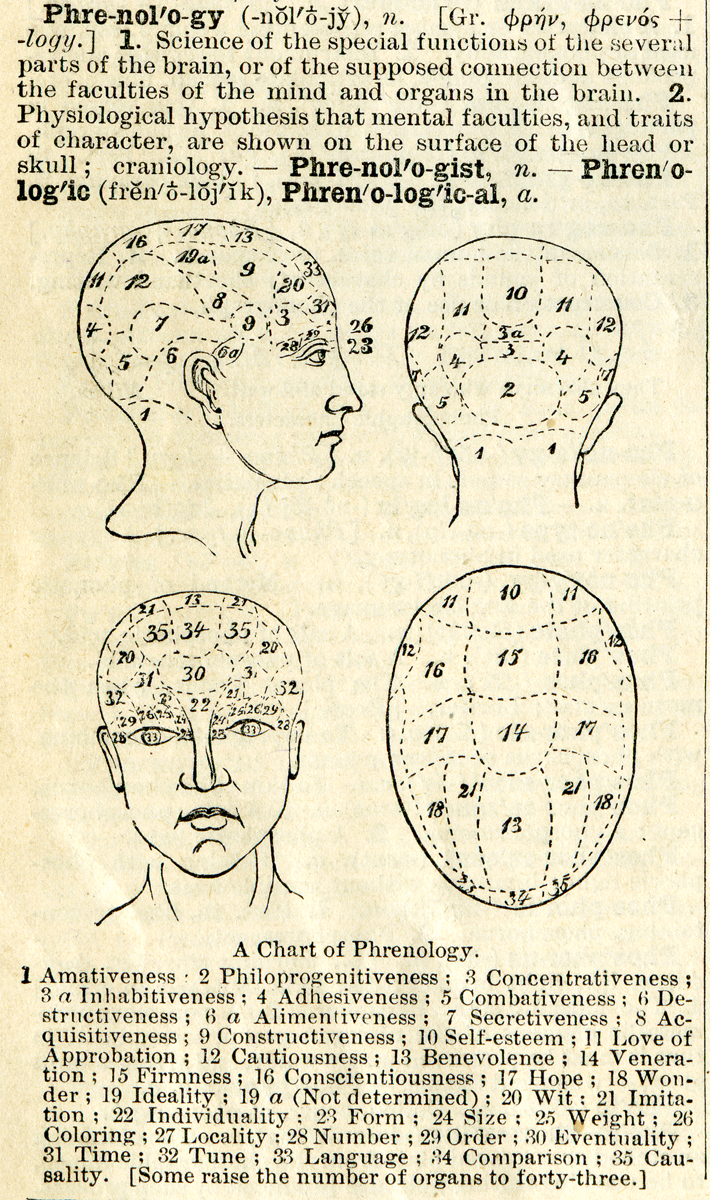
Frenología, una pseudociencia en boga durante el siglo XIX.
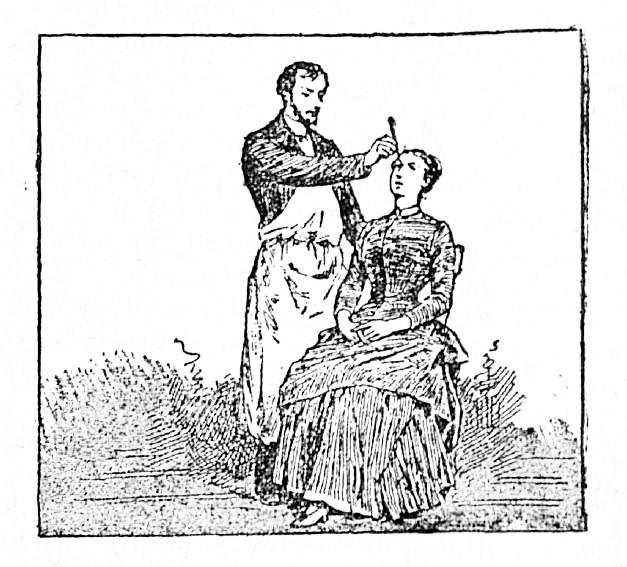
Una sesión de hipnoterapia.
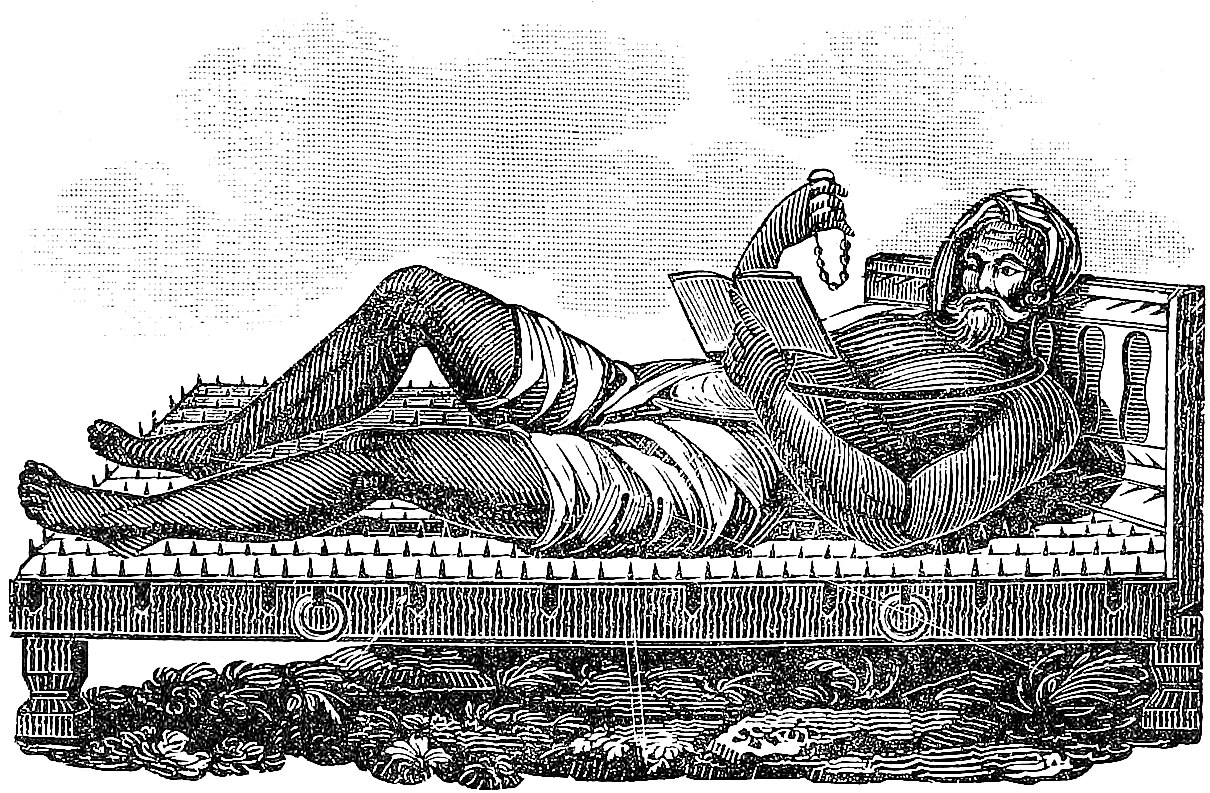
Un faquir tumbado en una cama de clavos.
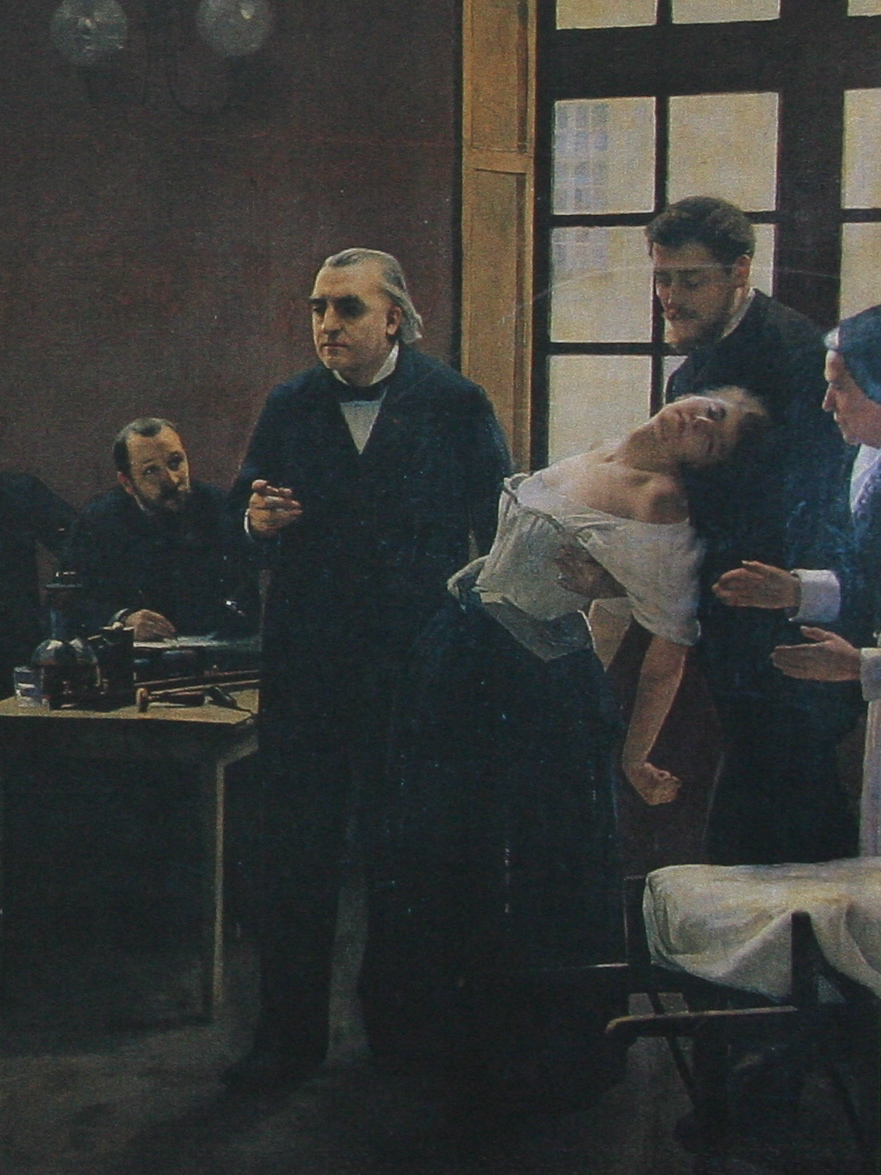
Charcot imparte una una lección clínica en la Salpêtrière.
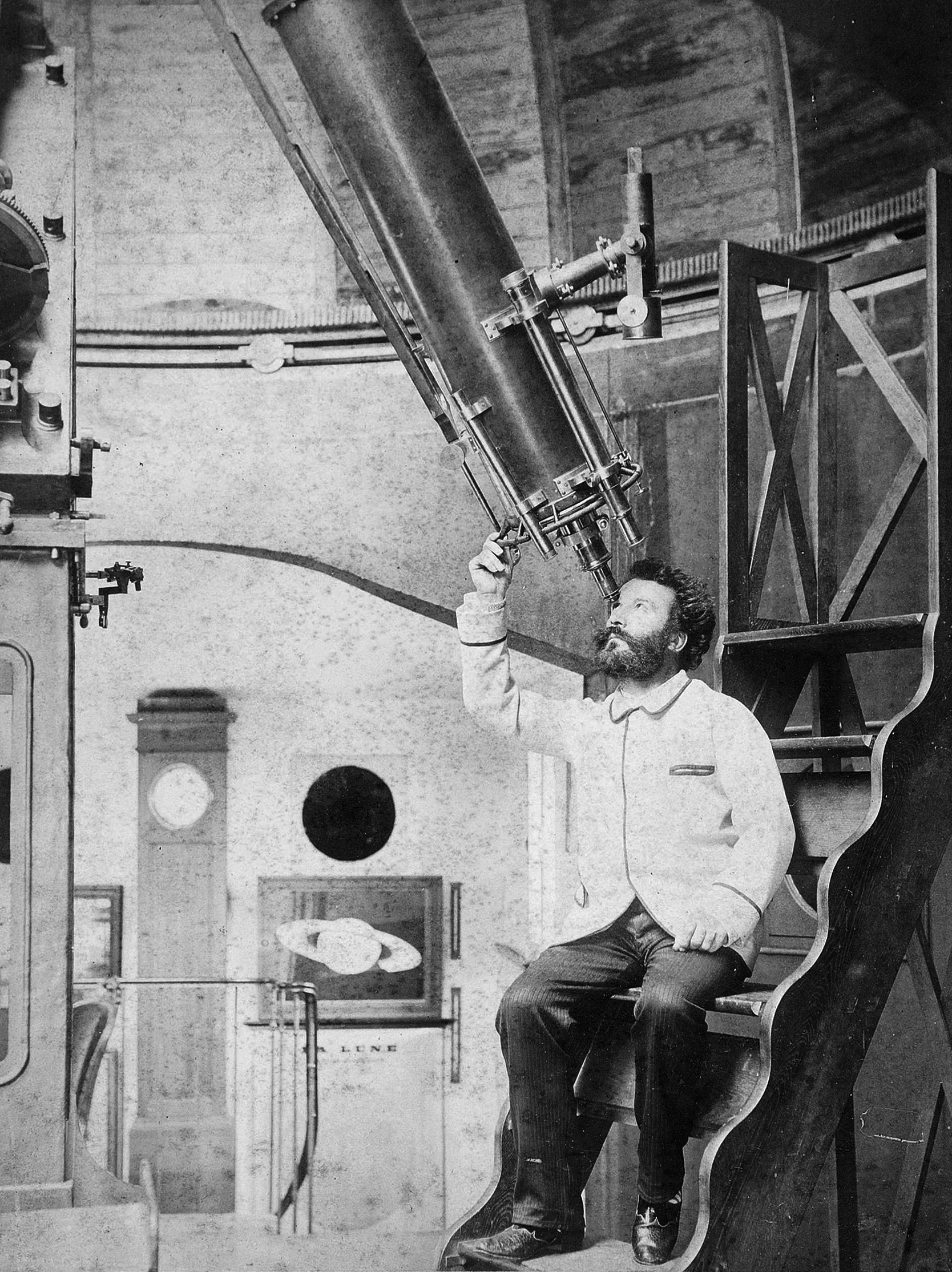
Camille Flammarion en su observatorio.
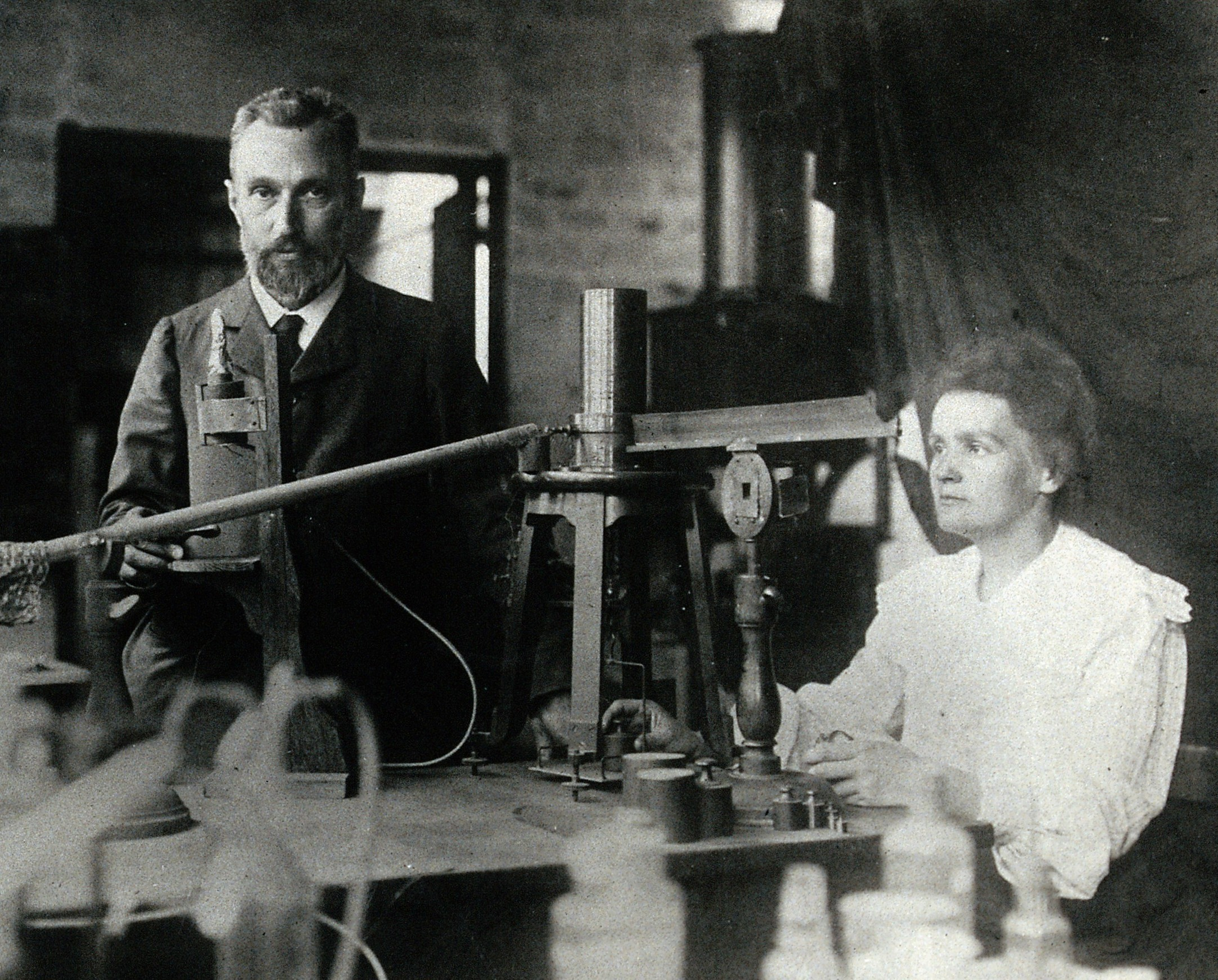
Pierre y Marie Curie en su laboratorio.

A finales del siglo XIX, una nueva generación de escritores (entre ellos, J.-H. Rosny aîné) se comprometió a usar la ciencia y la pseudociencia con fines puramente ficticios Estos autores se distinguieron de sus predecesores, que usaban las elementos hipotéticos como detonador, al estilo de las utopías del escritor Cyrano de Bergerac, las sátiras de Jonathan Swift y las exposiciones astronómicas de Camille Flammarion.

## Definición

### Lo «maravilloso científico», una literatura de lo imaginario con contornos vagamente definidos

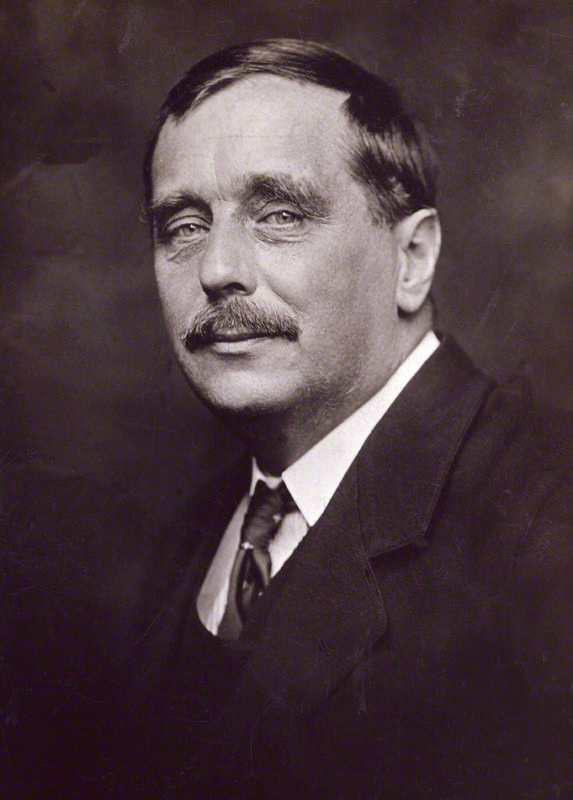
Antes de que Maurice Renard se apropiara de ella, la expresión maravilloso científico servía sobre todo para aludir a la obra de H. G. Wells.

La expresión maravilloso científico es un término ambiguo que, antes del manifiesto fundador de Maurice Renard, tenía distintos significados. Acuñado por primera vez en el siglo XIX, la crítica literaria usó este neologismo para designar todas las obras novelescas que guardaban una relación con el ámbito de lo científico, o sea los intentos de unir ciencia y maravillas, o, la mayoría de las veces, para designar las novelas científicas. Desde 1875, el periodista Louis Énault empleó el término maravilloso científico para describir la trama de La Perle noire (La perla negra), de Victorien Sardou, una obra en que lo inverosímil se explica mediante la ciencia, mientras que en su estudio Les romanciers aujourd’hui (Los novelistas de hoy, 1890), el crítico Charles Le Goffic asoció el término con las novelas científicas de Julio Verne. El fisiólogo Joseph-Pierre Durand de Gros popularizó la expresión en 1894 con su obra Le Merveilleux scientifique (Lo maravilloso científico), que designaba el estudio científico de prácticas que antes se consideraban maravillosas.
Sin embargo, a principios del siglo XX, los críticos usaban la expresión sobre todo para aludir a la obra de H. G. Wells siguiendo el ejemplo del psiquiatra Marcel Réja en un artículo que publicó en 1904 en la revista Le Mercure de France (El Mercurio de Francia) bajo el título «H.-G. Wells et le merveilleux scientifique» (H. G. Wells y lo maravilloso científico). Además, es probable que en este artículo Maurice Renard encontrara por primera vez la expresión. Los críticos que analizaban la relación que guardan entre sí lo imaginario y la ciencia señalaban con frecuencia la comparación entre los dos grandes novelistas del imaginario científico, Julio Verne y H. G. Wells. Cuando Maurice Renard publicó su artículo fundacional, el interés crítico por este nuevo género de ficción ya había surgido desde hace varios años.

### Teorización de un género literario. La novela de lo maravilloso científico renardiana

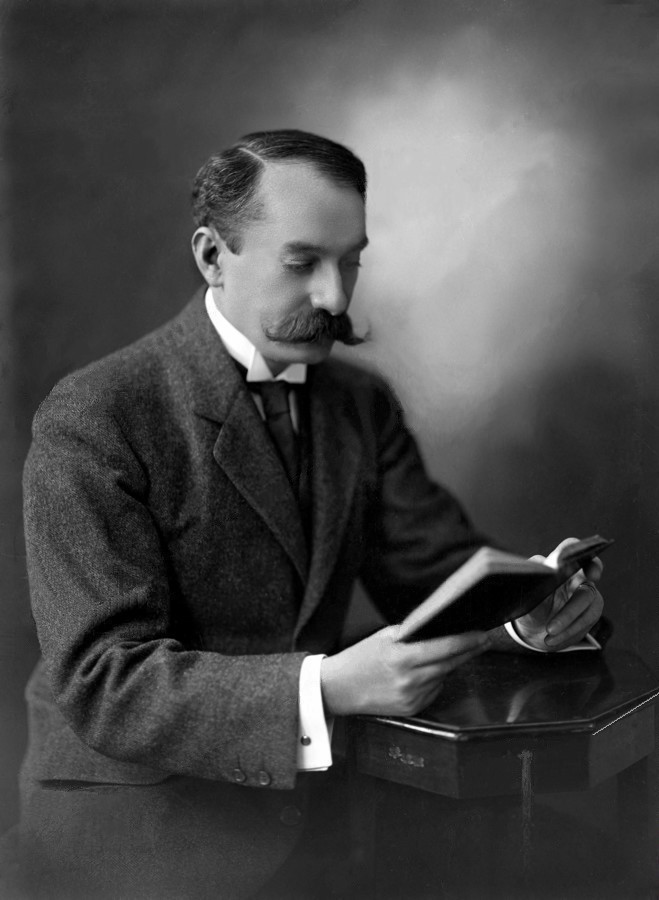
Entre 1909 y 1928, Maurice Renard se dedicó a teorizar la noción de lo maravilloso científico.

A principios del siglo XX, el término maravilloso científico variaba de significado hasta que Maurice Renard se apropió de la expresión en 1909 para definirlo con precisión. El escritor expuso su programa literario en tres artículos:
- «Du roman merveilleux-scientifique et de son action sur l’intelligence du progrès» (Sobre la novela de lo maravilloso científico y su influencia en la comprensión del progreso) en Le Spectateur (El Espectador) en octubre de 1909.
- «Le Merveilleux scientifique et La Force mystérieuse de J.-H. Rosny aîné» (Lo maravilloso científico y La fuerza misteriosa de J.-H. Rosny aîné) en La Vie (La Vida) en junio de 1914.
- «Le roman d’hypothèse» (La novela de hipótesis), en la revista A.B.C. en 1928.[12]

A lo largo de su carrera literaria, Renard no solo cambió la definición del género que promovía, sino también su nombre, lo que convirtió a la expresión maravilloso científico en algo más difícil de entender.

#### Manifiesto de 1909
«La novela de lo maravilloso científico es una ficción basada en un sofisma: su objeto es conducir al lector a una contemplación del universo más cercana a la verdad, pero usando como medio la aplicación de métodos científicos al estudio exhaustivo de lo desconocido y lo incierto».
En el siglo XIX, muchos críticos literarios se preguntaban qué sería del futuro de los cuentos fantásticos. Para Maurice Renard, la noticia de la desaparición progresiva de lo sobrenatural, debido a los avances científicos, obligaba a que se renovara la fantasía. Ante este desencanto del mundo, los escritores debían aprovechar la ciencia para crear y explorar nuevas formas de lo maravilloso. En 1909, Renard publicó un manifiesto titulado Du roman merveilleux-scientifique et de son action sur l'intelligence du progrès (Sobre la novela de lo maravilloso científico y su efecto sobre la inteligencia del progreso), con el que buscaba imponer en el ámbito crítico literario la idea de que había un género novelesco al que le confería autonomía y valor. En este artículo, el primer gran texto francés que intentaba establecer reglas de composición para la especulación novelística racional, Renard se apropió de la expresión maravilloso científico, que los críticos habían sido usado para designar ciertas novelas científicas de H. G. Wells, J.- H. Rosny aîné e incluso de Julio Verne. Sin embargo, en lugar de tratar el tema de lo maravilloso científico como un mero hecho literario, Maurice Renard se propuso darle una definición estricta para convertirlo en un género en toda regla.

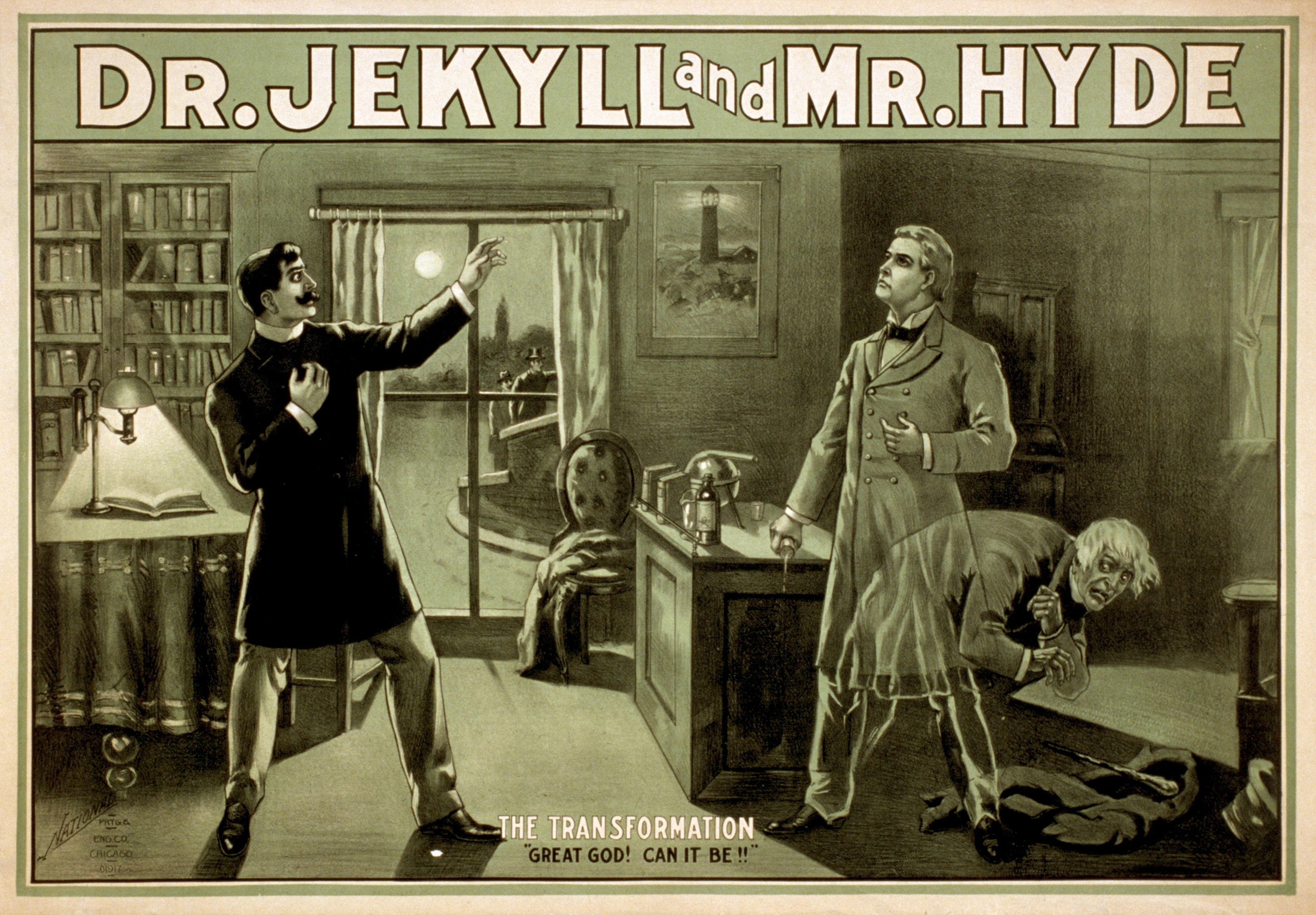
Según Maurice Renard, los defensores del género de lo maravilloso científico debían adoptar el mismo enfoque que Robert Louis Stevenson usó en su novela El extraño caso del doctor Jekyll y el señor Hyde (1886).

Maurice Renard definió la novela de lo maravilloso científico como un género literario en que la ciencia no es un telón de fondo, sino un elemento perturbador. Mientras que la historia se desarrolla en un marco racional, se descubre o se altera una ley científica (física, química, psicológica o biológica). Así, el novelista debía imaginar todas las consecuencias posibles. Además, Maurice Renard también pidió a sus colegas novelistas que llevaran la ciencia a lo desconocido para dar al lector una sensación de vértigo. Definida como un relato de estructura erudita, la novela de lo maravilloso científico tenía un objetivo didáctico: debía llevar al lector a hacerse preguntas, a ver el mundo de otra forma. Las novelas de lo maravilloso científico se inspiraron en particular en la novela naturalista, tal como la practicaba Émile Zola, en la medida en que la historia debía funcionar como un laboratorio de ideas en el que se estudiaban los efectos de un entorno en los héroes. Además, dado que la legitimidad del género derivó de su significación filosófica, Maurice Renard publicó su artículo en Le Spectateur (El Espectador), una revista crítica y filosófica, y no en una revista literaria.

Con este manifiesto, Maurice Renard intentó estructurar todo un movimiento literario en torno a este género. En primer lugar, formó parte de un género más amplio que los críticos conocían bien y reivindicó como referentes a autores notables de la literatura de imaginación. Rindió homenaje a Edgar Allan Poe, quien practicó este género en su nivel más puro; después, a H. G. Wells, quien lo amplió gracias a la gran cantidad de obras que produjo. Junto con estos dos escritores fundadores del género, Maurice Renard citó a Auguste de Villiers de L'Isle-Adam, Robert Louis Stevenson y Charles Derennes como parte del nuevo género debido a la publicación de La Eva futura (1886), El extraño caso del doctor Jekyll y el señor Hyde, (1886) y Le Peuple du Pôle (La gente del polo, 1907).

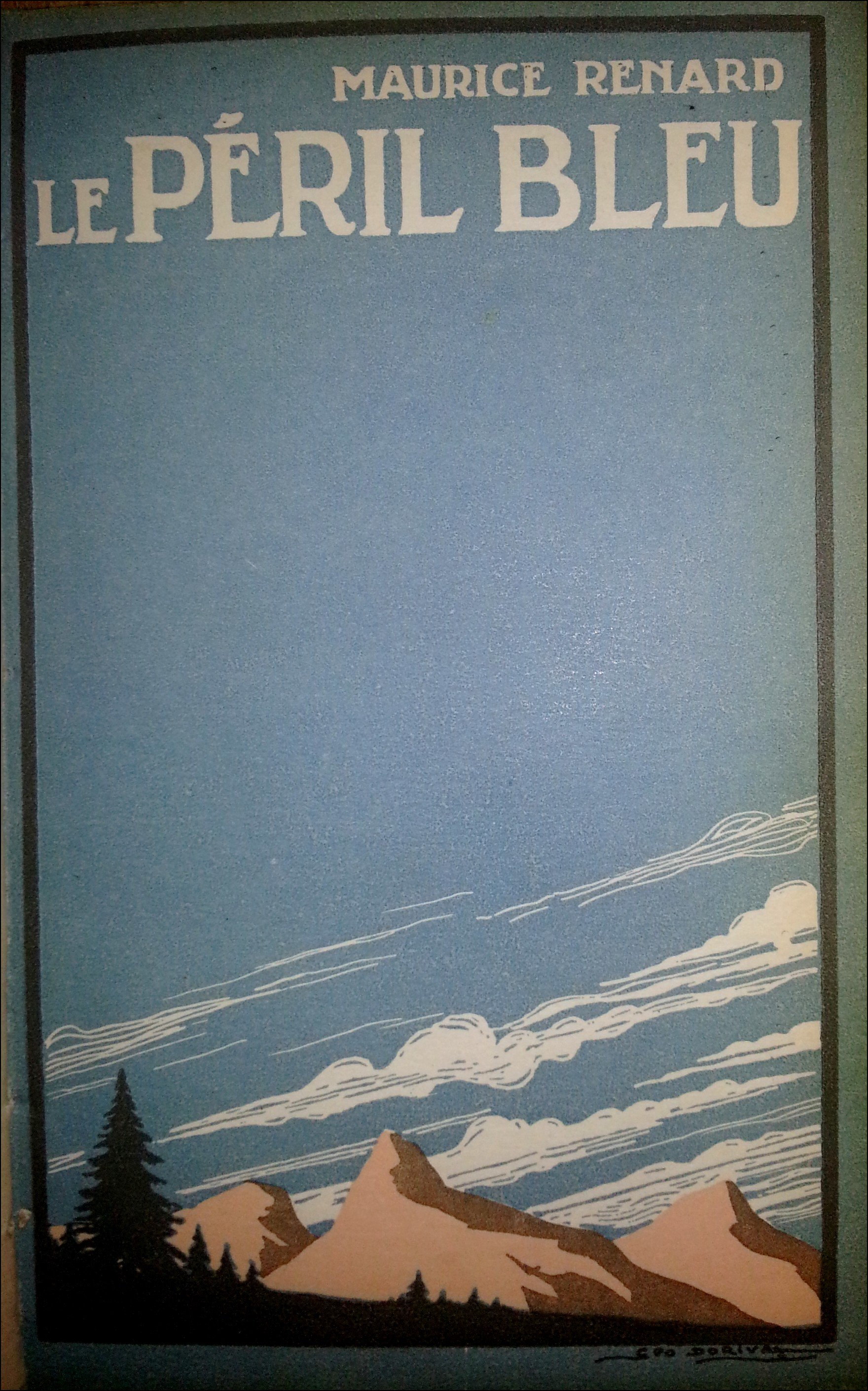
El manifiesto de Maurice Renard, publicado en 1909, se volvió a publicar como prefacio de El peligro azul en 1911, lo que garantizó la posteridad del manifiesto (il.: Géo Dorival).

Por lo demás, Maurice Renard también definió la novela de lo maravilloso científico por oposición a obras de las que deseaba distanciarse. En primer lugar, rechazó a Julio Verne, a quien consideraba responsable no solo de haber contribuido a la clasificación la novela científica como literatura juvenil, un sector editorial que estaba lejos de las exigencias intelectuales que Renard promovía, sino también de haberse limitado a hacer divulgación científica o a las visiones realistas. En cambio, Renard aspiraba a romper con lo real. El objetivo de escribir novelas científicas verosímiles distanció a Julio Verne de la teoría de Renard, que pretendía imaginar una ciencia «en medio de lo desconocido». Así, Verne rechazó por razones similares los relatos de aventuras con fines pedagógicos de los escritores franceses André Laurie y Paul d'Ivoi, así como las anticipaciones humorísticas de Albert Robida, que asumían un papel satírico. El objetivo del relato de lo maravilloso científico difirió del de la anticipación, ya que mientras que ésta se contentaba con situar la trama en el futuro, la novela maravilloso científico imaginaba las consecuencias de inventos contemporáneos o futuros. Maurice Renard promovió tramas construidas a partir de las herramientas intelectuales dedicadas a la actividad científica, pero dichas tramas siguieron basándose en un sueño, en una ciencia ficticia.
El manifiesto repercutió en gran medida. Tras su publicación, los críticos Edmond Pilon y Henry Duran Davray reaccionaron al artículo de Renard, pero fue sobre todo la reedición del artículo dos años más tarde, como prefacio de Le Péril bleu (El peligro azul), lo que aseguró su posteridad. En 1915, Hubert Matthey publicó Essai sur le merveilleux dans la littérature française depuis 1800 (Ensayo sobre lo maravilloso en la literatura francesa desde 1800), en que aludía varias veces al manifiesto de 1909. La expresión circuló entre los críticos hasta 1940, ya fuera en un artículo necrológico sobre Rosny aîné o en los escritos de los representantes del género y de sus defensores, como Gaston de Pawlowski y André Maurois. Durante las décadas de 1910 y 1920, surgieron dos bandos antagónicos. Por un lado, los partidarios de la novela de lo maravilloso científico; entre ellos, un círculo de amigos de Maurice Renard: Charles Derennes, Jean Ray, Rosny aîné, Albert Dubeux y Georges de la Fouchardière, quienes rindieron numerosos homenajes al escritor. Por otro lado, los críticos se mostraron indiferentes y severos con un género que consideraban literatura popular o que clasificaban como «diversión más bien infantil» por usar los términos del ataque de Jacques Copeau en un artículo que La Nouvelle Revue Française (La Nueva Revista Francesa) publicó en 1912.

#### Evolución de la expresión: de la «novela de lo maravilloso científico» a la «novela de hipótesis»
El término novela de lo maravilloso científico evolucionó bajo la pluma de Maurice Renard entre 1909 y 1928, con el fin de ganar reconocimiento y evitar la disolución del género. El reto seguía siendo distinguirse de Julio Verne, cuyo estilo novelístico aún eclipsaba a toda la literatura de imaginación científica. Poco a poco, su fracaso por intentar crear un movimiento literario se reflejó en el tono exasperado de su artículo «Depuis Sinbad» (Desde Simbad), que publicó en 1923. Sin embargo, la virulencia de sus observaciones se atenuó unos años más tarde en «Le roman d'hypothèse» (La novela de hipótesis), un texto de desilusión en que parecía haber renunciado a su proyecto literario. A partir de 1928, dejó de publicar artículos críticos y su producción literaria en este género se volvió escasa: publicó en 1933 Le Maître de la lumière (El maestro de la luz) y en 1938 el cuento «L'an 2000» (El año 2000).

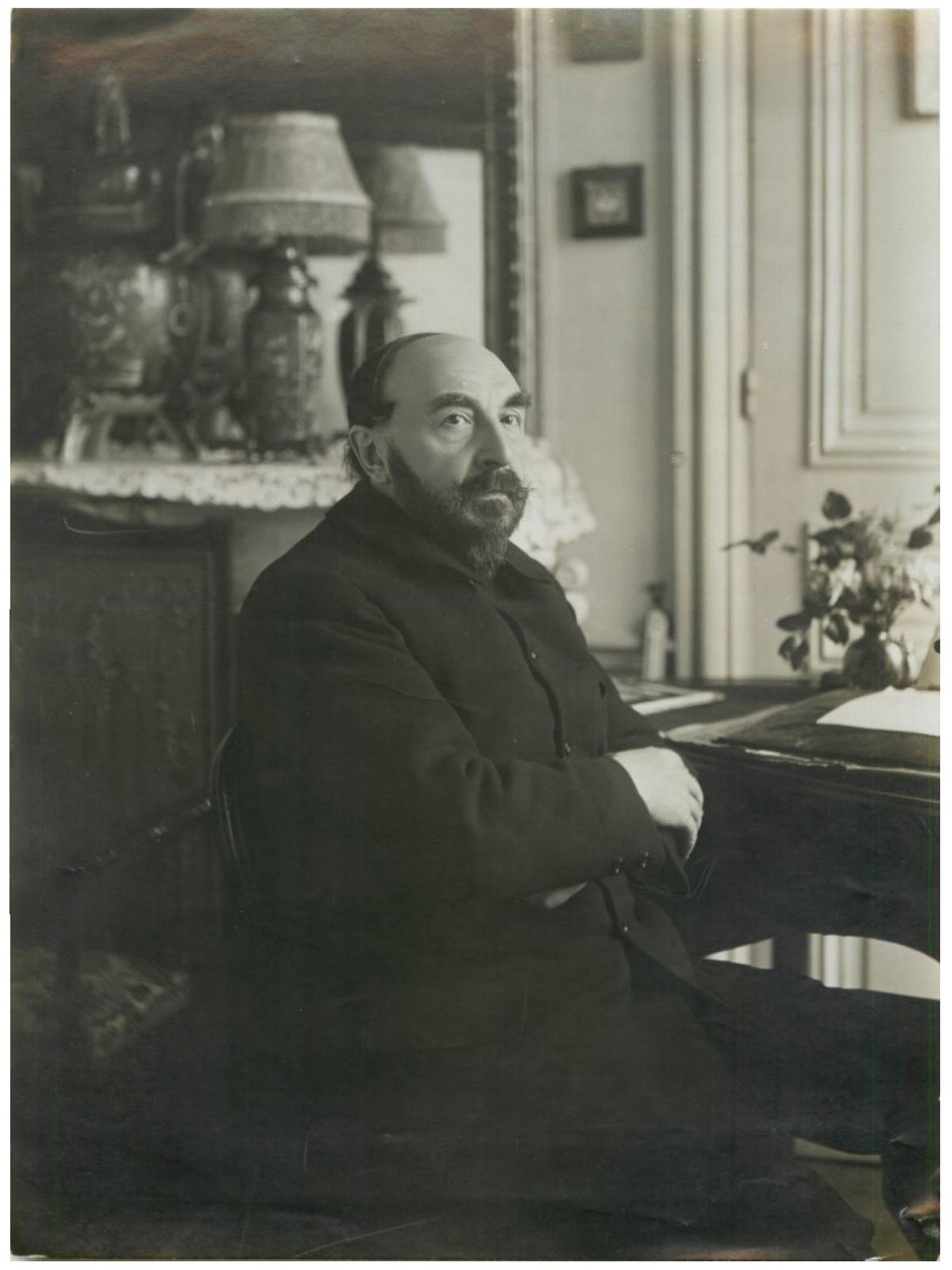
Maurice Renard añadió en 1914 a J.-H. Rosny aîné a la lista de los novelistas de lo maravilloso científico luego de la publicación de La fuerza misteriosa.

En 1914, la reseña de Rosny aîné sobre La fuerza misteriosa dio una oportunidad a Renard de desarrollar sus ideas sobre la novela de lo maravilloso científico, denominación que mantuvo. Sin embargo, para contrarrestar las críticas que acusaban al género de basarse mucho en la fantasía en detrimento del rigor científico, el teórico introdujo un cambio onomástico. Desde 1908 utilizó la expresión conte à structure savante (cuento con estructura erudita) para referirse a esas aspiraciones literarias, pero, en «Desde Simbad», rechazó de forma categórica este término y lo sustituyó por paracientífico, que era más adecuado para describir los misterios científicos. Cinco años más tarde, el artículo homónimo «La novela de hipótesis» rebautizó el género para destacar su valor epistemológico. Con esta nueva expresión, Renard pretendía demostrar que la exploración de lo desconocido aportaba nuevas perspectivas sobre la realidad. Sin embargo, estos cambios léxicos tuvieron un impacto limitado, ya que la expresión novela de lo maravilloso científico ya había dejado su huella, aun cuando los críticos literarios la usaban a menudo con un sentido diferente al definido por Renard.
Además del cambio onomástico, Maurice Renard también modificó la lista de autores del género. En 1914, Rosny aîné se incorporó a la lista, mientras que Charles Derennes, que no había escrito nada desde Le Peuple du Pôle (La gente del Polo), dejó de formar parte. De hecho, una vez que los críticos reconocieron lo maravilloso científico como un género formal, para los teóricos fue inútil defender la pureza del género excluyendo a los autores que desarrollaban dimensiones sociológicas o satíricas. A medida que avanzaban los artículos, Renard se mostraba más flexible respecto del uso de maravilloso científico, ya que el género podía ser un medio y no solo un fin en sí mismo. El propio novelista combinó otros códigos genéricos, ya sea mediante el uso de tramas detectivescas como en Le Péril bleu (El peligro azul) en 1911 o la sátira Un homme chez les microbes (Un hombre en casa de los microbios) en 1928.
A lo largo de toda su carrera, Maurice Renard intentó perpetuar el género de lo maravilloso científico, aunque implicara relajar sus límites teóricos. Para lograrlo, otorgó durante diez años el premio Maurice Renard, que concedía a una novela de imaginación científica. Entre 1922 y 1932, el premio se concedió a diez autores; entre ellos, Marcel Roland y Alexandre Arnoux, aunque sus obras pertenecían más bien al género de anticipación y utopía. Tales citas ilustran una actitud más relajada que, en su afán de legitimar género, hubo respecto del manifiesto de 1909.

## Literatura popular
En Francia, el género de lo maravilloso científico surgió a finales del siglo XIX y tuvo su apogeo en los años treinta, antes de desaparecer poco a poco en la década de 1950. A pesar de los artículos de Maurice Renard, las novelas de lo maravilloso científico todavía son consideradas literatura popular, tanto por los temas que tratan como por los medios de publicación en que aparecieron.

### Una generación de escritores enamorados de las especulaciones científicas

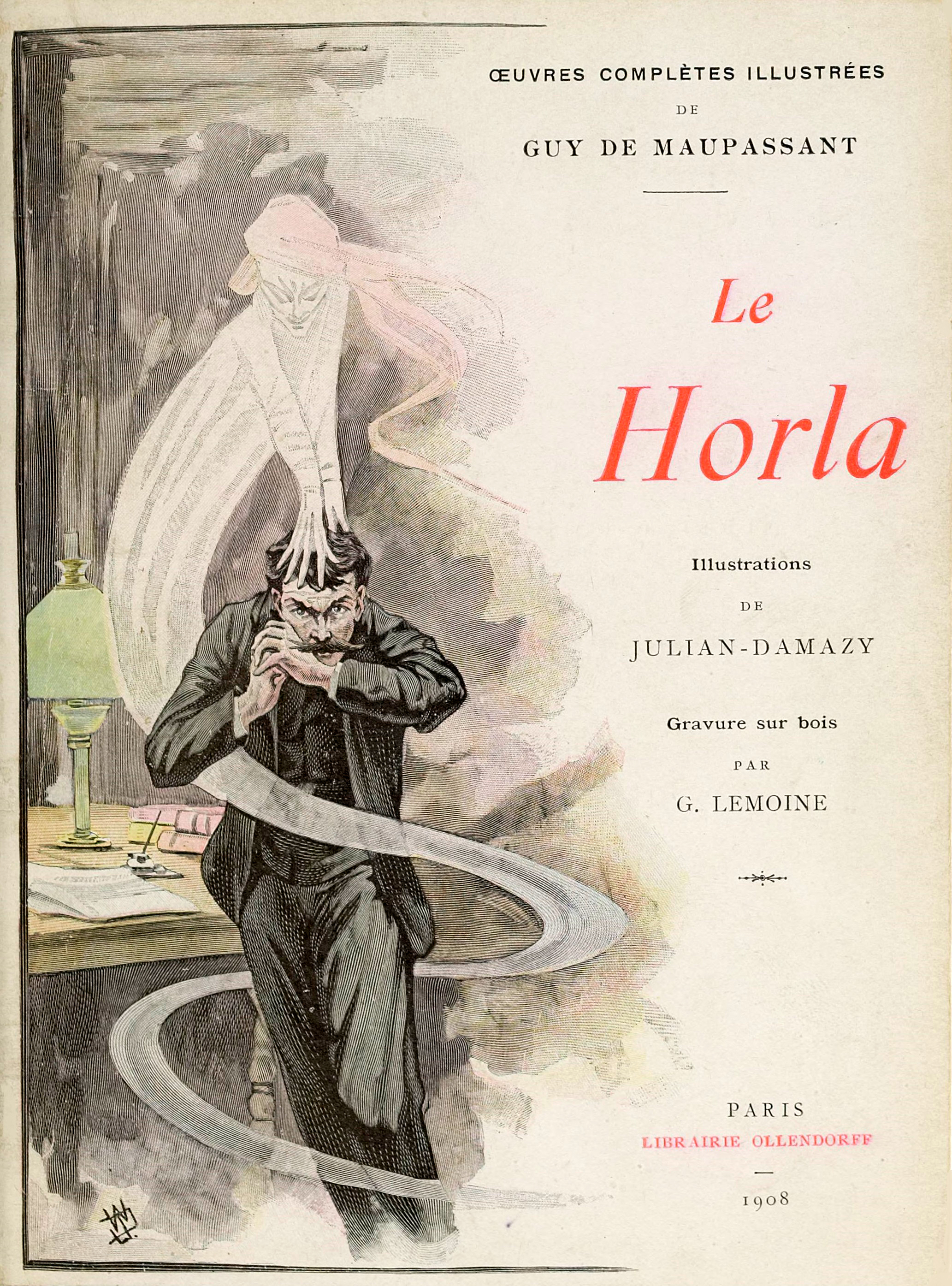
«El Horla», de Guy de Maupassant, es un cuento de lo maravilloso científico antes de que el género se consolidara (il.: William Julian-Damazy).

El cuento de Guy de Maupassant «El Horla» cuenta la historia de alguien que pierde la razón luego de que un ser invisible aparece en su entorno. El cuento es un relato «de lo maravilloso científico» previo a la consolidación del género, pues Maupassant sintetiza el enfoque fantástico y el científico en vez de oponerlos. Tiempo después, este relato de 1886 influyó en los autores del movimiento de lo maravilloso científico por mezclar la ciencia, la pseudociencia y el espiritismo.

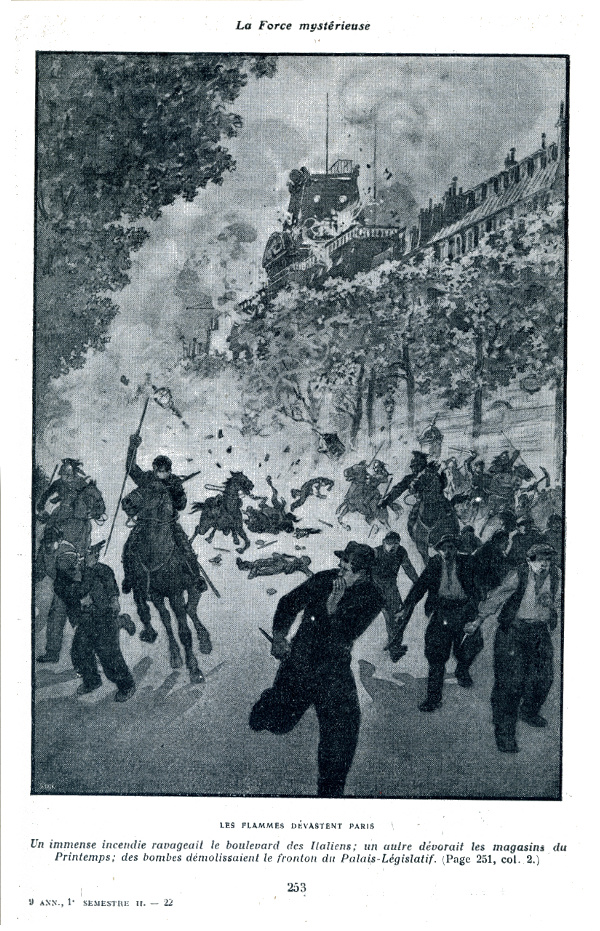
En La fuerza misteriosa, Rosny aîné cuenta un inmenso cataclismo que devasta a toda la humanidad. (il.: Marcel Lecoultre).

Sin embargo, parece que el género de lo maravilloso científico en realidad nació en 1887 con la publicación de la novela corta Les Xipéhuz (Los xipéhuz). En ella, Rosny aîné relata el encuentro entre la humanidad y una forma de vida inteligente no orgánica en una época prehistórica muy remota. Hasta entonces, los relatos impregnados de lo maravilloso científico habían aparecido sin llamar mucho la atención. Aun así, este texto en particular obtuvo un gran éxito literario, lo que contribuyó a darle una amplia visibilidad al género. Al ser escritor de historias proteiformes, es decir, que adoptan diversas formas, Rosny aîné escribió novelas no antropocéntricas en que el hombre no aparece como un fin en sí mismo, sino como un modesto elemento de un gran todo cósmico. El tema principal de su obra es una vasta guerra de reinos que narra el victorioso surgimiento de nuestra especie desde la prehistoria hasta la desaparición del Homo sapiens frente a otra forma de vida que, en un futuro lejano, reclama la superficie de la Tierra. Así, en Los xipéhuz, Rosny aîné enfrenta a la humanidad primitiva con una raza que no comprende, mientras que, en La Force mystérieuse (La fuerza misteriosa, 1913), imagina un cataclismo contemporáneo que crece poco a poco y obliga a la humanidad a reorganizar su sociedad. Sus novelas fueron grandes éxitos en los quioscos y en las librerías, lo que, a ojos de sus contemporáneos y desde entonces a los de los críticos, lo impulsó como líder del movimiento de lo maravilloso científico.
Junto con su hermano, Rosny jeune, fueron elegidos para formar parte de la entonces recién creada Academia Goncourt. Además, participó en la entrega del primer premio Goncourt a una novela del género de lo maravilloso científico: Force ennemie (Fuerza enemiga), del escritor franco-estadounidense John-Antoine Nau. Publicada en 1903, la novela trata el tema de los viajes espaciales por proyección mental. En ella, un extraterrestre que fue enviado como explorador antes de una posible invasión se aloja en la cabeza del narrador. Dos años más tarde, otra novela especulativa ganó el premio Goncourt: Les Civilisés (Los civilizados), de Claude Farrère, cuyo argumento es un futuro conflicto entre Francia y Gran Bretaña.
Al mismo tiempo, las obras de H. G. Wells alcanzaron también el éxito literario, en particular en Francia, donde recibían atención constante de la crítica en la prensa. Con el apoyo de varios autores franceses, el género se enriqueció y logró cierta legitimidad en la literatura. A su vez, Maurice Renard se dedicó a teorizarlo con el nombre de género de lo maravilloso científico. Esta búsqueda de legitimidad representaba un verdadero reto para el escritor, pues era practicante de este género. Así, sus numerosas novelas trataron los temas del imaginario científico popular de su época partiendo de una idea sencilla a la que saca todo el provecho; por ejemplo, en El doctor Lerne, imitador de Dios, pone en escena el trasplante humano llevado al extremo; en Le Péril bleu (El peligro azul), hay un pueblo invisible que convive con la humanidad; en la novela corta El enigma de los ojos misteriosos aparece un hombre con visión aumentada, y, en Le Singe (El mono) describe un dispositivo que duplica cuerpos y objetos.
En las proximidades de la obra de Wells, Rosny aîné y Maurice Renard eran vistos como los dos líderes de un género literario emergente que el público no identificaba del todo. Sin embargo, el género destacaba por su propensión a ofrecer a los lectores historias sensacionales y extraordinarias, cuyo único límite era la imaginación del autor, aunque supusiera imaginar el robo de la torre Eiffel, todo tipo de invasiones o incluso el fin del mundo.
En 1908, Jean de La Hire publicó La Roue fulgurante (La rueda fulgurante), una novela que narra las aventuras de un grupo de terrícolas a quienes abduce una nave espacial y lleva a Mercurio y Venus. Este éxito lo convirtió en una figura destacada de la anticipación científica francesa de la preguerra. Al dedicarse a la literatura popular lucrativa, continuó su incursión en el mundo de lo maravilloso científico con la exitosa serie de las aventuras de Léo Saint-Clair el Nictálopo y también publicó obras para un público juvenil, como Les Trois Boy-scouts (Los tres exploradores) y Grandes aventures d'un boy-scout (Las grandes aventuras de un explorador).

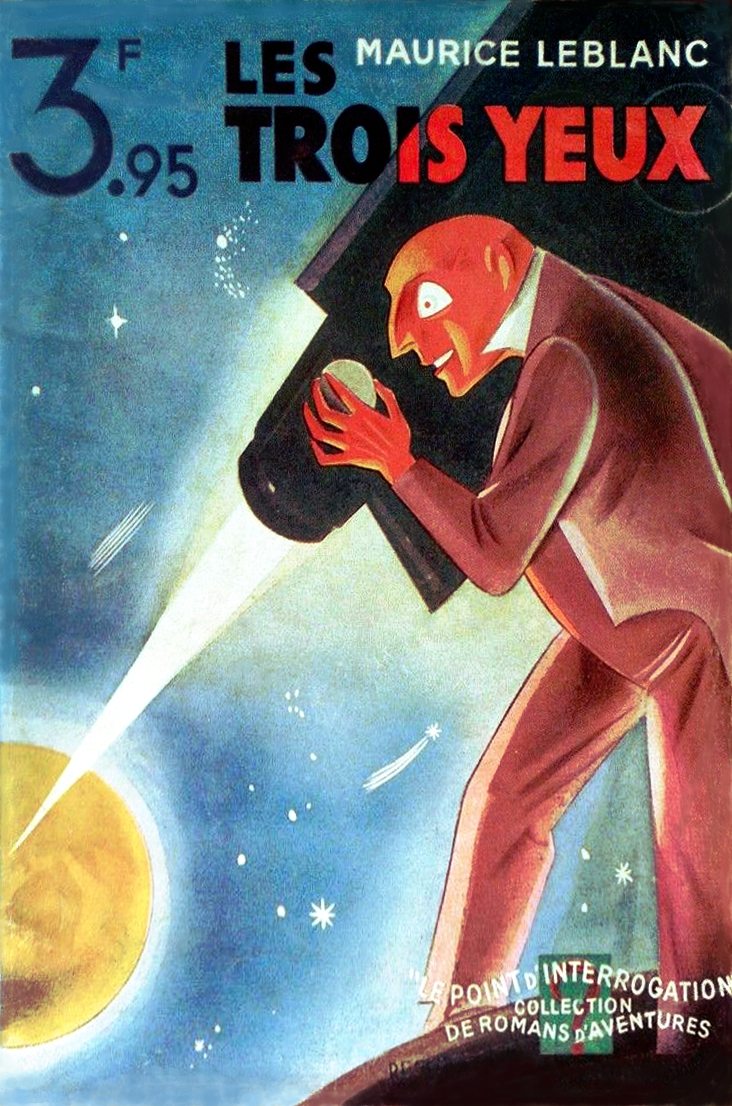
Aunque es más conocido por Arsenio Lupin, caballero ladrón, Maurice Leblanc también incursionó en la novela de lo maravilloso científico con Les Trois Yeux (Los tres ojos; il.: Maurice o André Harfort).

Los autores retomaron el entusiasmo popular por las nuevas teorías científicas y pseudocientíficas y lo plasmaron en novelas de aventuras. Así, cuando los autores no eran hombres de ciencia, a diferencia de los médicos André Couvreur y Octave Béliard, la fuente de inspiración de los escritores de relatos de lo maravilloso científico eran revistas de divulgación científica. Por ejemplo, a finales del siglo XIX, el empresario estadounidense y astrónomo aficionado Percival Lowell defendió con ardor la existencia de canales en Marte y popularizó la idea de una civilización marciana, lo que inspiró a muchos novelistas franceses. Por su parte, aunque no creía en la existencia de dichos canales, el astrónomo francés Camille Flammarion también estaba convencido de la existencia de vida en Marte. Además, en 1889 publicó la novela Uranie (Urania), que describe el viaje estelar de un astrónomo, en que el planeta Marte es una etapa del recorrido.

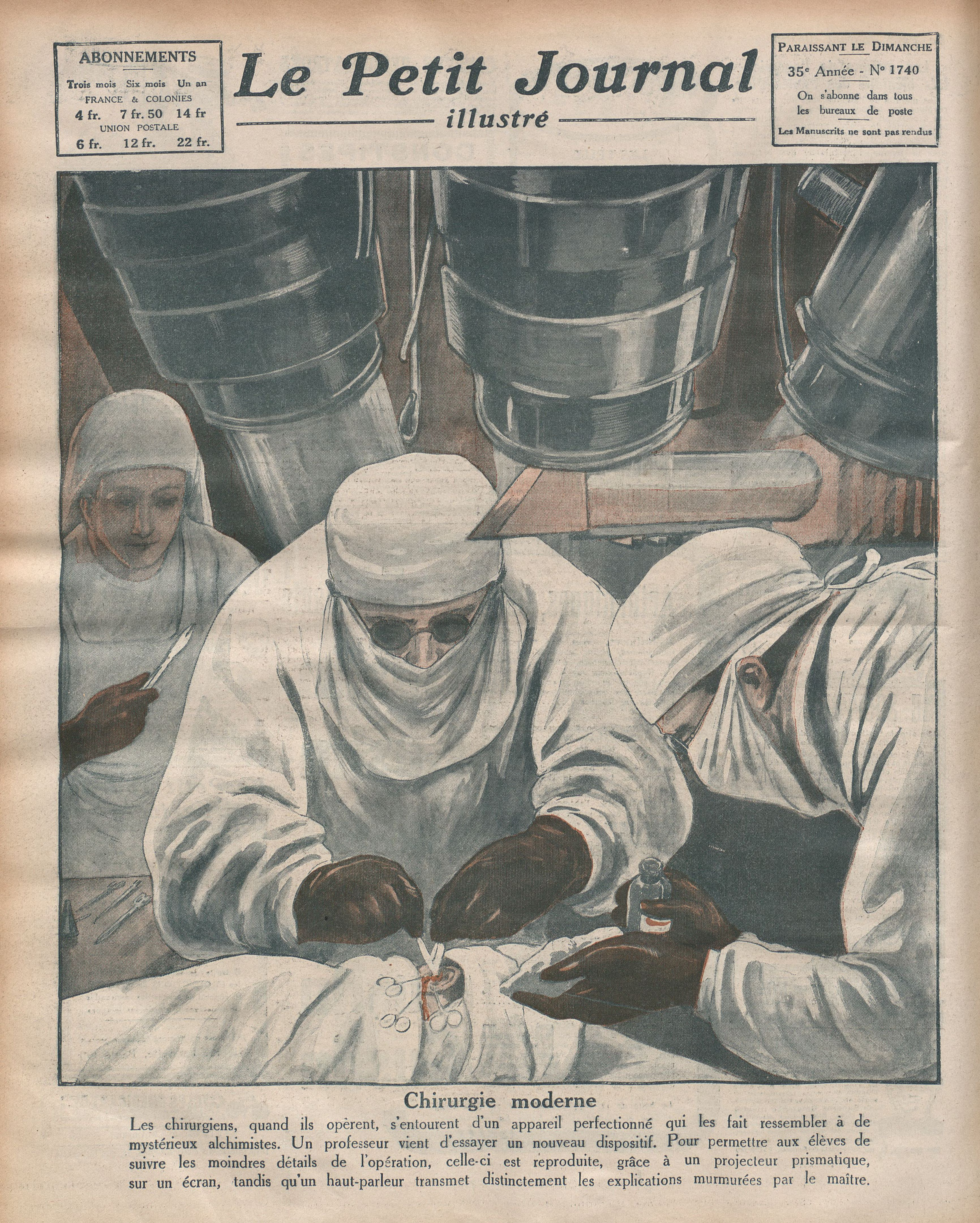
Portada de Le Petit Journal (El Pequeño Diario) en que se compara el aspecto de los cirujanos con el de los «alquimistas misteriosos» (27 de abril de 1924; il.: Raymond Moritz).

Si bien al final del siglo XIX los avances científicos eran vistos en su mayoría como beneficiosos, las tensiones y las guerras sucesivas hicieron que este progreso fuera asociado poco a poco con la locura destructiva de la industria y de la humanidad. Desde entonces, la figura del científico loco se hizo cada vez más popular, como en el caso de la novela de Gustave Le Rouge Le Mystérieux Docteur Cornélius (El misterioso Doctor Cornélius, 1912-1913). En esta obra, al ser jefe de una sociedad criminal secreta, el protagonista llevaba a cabo experimentos de «carnoplastia», es decir, una remodelación corporal que permite a una persona asumir la apariencia de otra; esta práctica se inspiró en los escritos contemporáneos de Alexis Carrel acerca del trasplante de órganos. En este aspecto, la Primera Guerra Mundial provocó una verdadera ruptura en la creatividad de los escritores de lo maravilloso científico. Mientras que en Estados Unidos, un país relativamente ajeno a los horrores de la guerra, los escritores continuaban su exploración literaria de la ciencia como un progreso para la humanidad, las desilusiones europeas (y en especial las francesas) ante una ciencia benéfica oscurecían las temáticas del género y las volvían en esencia pesimistas. Además, aunque décadas antes los autores de lo maravilloso científico habían seguido de cerca las investigaciones científicas, luego de la guerra parecían desconectados de los avances tecnológicos, como pruebas astronáuticas, investigaciones en física nuclear, mecánica cuántica, etcétera, y los temas de sus tramas solo eran nostálgicos, como el fin del mundo, los mundos perdidos, los malvados científicos locos, etcétera.
Aunque la crítica contemporánea suele percibir lo maravilloso científico como un género menor de formas vagas e imprecisas, esta literatura ha tenido un impacto en el desarrollo de la literatura popular. Esa influencia animó a muchos autores importantes a dedicarse a ella, como Maurice Leblanc, Guy de Téramond, Gaston Leroux, Octave Béliard, Léon Groc, Gustave Le Rouge y Jacques Spitz. De hecho, la cultura oficial aceptó esta literatura si sus autores también pertenecían a círculos literarios. Así, sus obras aparecen como variantes temáticas de géneros clásicos, como la utopía o el cuento filosófico, y son objeto de estudio de los mismos críticos literarios que analizan obras más canónicas. Por ejemplo, Maurice Leblanc es uno de los autores que escribieron novelas de lo maravilloso científico a la par que sus novelas predilectas. Este autor relata en Los tres ojos (1919) el experimento de un científico que desarrolla un revestimiento tratado con rayos B. Esta sustancia permitía que en una pared aparecieran imágenes del pasado, como si se tratara de una proyección cinematográfica. De igual forma, en La muñeca sangrienta (1923) Gaston Leroux retoma con un enfoque científico los temas del autómata, los trasplantes humanos y el vampirismo.

### Los temas característicos de lo maravilloso científico

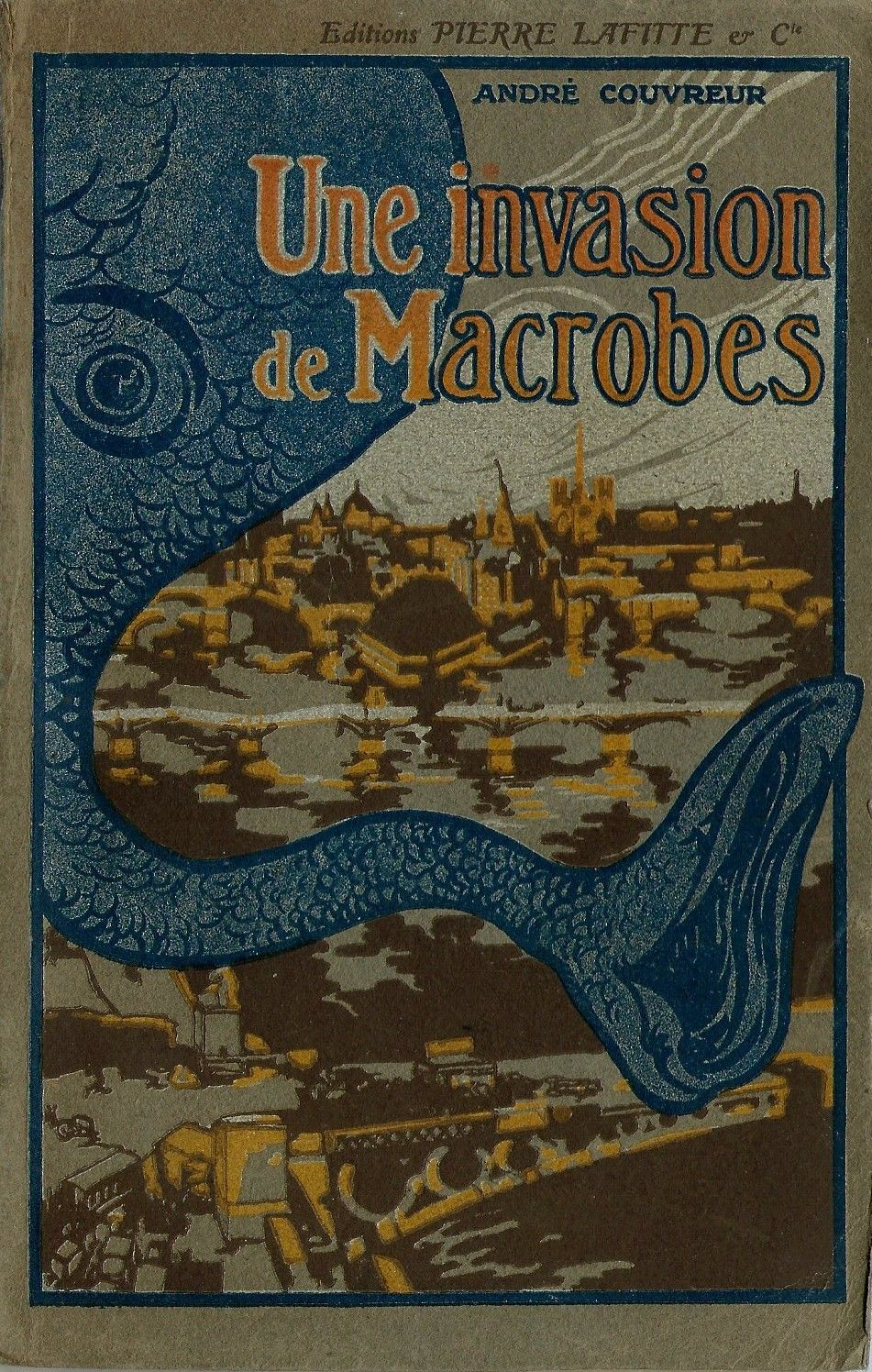
A principios del, los avances científicos permitieron aumentar el tamaño de los microbios. Así, el profesor Tornada, un científico loco de profesión, lleva a cabo este experimento. Portada de la novela de André Couvreur Une Invasion de macrobes (Una invasión de macrobios), que Éditions Pierre Lafitte publicó en 1910 (il. André Devambez).

Según la definición de Maurice Renard, en el género de lo maravilloso científico el autor toma como punto de partida la alteración de una ley científica e imagina todas las consecuencias. Así, a los partidarios de esta corriente literaria les interesaron las pseudociencias, como la levitación, la criptestesia, la metempsícosis, la telepatía, etcétera; además, especularon sobre futuros descubrimientos, como los viajes en el tiempo, el encogimiento humano, la carnoplastia, etcétera. Por eso, los científicos e ingenieros, responsables de los descubrimientos y aventuras que suceden en las historias, fueron los personajes más populares de las novelas de lo maravilloso científico.

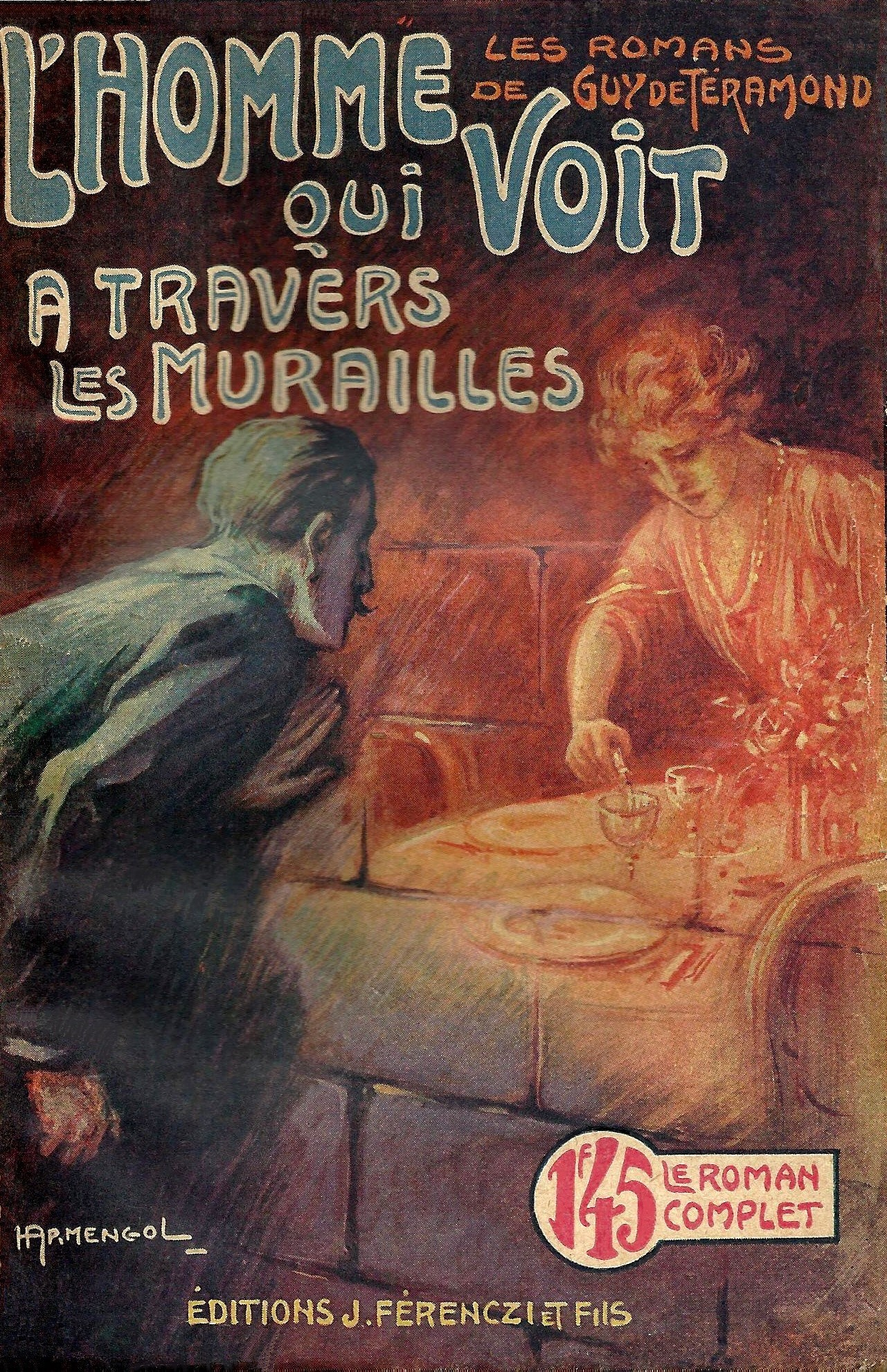
En 1913, Guy de Téramond escribió la historia de un hombre que adquiere visión de rayos X luego de una intervención quirúrgica sin riesgos. Portada de L'Homme qui voit à travers les murailles (El hombre que ve a través de las paredes), que dibujó Henri Armengol.

Los principios biológicos se encuentran entre las leyes que los autores modificaron; así, el cuerpo humano se convirtió en un material maleable al estar en manos de científicos con intenciones que aparentaban ser buenas. Otros temas populares fueron la invisibilidad, la mutación, la inmortalidad y la cuestión del superhombre. En especial para Jean de La Hire, quien a lo largo de diecinueve novelas relató las aventuras del Nyctálopo, un hombre con visión mejorada y un corazón artificial, o la del Hictaner, un híbrido entre un hombre y un tiburón en L'Homme qui peut vivre dans l'eau (El hombre que puede vivir bajo el agua, 1910). Louis Boussenard se inspiró en L'Homme invisible (El hombre invisible) de H. G. Wells para escribir Monsieur… Rien ! (Señor… ¡Nadie!, 1907), una historia en la que un nihilista roba un método químico con el que puede hacerse invisible para asesinar a dignatarios rusos.
Los autores de lo maravilloso científico exploraron nuevas facetas del perfeccionamiento humano mediante la búsqueda sistemática de analogías entre fenómenos científicos. Por ejemplo, en L'Homme au corps subtil (El hombre del cuerpo sutil, 1913), de Maurice Renard, el poder de penetración de los rayos X se traspasa al cuerpo humano cuando el profesor Bouvancourt logra atravesar la materia, al igual que François Dutilleul, el héroe del cuento Le Passe-Muraille (El atraviesaparedes, 1941) de Marcel Aymé. Renard vuelve a usar la figura del científico para contar las aventuras de Fléchambeau, quien puede encogerse hasta ver a los microorganismos, en Un homme chez les microbes (Un hombre entre los microbios, 1928), mientras que André Couvreur narra el proceso inverso en Une invasion de macrobes (Una invasión de los macrobios, 1909), en que el científico malvado Tornada provoca que el tamaño de los microbios aumente de forma desmedida. 
Por lo demás, luego de que lo inspiraran los espectáculos de prestidigitación de Georges Méliès o, de forma más general, los espectáculos de music hall con personas decapitadas en escena, Paul Arosa muestra a un científico alemán que mantiene con vida la cabeza de un guillotinado en Les Mystérieuses Estudios du professeur Kruhl (Los macabros experimentos del profesor Kruhl, 1912). Ese mismo año, F. C. Rosensteel publicó otra variación de este tema con L'Homme à deux têtes (El hombre con dos cabezas). En 1921, en L'Homme qui devint gorille (El hombre que se convirtió en gorila), de H. J. Magog, el profesor Fringue trasplanta el cerebro de un humano al cráneo de un gorila; más adelante, este mismo personaje hace lo mismo en Trois Ombres sur Paris (Tres sombras sobre París, 1929), una novela en que él desarrolla una fórmula para crear superhombres y hacer a todos los hombres iguales. Octave Béliard da otro ejemplo de alteración de las leyes biológicas en Les Petits Hommes de la pinède (Los hombrecitos del bosque de pinos, 1927), una novela en que un científico crea una población de individuos de 30 cm de altura y crecimiento acelerado que terminan por salirse de control. Por último, en las novelas On vole des enfants à Paris (Hay niños volando sobre París, 1906), de Louis Forest, y L'Homme qui peut tout (El hombre que todo lo puede, 1910), de Guy de Téramond, los dos autores imaginaron alterar el cerebro de los niños y los delincuentes para dotarlos de superpoderes, mientras que Raoul Bigot narra en Nounlegos (El invasor que lee mentes, 1919) la historia de un frenólogo que inventa un aparato que puede leer mentes.

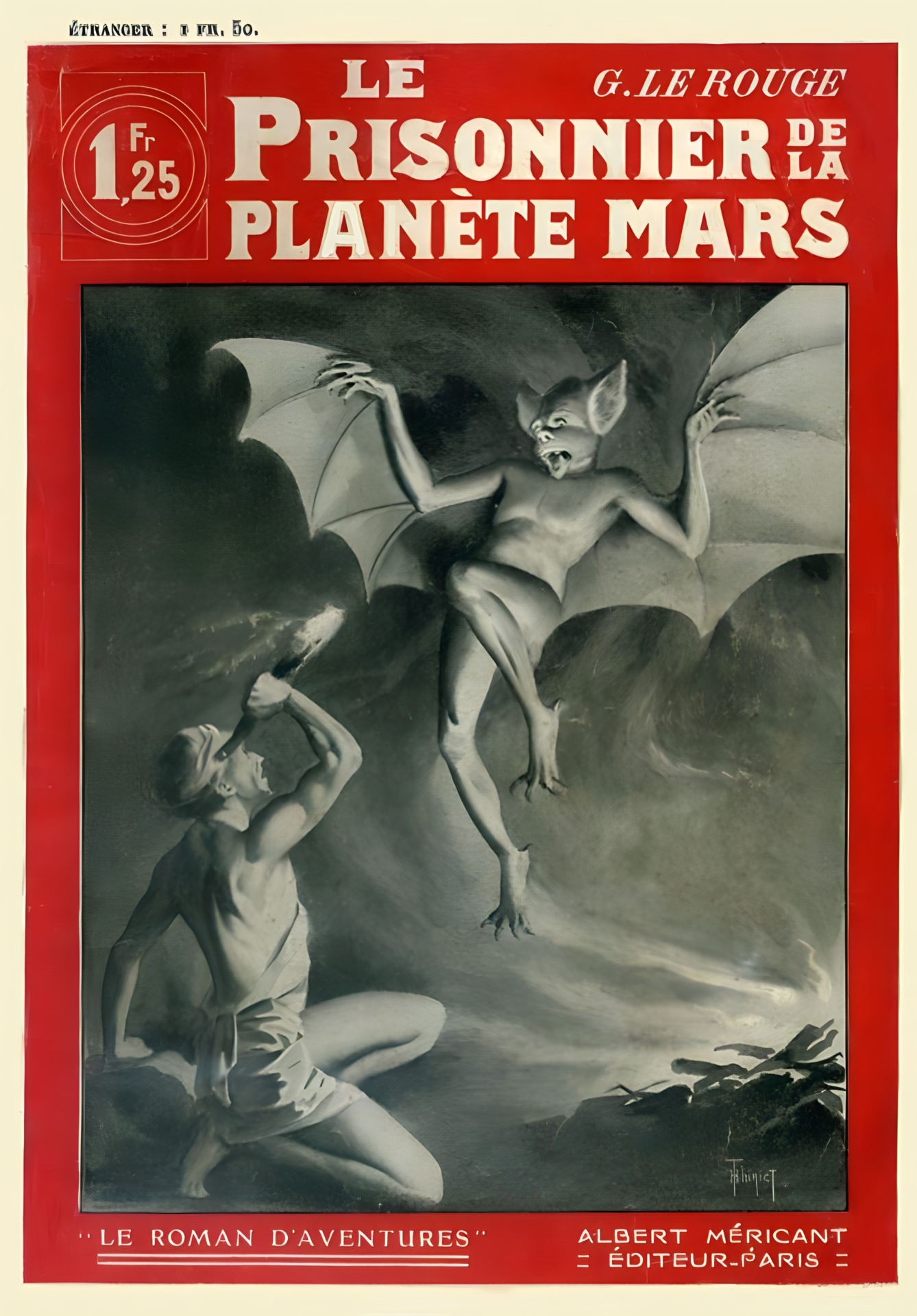
En el libro de 1908 Le Prisonnier de la planète Mars (El priosionero del planeta Marte), llevan a Robert Darvel contra su voluntad a Marte, donde descubre a un murciélago alienígena (il.: Henri Thiriet).

Las pseudociencias, que gozaron de gran popularidad en la época, inspiraron a los novelistas a adentrarse en el campo psíquico. Así, Gustave Le Rouge mostró en su díptico Le Prisonnier de la planète Mars (El prisionero de Marte, 1908) y La Guerre des vampires (La guerra de los vampiros, 1909) un viaje interestelar que fue posible gracias a la energía psíquica de miles de yoguis, que logran propulsar al ingeniero Robert Dravel al planeta Marte, En L'Âme du docteur Kips (El alma del doctor Kips, 1912), Maurice Champagne experimentó con la metempsicosis usando el personaje de un faquir que hace posible la reencarnación de su héroe en la India. A su vez, a Joseph Jacquin y Aristide Fabre les interesaron las habilidades de resurrección de los faquires en Le sommeil sous les blés (Un sueño bajo el trigal, 1927) mientras que, en Ville hantée (El pueblo embrujado) (1911-1912), de Léon Groc, y Le Voleur de cerveaux (El ladrón de cerebros, 1920), de Jean de Quirielle, los científicos recrean la vida de manera artificial mediante el robo de energía psíquica. Por último, los autores de lo maravilloso científico exploraron los peligros de usar la telepatía y el control mental; por ejemplo, en Le Lynx (El lince, 1911), de André Couvreur y Michel Corday, narraron las aventuras de un individuo capaz de leer la mente luego de ingerir una droga. Del mismo modo, en Lucifer, Jean de La Hire muestra al barón Glô van Warteck, un genio malvado que inventa un artefacto que amplifica su fuerza psíquica y usa para someter a sus enemigos y víctimas dondequiera que estén.

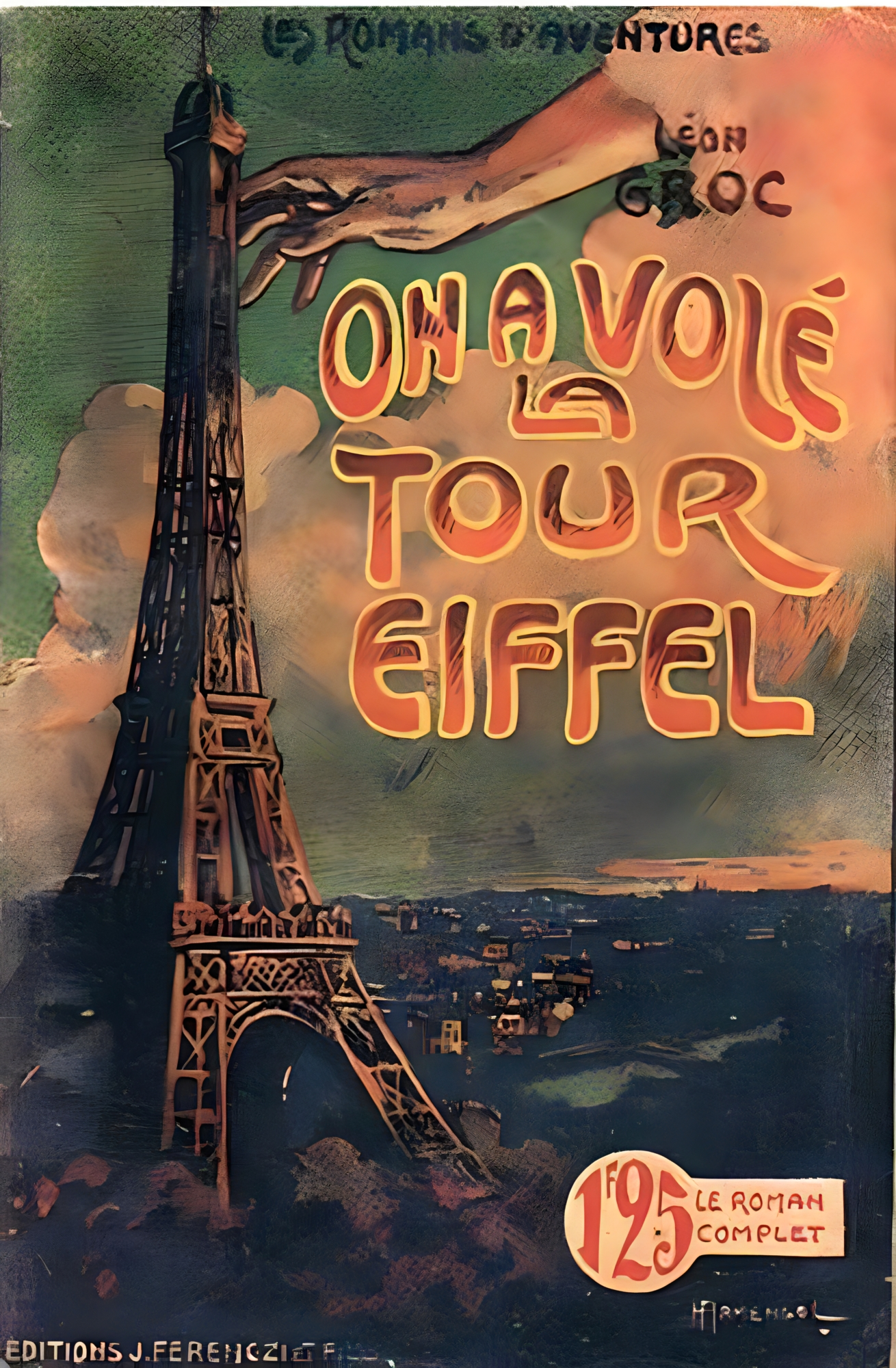
Portada de la novela de Léon Groc Se robaron la torre Eiffel (1923). Henri Armengol la ilustró.

La especulación y alteración de las leyes físicas o químicas también fueron recursos narrativos que los novelistas de lo maravilloso científico usaron a menudo. A Léon Groc le interesó la alquimia en On a volé la tour Eiffel (Se robaron la torre Eiffel, 1921), una novela en que el científico Gourdon inventa un proceso para transformar el hierro en oro. Muchos escritores enriquecieron sus tramas con materiales que generan energía, como el radio y despertaron muchas fantasías científicas. En «Les Idées de Monsieur Triggs» (Las ideas del señor Triggs, 1936), Jean Ray enfrenta así a su heroico detective privado Harry Dickson con una piedra que tiene propiedades similares al radio y es capaz de curar las enfermedades cutáneas y provocar explosiones. Por su parte, el escritor de ciencia ficción Albert Bailly presentó una nave espacial transparente de éter en L’Éther Alpha (El Éter Alfa,1929), obra galardonada ese mismo año con el premio Jules-Verne, que reconoce obras de aventuras fantásticas y de ciencia ficción de autores franceses. Además, los autores de lo maravilloso científico trataron el descubrimiento de rayos con múltiples propiedades, como la escritora de ciencia ficción René d’Anjou en su novela Aigle et colombe (El águila y la paloma), en que el alquimista Fédor Romalewski inventa artefactos a partir de descubrimientos científicos: el superradio, los rayos X y los rayos Z. En contraste con estos descubrimientos, la desaparición de ciertos materiales también fue un tema recurrente de la ficción especulativa; por ejemplo, la pérdida del metal en Les Ferropucerons (Los ferropulgones, 1912) de Gastón de Pawlowski  o La Mort du Fer (La muerte del hierro, 1931) de Serge-Simon Held. Por último, los inventos científicos fueron primordiales en la literatura de imaginación. Con su saga de novelas Le Nyctalope (El Nictálopo), Jean de La Hire representó a la perfección este aspecto con la aparición frecuente de aeronaves capaces de estar suspendidas en el aire, submarinos eléctricos, cohetes propulsados solo por ondas de radio y armas muy sofisticadas.

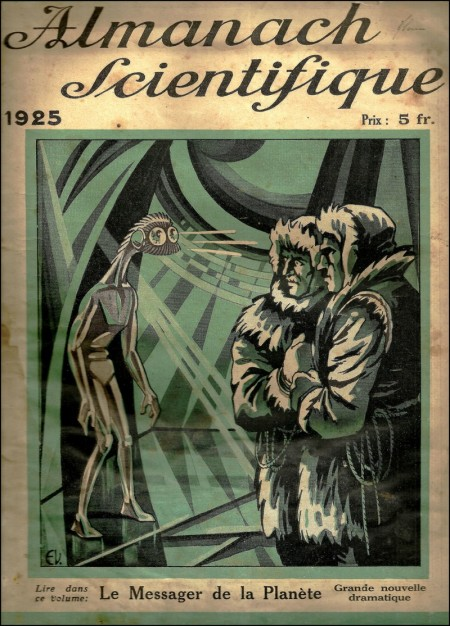
En 1924, José Moselli relató el encuentro entre dos exploradores polares y un habitante del planeta Mercurio varado en la Antártida en Le Messager de la planète (El mensajero del planeta).

Al guardar una relación estrecha con las novelas de aventuras por su nexo con lo extraordinario, las novelas especulativas privilegian los viajes, ya sea a los lugares inexplorados de la Tierra, a otros planetas o incluso en el tiempo, en que se descubren formas de vida desconocidas. Estos temas fueron los predilectos de J.-H. Ronsy aîné, a quien interesaban tanto la exploración interestelar, que trato en Les Navigateurs de l’infini (Los navegantes del infinito, 1925) y su continuación Les Astronautes (Los astronautas, 1960), como los mundos perdidos redescubiertos, que trató en Les Profondeurs de Kyamo (Las profundidades de Kyamo, 1891) y Nymphée (Nymphea, 1893, que escribió en colaboración con su hermano, J.-H. Rosny jeune), obras en que el héroe principal, un explorador que recorre territorios desconocidos, descubre diferentes formas de vida humana.
Otra actividad en que se ocupan los escritores de lo maravilloso científico fue describir las diversas formas de vida que habitan el sistema solar, como los habitantes de Mercurio en La Roue fulgurante (La rueda fulgurante, 1908), de Jean de La Hire, y Le Messager de la planète (El mensajero del planeta, 1924), de José Moselli, los venusianos en Les Trois Yeux (Los tres ojos, 1920), de Maurice Leblanc, y los marcianos en las numerosas novelas que tratan del planeta rojo, como Docteur Oméga (Doctor Omega) de Arnould Galopin o Aventures merveilleuses de Serge Myrandhal (Las maravillosas aventuras de Serge Myrandhal, 1908), de Henri Gayar. Además de las formas de vida descubiertas en los mundos perdidos o en los planetas vecinos, esta literatura revela la existencia de especies que nos rodean sin que lo sepamos; por ejemplo, los sarvanos, una especie aracnoide inteligente que evoluciona en la estratosfera, cuyas características detalló Maurice Renard en Le Péril bleu (El peligro azul, 1895). De igual forma, en la novela de Ronsy aîné Un autre monde (Otro mundo, 1895), el narrador güeldrés usa su visión aumentada para detectar formas de vida geométricas e invisibles que rodean a la humanidad. Por último, el tema de los viajes en el tiempo, con o sin máquina, también es popular entre los autores de lo maravilloso científico. En L’Horloge des siècles (El reloj de los siglos, 1902), Albert Robida narra que, a causa de un cataclismo desconocido, la Tierra comenzó a rotar en sentido contrario, lo que provocó que el tiempo fluyera hacia atrás. En la novela satírica La Belle Valence (La bella Valencia, 1923), André Blandin y Théo Varlet narraron las aventuras de un grupo de soldados de infantería que, luego de haber descubierto la máquina del tiempo descrita por H. G. Wells, envían por error a toda su tropa a Valencia en el siglo XIV, en pleno conflicto medieval entre el ejército español y el árabe.

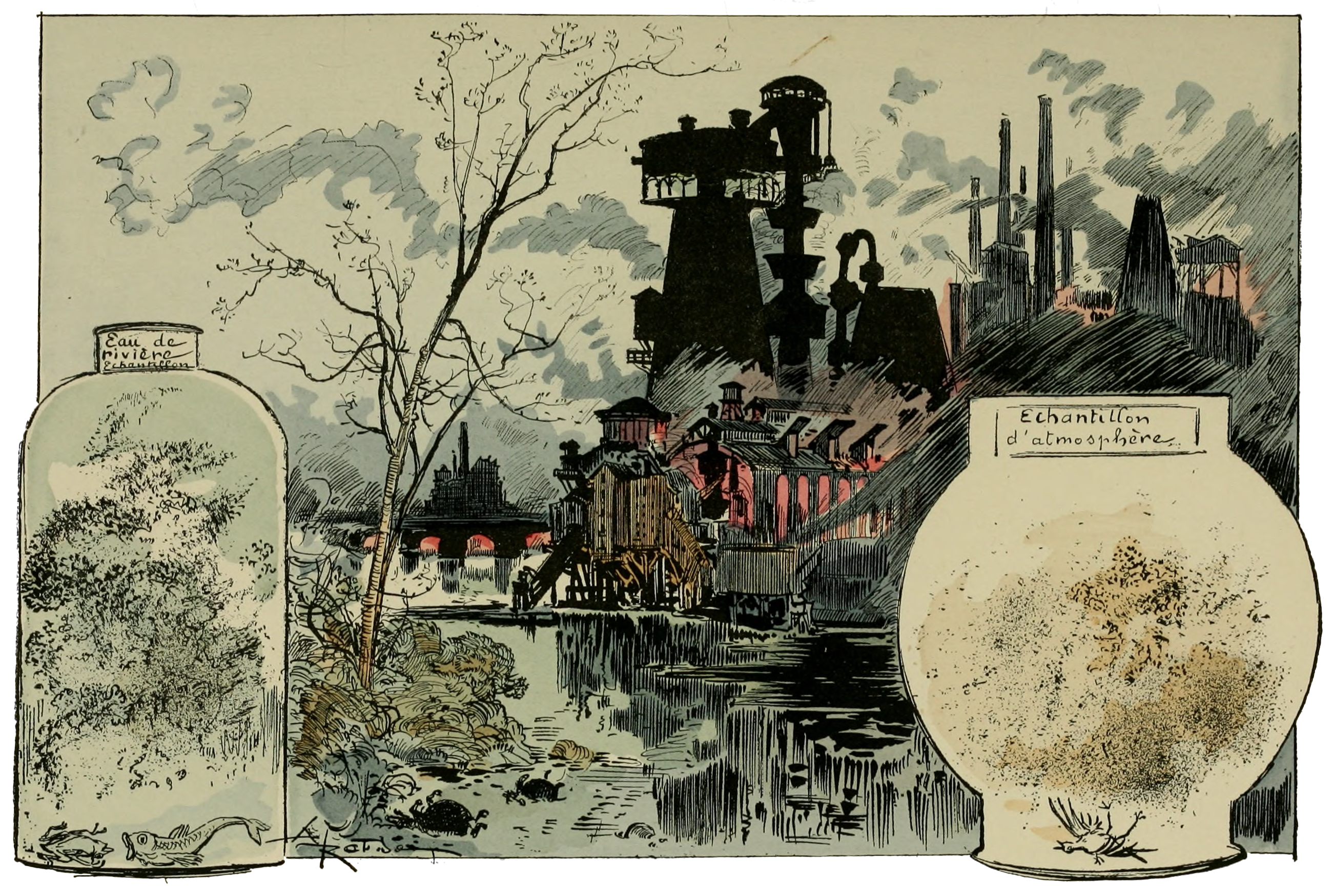
En La vie électrique (La vida eléctrica, 1890), Albert Robida representó el progreso de una epidemia fruto accidental de una investigación «humanitaria y política».

Por último, otro de los temas que privilegia este género literario es la anticipación. De hecho, las novelas de anticipación permitieron imaginar el impacto del progreso tecnológico en la vida cotidiana a corto o largo plazo, o bien imaginar un mundo futuro, ya sea utópico o distópico. A modo de ejemplo, el ilustrador Henri Lanos y el escritor Jules Perrin coescribieron Un monde sur le monde (Un mundo encima del mundo, 1910-1911), una extrapolación que ocurre en un futuro indeterminado en que un millonario se enfrenta a un movimiento popular en contra de la construcción de una ciudad que está a 1900 metros de altura. Le Duc Rollon (El duque Rollón, 1912-1913), novela de Léon de Tinseau que se desarrolla en el año 2000, describe un mundo sumido en la barbarie luego de una guerra universal. Ben Jackson publicó L’Âge Alpha ou la marche du temps (La Era Alfa o el pasar del tiempo, 1942), relato que se desarrolla en una ciudad del siglo XXI con bastante desigualdad, en la que el uso de la energía atómica se convirtió en algo cotidiano.

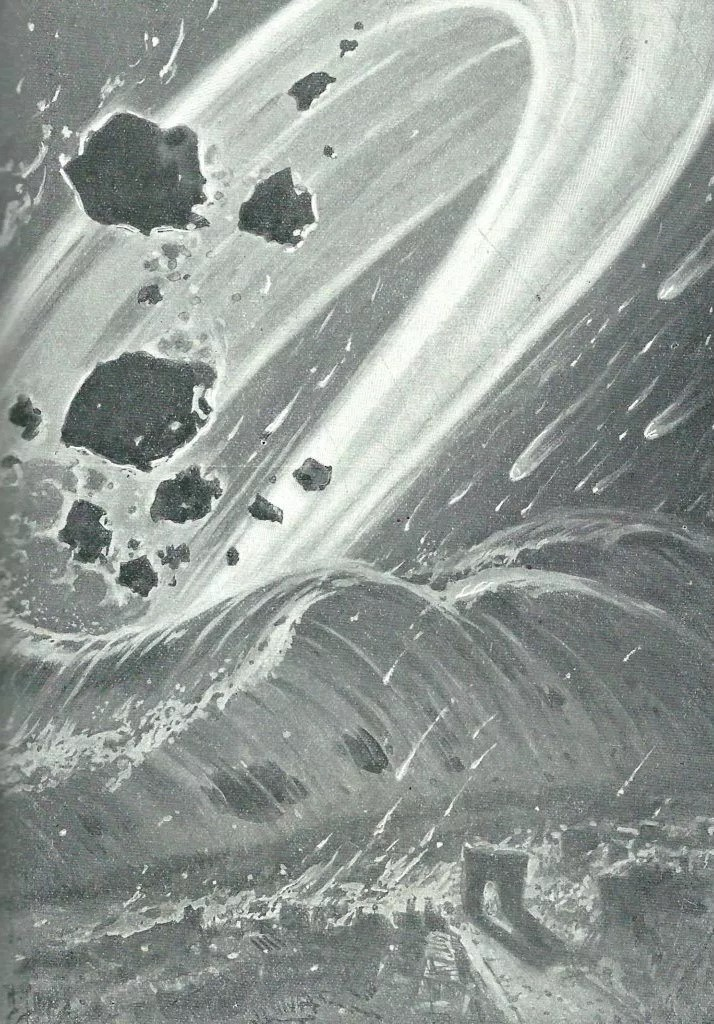
«Destruction de la Terre par le choc d'une comète» (Destrucción de la Tierra por el choque de un cometa), ilustración de Henri Lanos para La Fin du monde (El fin del mundo) de Camille Flammarion.

El pronóstico de un futuro conflicto también fue un tema recurrente de la anticipación. Hubo un primer acercamiento en la novela de Albert Robida La Guerre au vingtième siècle (La guerra del siglo XX, 1887) antes de que el artista la tratara a profundidad en el semanario satírico La Caricature (La Caricatura) y luego en sus composiciones para La Guerre infernale (La guerra infernal, 1908), una novela de Pierre Giffard en el contexto de las «vísperas de una guerra». Las ilustraciones de Robida expresan el carácter especialmente mortífero e innovador de la guerra que se avecinaba (autos blindados, gases asfixiantes y máscaras de gas, obús gigantescos, torres de vigilancia antiaéreos, etcétera), sin caer por eso en un nacionalismo belicista propio de otros autores que se especializaron en este nicho, como el capitán Danrit, un militar y escritor francés, con su tetralogía La Guerre de demain (La guerra del mañana, 1888-1896) y Albert Bonneau con su saga Les Samouraïs du Soleil pourpre (Los samuráis del Sol carmesí, 1928-1931). Por último, esta anticipación puede tomar la forma de relato apocalíptico, como un cataclismo. En partícular, en La Force mystérieuse (La fuerza misteriosa, 1913), de J.-H. Rosny aîné, un espectro luminoso afectado por una perturbación cósmica desconocida provoca un ataque de locura temporal en el mundo entero y extermina a gran parte de la humanidad. El astrónomo Camille Flammarion también trató el tema en La Fin du monde (El fin del mundo, 1893), texto que es al mismo tiempo una novela y un ensayo científico en que se debaten los distintos finales posibles del planeta Tierra.

### Medios de publicación que fomentaron una audiencia popular

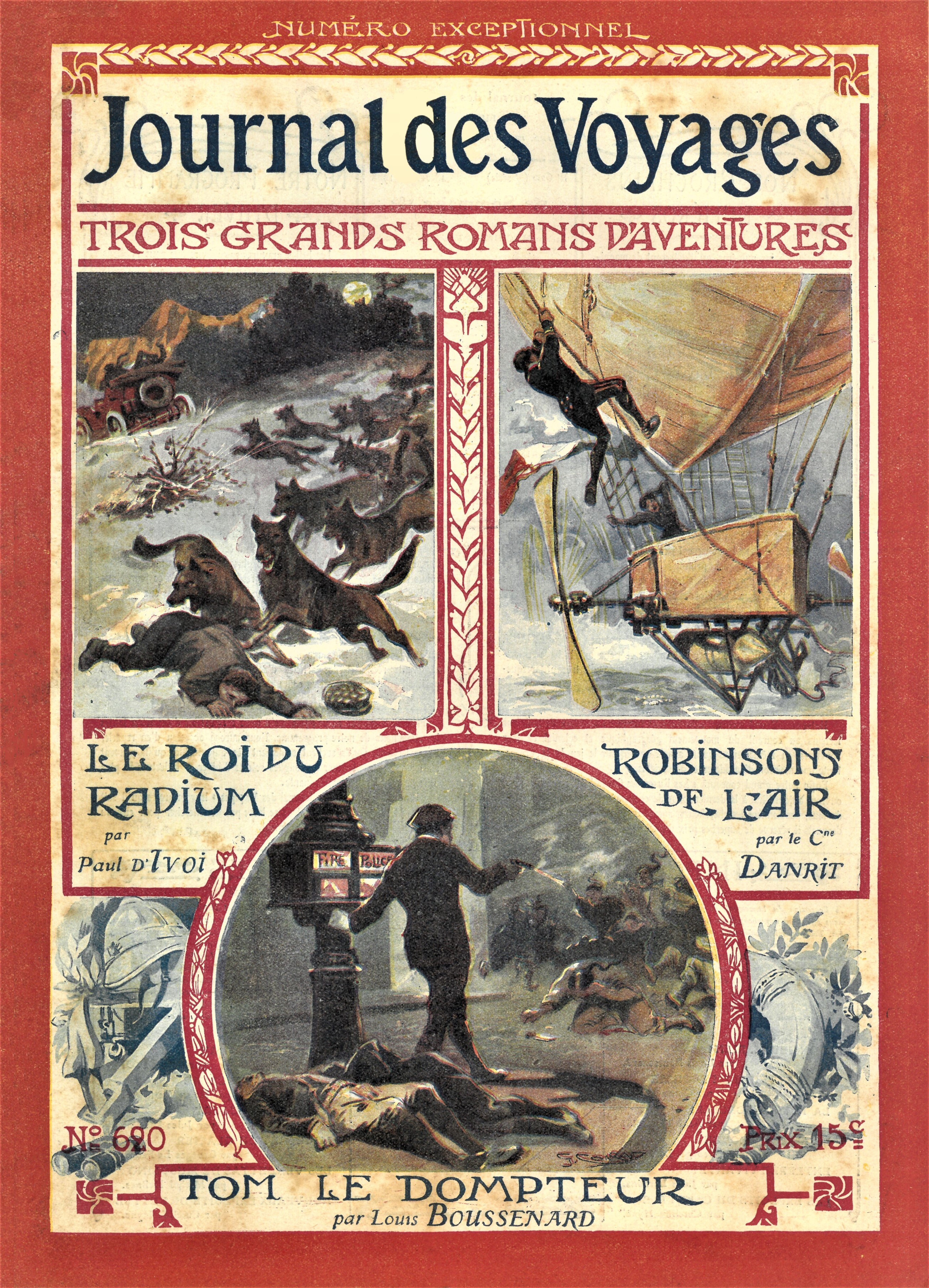
La revista Diario de Viajes publicó una gran variedad de relatos de exploraciones y folletines de aventuras científicas.

Maurice Renard invitó a sus colegas a apropiarse de esta literatura de imaginación científica para promover su práctica. Sin embargo, aunque el teórico del género era un hombre de letras al que leía la élite literaria parisina de principios del siglo XX, los defensores de lo maravilloso científico eran en su mayoría novelistas populares, que aparecían en periódicos de gran formato y en editoriales cuyos lectores eran obreros y trabajadores. Estos escritores escenificaron aventuras irreales y fantásticas con héroes arquetípicos para mantener a sus lectores en suspenso. Aplicaron estas estrategias sin distinción a lo maravilloso científico y a otros géneros más lucrativos, como la literatura sentimental, los relatos de aventuras históricas, las novelas policíacas, etcétera. A partir de todo esto, los detractores de la literatura que propugnaba Renard la clasificaron como un subgénero.
Desde finales del siglo XIX, varias revistas científicas publicaron relatos de aventuras científicas junto con artículos de divulgación; por ejemplo, la publicación Journal des Voyages et des Aventures de Terre et de Mer (Diario de Viajes y Aventuras de Tierra y Mar), de Charles Lucien Huard, y la revista Sciences et Voyages (Ciencias y Viajes), de los hermanos Offenstadt, publicaron folletines de este ámbito junto con relatos de viajes. Por otro lado, la revista La Science Illustrée (La Ciencia Ilustrada), de Louis Figuier, publicó tanto artículos de divulgación científica como novelas de Louis Boussenard y del conde Didier de Chousy. 
En cuanto a las revistas de interés general, también publicaron folletines:
- Lectures pour Tous (Lecturas para Todos) difundió relatos de Octave Béliard, Maurice Renard, Raoul Bigot, Noëlle Roger y J.-H. Rosny aîné.
- Las revistas que dirigió Pierre Lafitte, como el diario Excelsior, publicó obras de Guy de Téramond, Léon Groc, André Couvreur y Michel Corday.
- La revista mensual Je Sais Tout (Lo sé Todo) divulgó relatos de Maurice Renard, J.-H. Rosny aîné, Maurice Leblanc, Michel Corday, Paul Arosa y Jules Perrin.

Por último, algunos diarios también ofrecían a sus lectores folletines de ficción especulativa, género cuyo contenido solo se ve como una probabilidad; por ejemplo, L'Intransigeant (El Intransigente) presentó varias novelas de Maurice Renard y Léon Groc, mientras que Le Matin (La Mañana) publicó obras de Maurice Renard, Jean de La Hire y Gaston Leroux. Otras revistas, como L'Assiette au Beurre (El Plato de Mantequilla) y Le Miroir du Monde (El Espejo del Mundo), publicaron en números especiales relatos de lo maravilloso científico. 

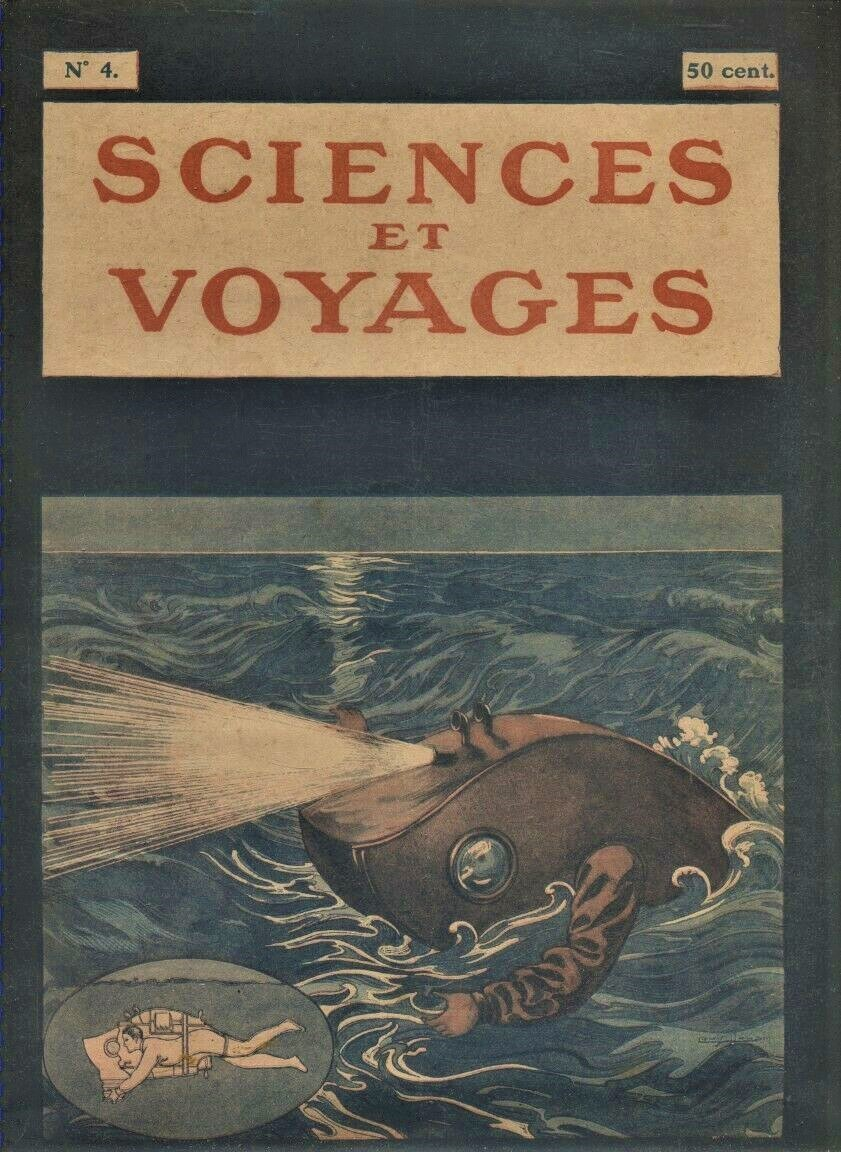
Ciencias y Viajes, n.º 4, noviembre de 1919.
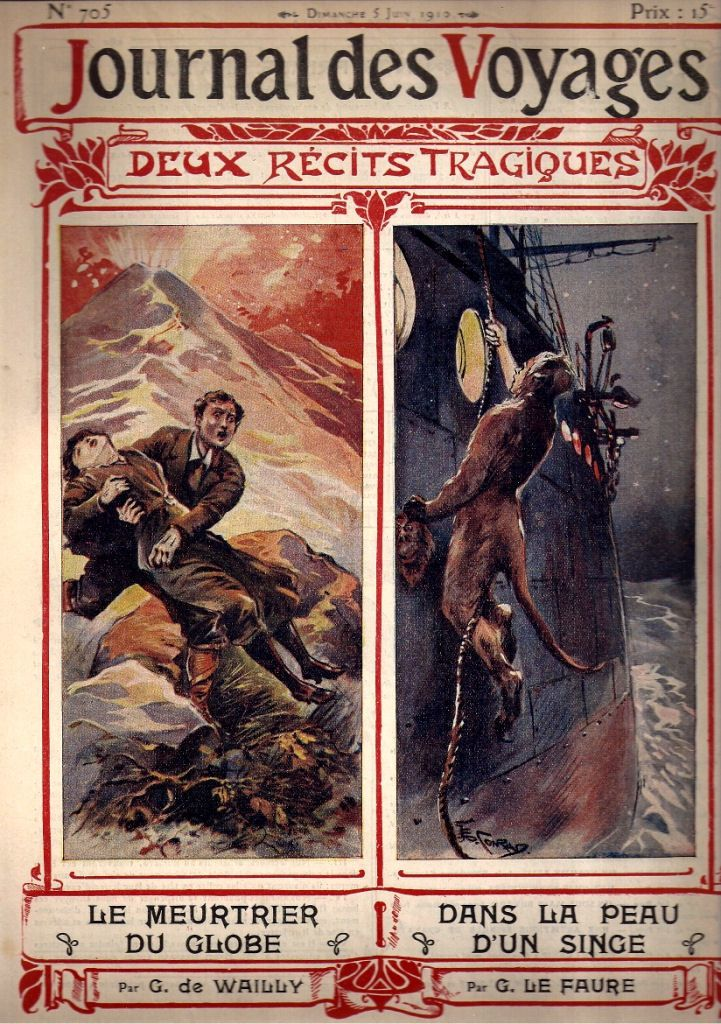
Diario de Viajes, n.º 705, junio de 1910.
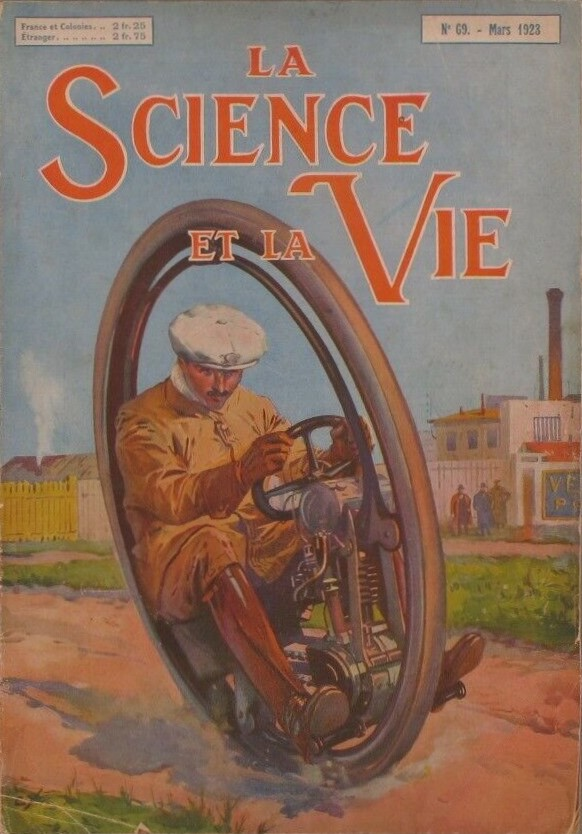
La Science et la Vie (La Ciencia y la Vida) n.º 69, marzo de 1923.
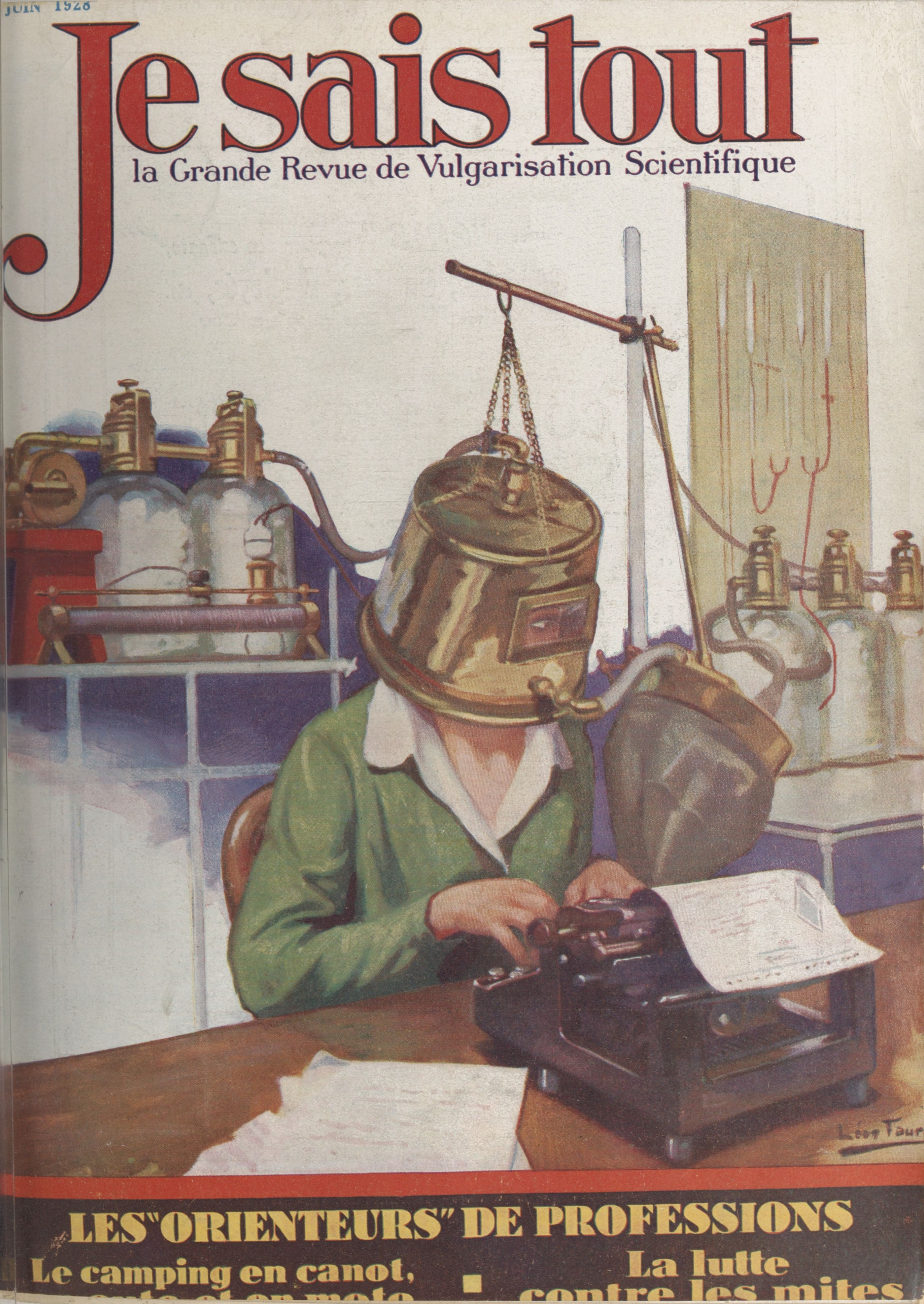
Lo sé Todo, junio de 1928.

Varias editoriales populares, a menudo de gran difusión, también se dedicaron a distribuir novelas representativas de lo maravilloso científico, pero ninguna colección específica expresó que pertenencia a este género. Cuatro de estas destacaron por el catálogo que presentaban:
- La editorial Albert Méricant publicó varias obras de Gustave Le Rouge y Paul d'Ivoi en la colección Le Roman d'Aventures (La Novela de Aventuras, 1908-1909) y obras de Léon Groc, Jules Hoche y Jean de Quirielle en la colección Les Récits Mystérieux (Los Relatos Misteriosos, 1912-1914).
- La editorial Tallandier, cuyas portadas ilustraba regularmente Maurice Toussaint, ofreció dos colecciones: la Bibliothèque des Grandes Aventures (La Biblioteca de las Grandes Aventuras, 1927-1930), con los autores Cyrius, Norbert Sevestre, Paul d'Ivoi, Louis Boussenard y René Thévenin; y Le Lynx (El Lince, 1939-1941), con reediciones de H. J. Magog, André Couvreur y Léon Groc.
- Pierre Lafitte, además de sus publicaciones periódicas, también publicó novelas de imaginación científica por medio de su editorial. En particular, presentó textos de Clément Vautel y Maurice Renard en la colección Idéal-Bibliothèque (Biblioteca-Ideal) y obras especulativas de Maurice Leblanc en la colección policíaca Point d’Interrogation (Signo de Interrogación)
- Ferenczi & Fils contribuyó a difundir las novelas de este género por medio de varias colecciones, de las que Henri Armengol ilustró las siguientes portadas: Les Grands Romans (Las Grandes Novelas), Voyages et aventures (Viajes y aventuras), Le Livre de l'aventure (El Libro de la aventura), Le Petit Roman d'Aventures (La Pequeña Novela de aventuras), Les Dossiers Secrets de la Police (Los Archivos secretos de la policía) y Les Romans de Guy de Téramond (Las Novelas de Guy de Téramond), colección dedicada en específico a este autor.[74]

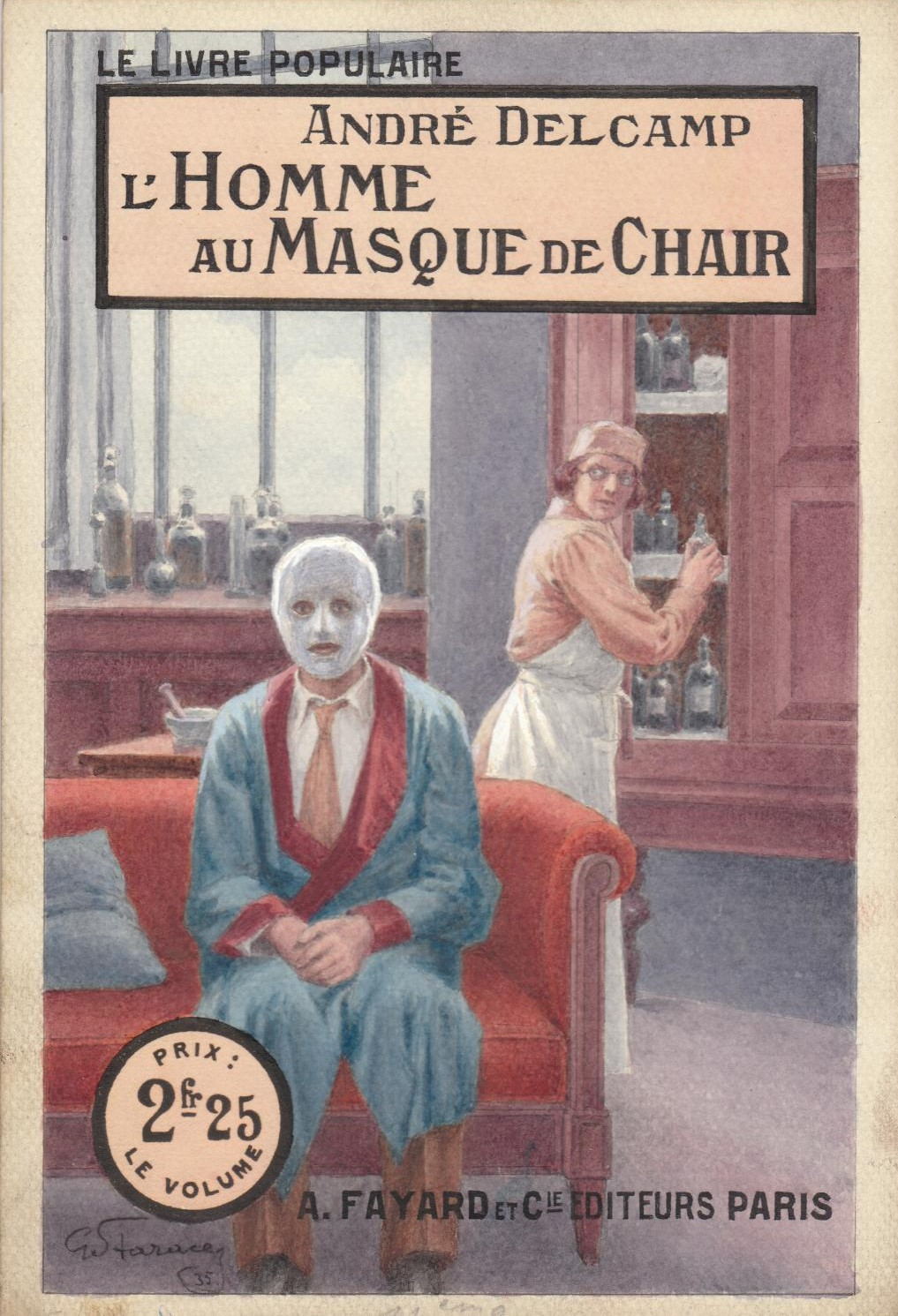
Gino Starace fue un pintor italiano que colaboró con varias editoriales para ilustrar literatura popular y algunas novelas de lo maravilloso científico. Ilustró L'homme au masque de chair (El hombre de la máscara de carne, 1935), de André Delcamp, que apareció en la colección de la editorial Fayard Le Livre Populaire (El Libro Popular).

Del mismo modo, editoriales pequeñas también colaboraron en este movimiento; por ejemplo, La Fenêtre Ouverte (La Ventana Abierta), en la que el novelista y traductor Régis Messac lanzó la colección Les Hypermondes (Los Hipermundos, 1935). La especialidad de esta colección eran los relatos científicos, pero la Segunda Guerra Mundial provocó que cesara su publicación. La literatura de lo científico maravilloso también tuvo difusión en el extranjero. Pocos meses luego de su publicación en Francia, varias novelas relacionadas con este género fueron traducidas y publicadas en Italia, Gran Bretaña, República Checa, Rusia y España. En concreto, entre 1908 y 1933, la revista italiana Il Romanzo Mensile (La Novela Mensual) publicó veintiséis relatos de imaginación científica, como El enigma de los ojos misteriosos, de Maurice Renard; «L'homme qui voit à travers les murailles» (El hombre que ve a través de las paredes), de Guy de Téramond; «Le fauteuil hanté» (La silla encantada), y Balaoo, de Gaston Leroux. Además, autores de literatura popular de distintas nacionalidades escribieron relatos impregnados de misterio, fantasía y ciencia ficción en el mensual transalpino que publicaba el diario Corriere della Sera (Mensajero de la Tarde). Los novelistas franceses de lo maravilloso científico compartían esas páginas con escritores de renombre, como los ingleses Arthur Conan Doyle y Henry Rider Haggard, el irlandés Sheridan Le Fanu y el australiano Carlton Dawe. 

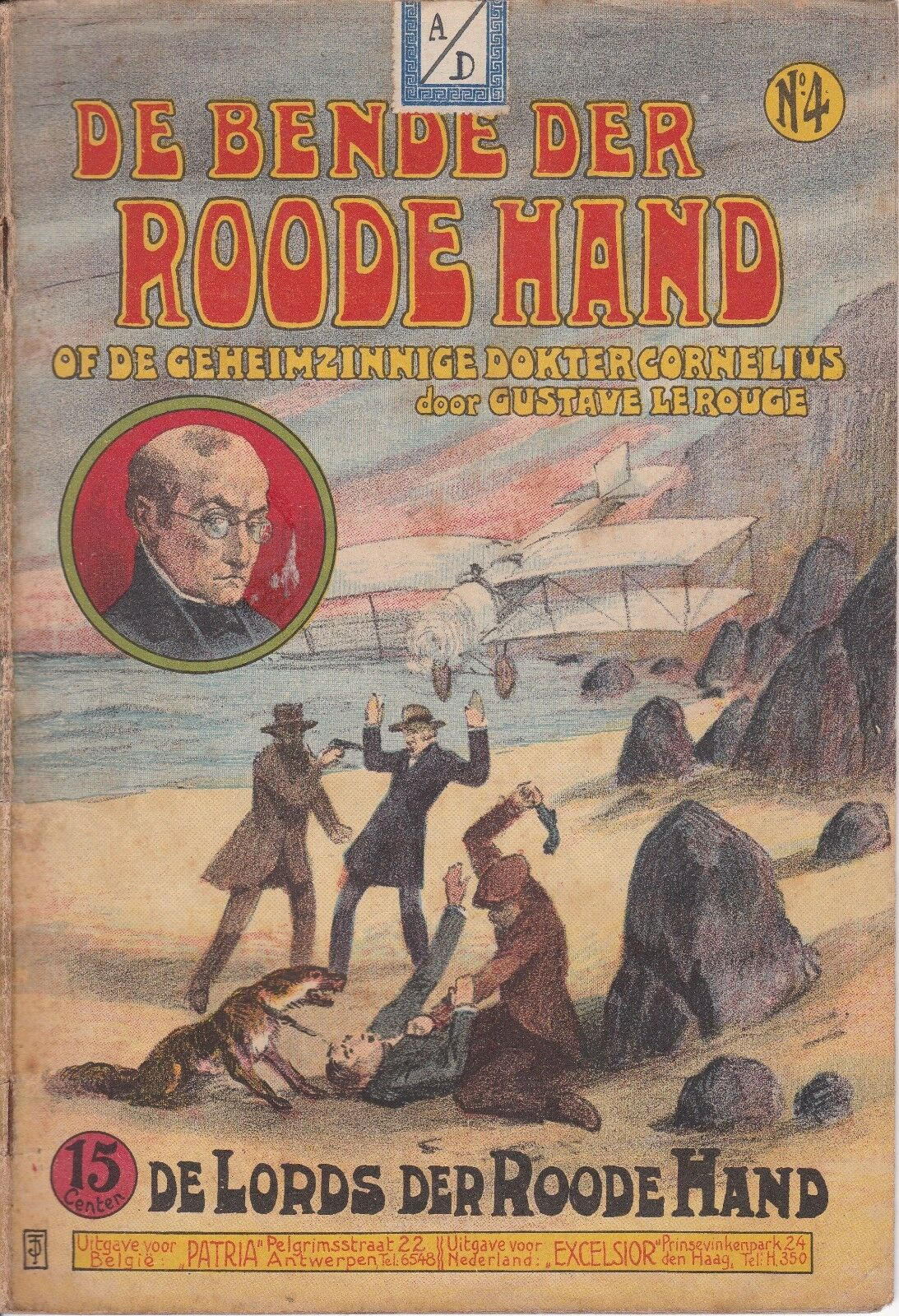
Le misterieux docteur Cornélius (El misterioso doctor Cornélius) fue traducido y publicado en el extranjero. Portada de Julien t' Felt para la versión neerlandesa, publicada en 1927.
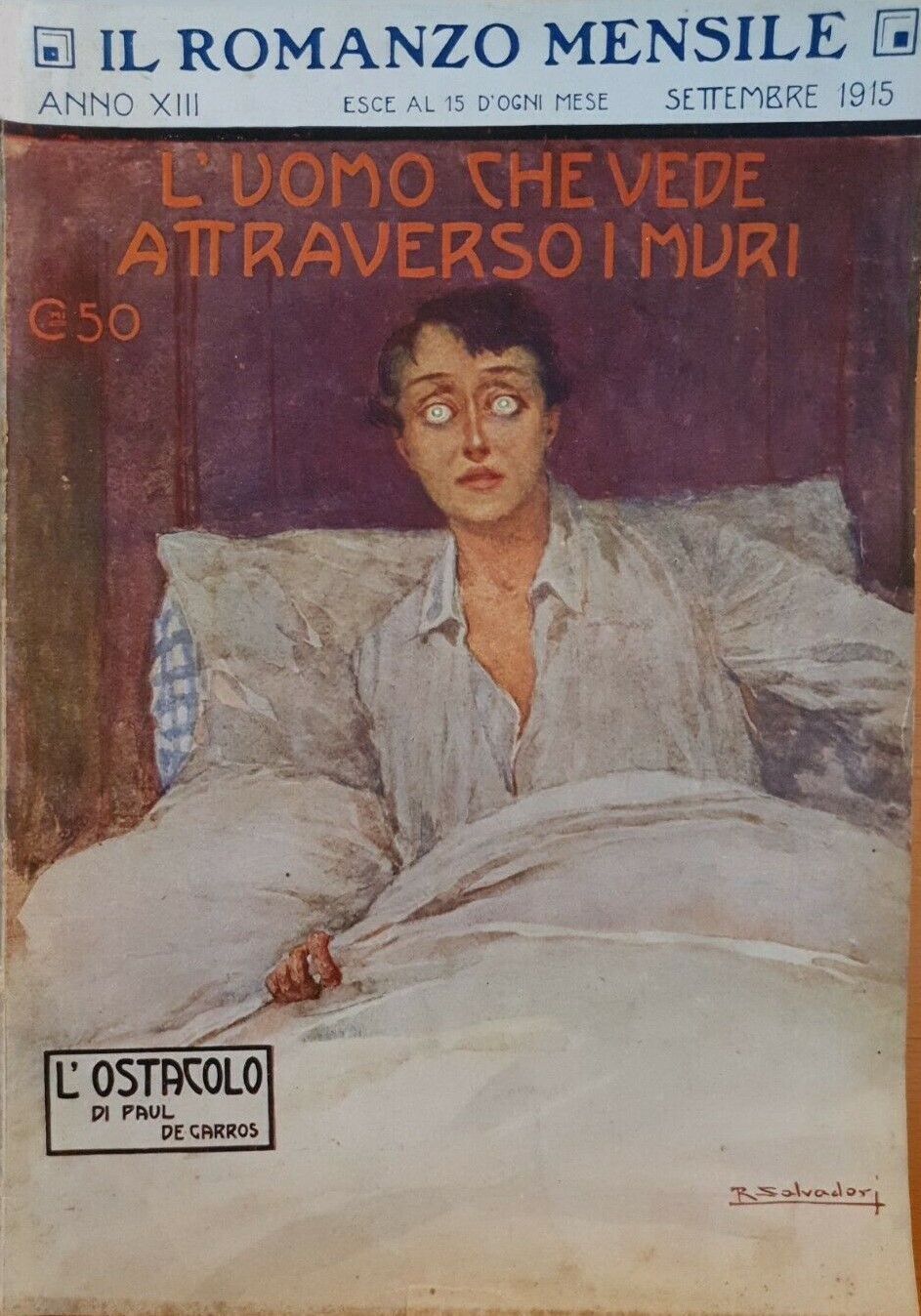
El ilustrador Riccardo Salvadori, colaborador habitual de la revista Il Romanzo Mensile (La Novela Mensual), se encargó de la versión italiana de El hombre que ve a través de las paredes, de Guy de Téramond.
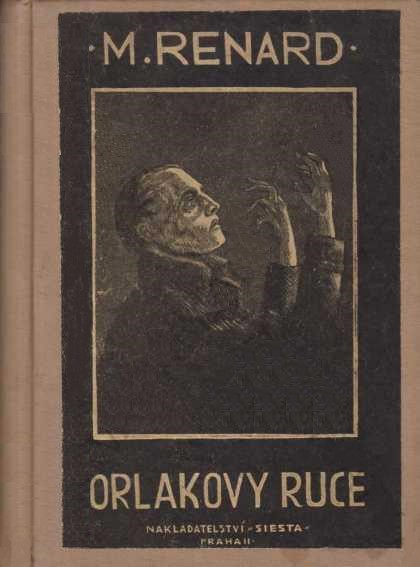
La novela de Maurice Renard Les mains d'Orlac (Las manos de Orlac) se tradujo al checo en 1926, seis años luego de su publicación en francés.
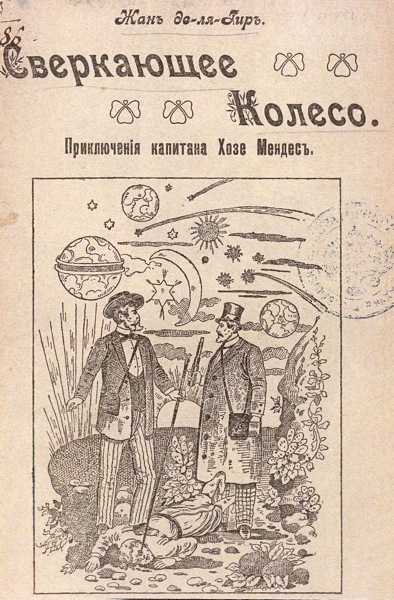
El cuento interestelar de Jean de La Hire «La Roue fulgurante» (La rueda fulgurante) se tradujo al ruso en 1908.
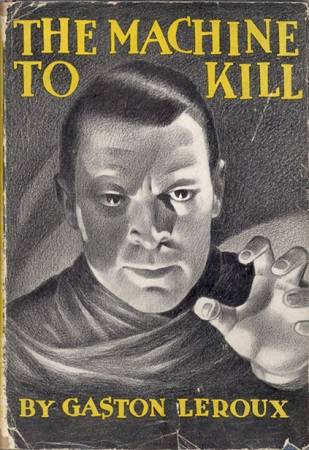
The Macaulay Company publicó la versión inglesa de La Machine à assassiner (La máquina de matar), de Gaston Leroux, en 1935.

## Los otros medios de difusión de lo maravilloso científico

### Embellecimiento de la ciencia con ilustraciones

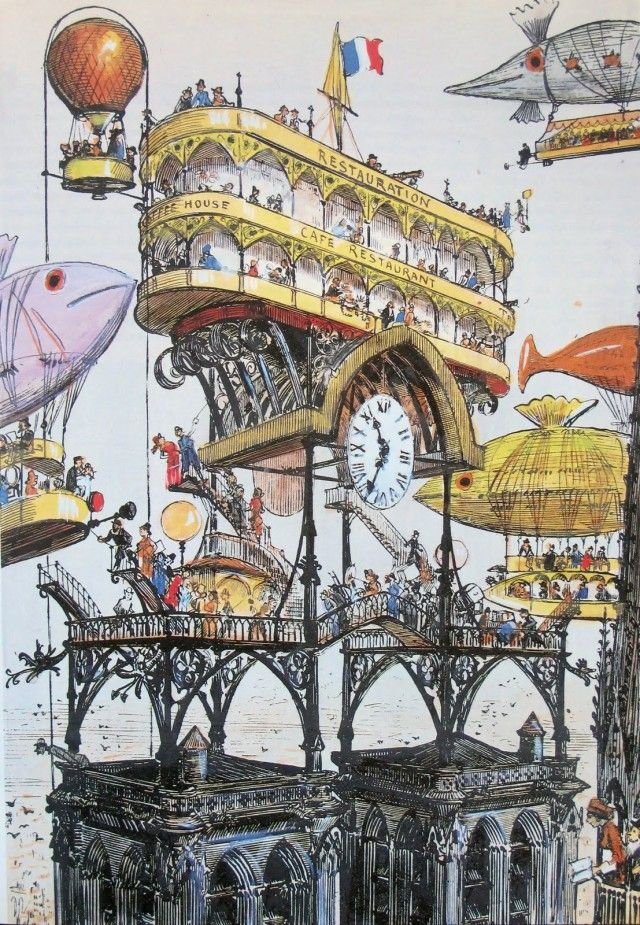
Las torres de la catedral de Notre Dame de París albergan la estación central de aviones en Le Vingtième Siècle (El, 1883), de Albert Robida.

Gracias a su imaginación gráfica, los ilustradores desempeñaron un papel importante en el desarrollo de lo maravilloso científico. Las obras de la primera generación de ilustradores de la prensa francesa que se atrevió a crear un mundo imaginario innovador mediante la sátira y la caricatura aparecieron en la prensa francesa. Albert Robida representó a esta categoría de caricaturistas con aventuras farsescas como las de Les voyages très extraordinaires de Saturnin Farandoul (Los viajes muy extraordinarios de Saturnin Farandoul, 1879), una parodia de los Viajes extraordinarios de Julio Verne. Poco a poco, el estilo dejó de parerese a las caricaturas y los ilustradores crearon su propio estilo personal experimentando en revistas y en las portadas de novelas; sin embargo, esta nueva corriente evolucionó con mayor libertad en las revistas que en las portadas de novelas, pues las editores decidían que podía aparecer en las revistas. El resultado fue un imaginario libre de toda restricción realista. De hecho, al centrarse en la fantasía tecnológica, los ilustradores optaron por un enfoque más visual que científico, de ahí que, en las escenas, aparecieran a menudo personajes vestidos con trajes de tres piezas y sombreros de copa junto con artefactos futuristas como «telefonoscopios» y ferrocarriles aéreos.

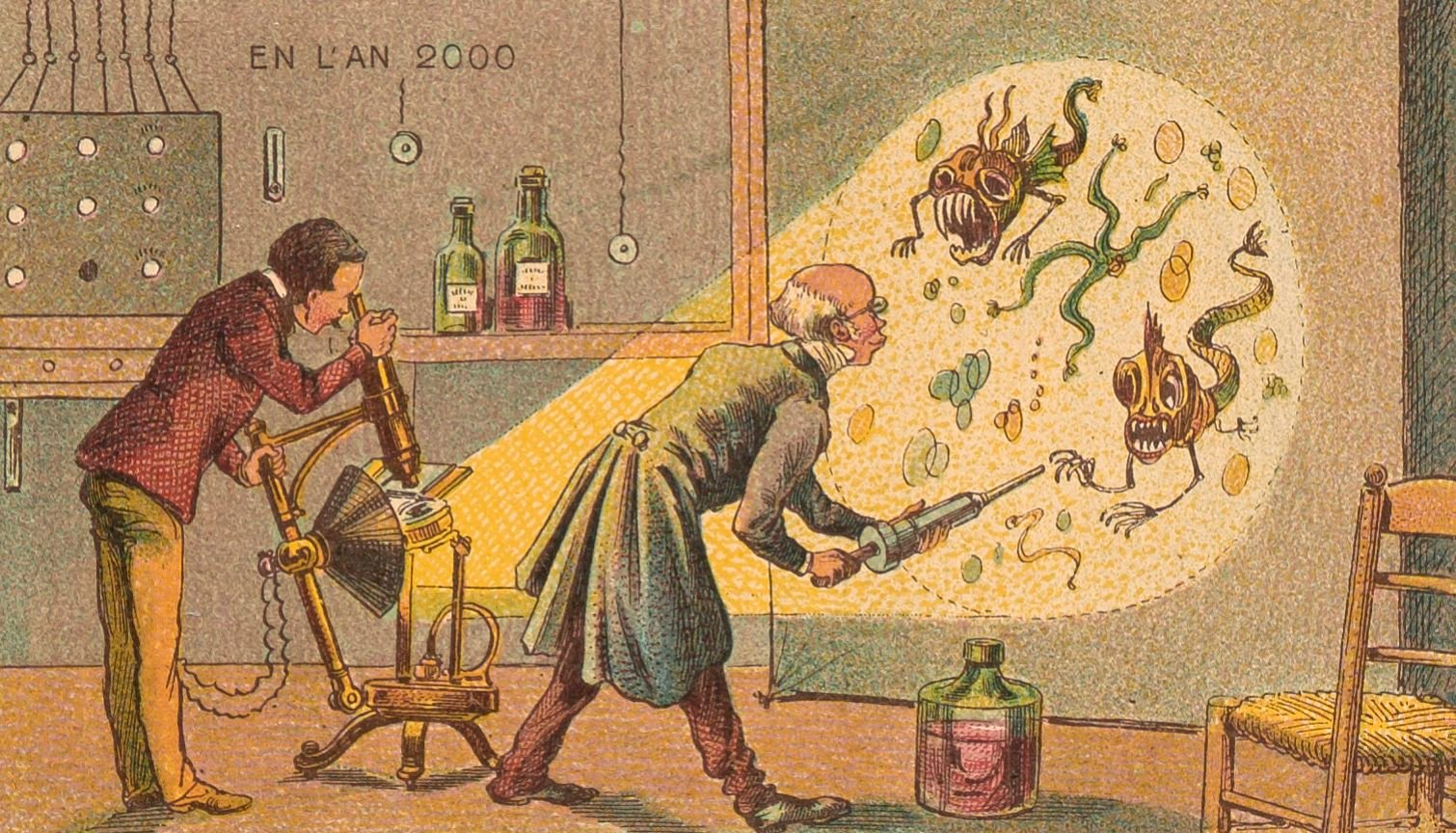
La chasse aux microbes (La caza de los microbios), litografía a color de Jean-Marc Côté para la colección de postales futuristas En l'an 2000 (En el año 2000, 1910).

Además, estos artistas tenían por encargo ilustrar los escritos de novelistas que pronosticaban inventos científicos y los de científicos que divulgaban los conocimientos científicos, lo que provocó una mezcla de géneros que suscitó intercambios entre lo maravilloso y la ciencia. Así, para traducir el imaginario científico en ilustraciones, lleno de imágenes irreales, los ilustradores tenían que ser muy creativos para hacerlo comprensible al lector; por ejemplo, los microbios a menudo tomaban la forma de serpientes o anfibios. Así, la ilustración participó en el desarrollo del imaginario de lo maravilloso científico; en particular, al mezclar sus elementos de forma visual. Lo anterior se logra por medio del tema evocado, la alternancia de relatos maravillosos, artículos científicos o del proceso de fotomontaje. En efecto, el uso frecuente de esta técnica de combinación de fotografías e inserciones pintadas, que la revista Je Sais Tout (Lo sé Todo) usó muy a menudo, permitió reforzar la relación entre fantasía y ciencia.
Además de las ilustraciones al interior de las revistas y las portadas de las novelas, un gran número de medios de comunicación contribuyó a popularizar este mundo de lo maravilloso científico; por ejemplo, para idealizar los futuros medios de transporte usaron postales e imágenes coleccionables, como en la colección Anticipación... La Vida en el Año 2000, que la chocolatería Cantaloup-Catala (en la actualidad, Cémoi) publicó en los años cincuenta.

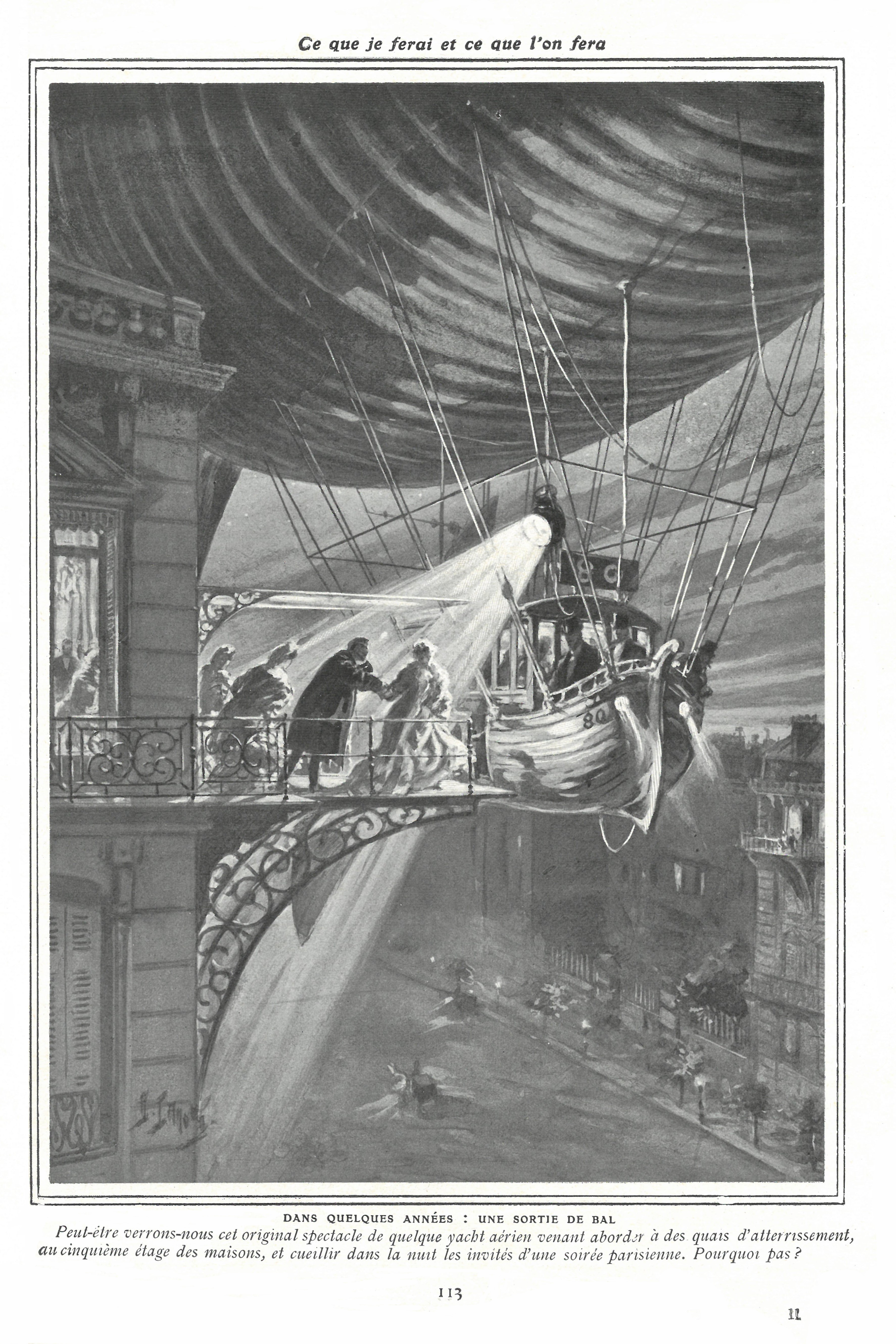
Une sortie de bal (Una salida a bailar) ilustración de Henri Llanos en Lo Sé Todo en febrero de 1905.

La representación de la ciudad futurista es una constante en el arte gráfico de lo maravilloso científico. Más que una simple escenografía, simboliza la sociedad futura. También permite representar uno de los temas favoritos de los ilustradores: el cambio de escala entre el hombre y su entorno monumental. Una característica común de este mundo es la representación de una danza de vehículos aéreos que evolucionaban en medio de enormes estructuras arquitectónicas. Estos aviones soltaban un flujo constante de pasajeros sobre los tejados de los edificios, que se usaban como cubiertas de vuelo. El exotismo también fue uno de los temas principales en el imaginario de lo maravilloso científico y destacó en especial en las portadas de las novelas. Para cualquier tema, los ilustradores siempre se aseguraron de presentar un elemento visual que anunciaba una aventura en una tierra lejana y desconocida. Este deseo de ofrecer a los lectores un cambio de escenario iba acompañado de un intento de crear fantasía, como en los dibujos de Georges Conrad, responsable de muchas de las portadas publicadas en la revista Journal des Voyages (Diario de Viajes) y cuya inspiración eran las bibliotecas parisinas. Por lo demás, si las historias de exploración espacial eran un tema recurrente de lo maravilloso científico, la ilustración era mucho más rara y sobre todo menos innovadora.

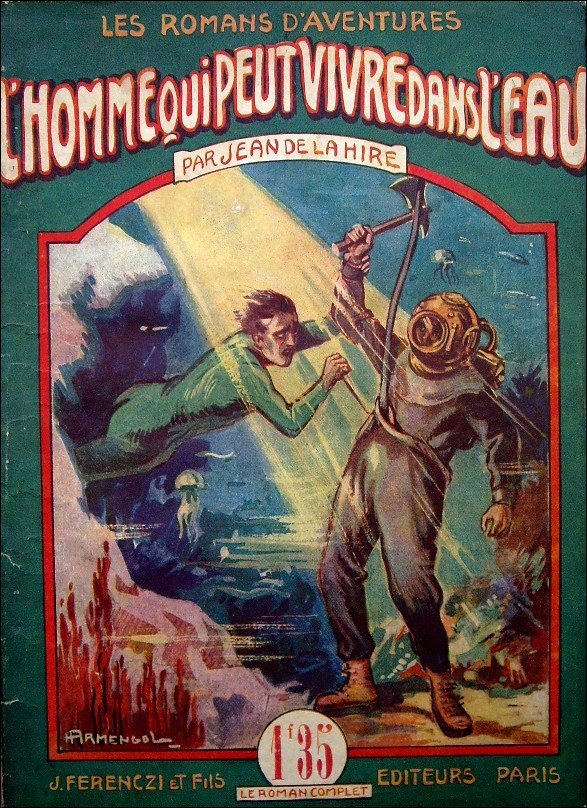
Luego de que los dibujos de Gino Starce acompañaron las aventures de l'Hictaner (aventuras de Hictaner) publicadas por entregas en 1909 en el diario francés Le Matin (La Mañana), Henri Armengol realizó la portada de la novela bajo la editorial Ferenczi en 1922.

Con la difusión de lo maravilloso científico, los ilustradores afirmaron su propio estilo poco a poco, como Albert Robida, ilustrador y novelista exitoso que abogó por el progreso, no sin preocuparse por posibles excesos. Robida fue un artista polifacético que usó sus conceptos e invenciones fantásticas en una gran variedad de medios (carteles, litografías, caricaturas y novelas) en los que dibujaba sus visiones del futuro con el objetivo principal de burlarse de los errores de la humanidad. Aunque Robida fue el ilustrador más productivo de este género gráfico entre finales del siglo XIX y la Primera Guerra Mundial, algunos diseñadores surgieron luego de la guerra y también se volvieron artistas emblemáticos del mundo de lo maravilloso científico. Un ejemplo es Henri Lanos, quien comenzó su carrera en el arte gráfico especulativo con la ilustración de la novela de H. G. Wells Cuando el dormido despierte (1899), y luego colaboró en varios artículos de divulgación científica. Con una popularidad cada vez mayor, desarrolló un estilo personal que consistía en usar con frecuencia vistas aéreas de escenas de pánico o de individuos diminutos comparados con una máquina gigantesca o un entorno monumental. Entre los artistas más productivos de esta rama especulativa se encontraban Henri Armengol y Maurice Toussaint, que incluso llegaron a asociar su estilo gráfico con las colecciones literarias. Así, por un lado, Armengol se convirtió el ilustrador oficial de la editorial Ferenczi en 1920 y 1930 y contribuyó al éxito de la colección Les Romans d'Aventures (Las Novelas de Aventuras), que era famosa por su fondo verde; por otro, Toussaint pasó a ser el ilustrador de la editorial Tallandier, para la que ilustró las portadas de muchas colecciones, como La Bibliothèque des Grandes Aventures (La Biblioteca de las Grandes Aventuras) casi en su totalidad, que era famosa por su con sus cubiertas de fondo azul.
Por último, junto con los grandes nombres de la ilustración de la literatura popular, como Gino Starace o Georges Vallée, quienes trabajaron con numerosos editores, la mayoría de los ilustradores rara vez se adentraron en el terreno de la especulación, como Albert Guillaume, que ilustró un número especial de L'Assiette au Beurre (El Plato de Mantequilla) en 1901 dedicado al espacio, o Arnould Moreau, que ilustró el cuento de Octave Béliard La Journée d'un Parisien au XXIe siècle (El día de un parisino del siglo XXI en Lectures pour Tous (Lecturas para Todos) en 1910. A partir de los años veinte, Henri Lanos cedió paso a A. Noël para que ilustrara artículos científicos para la revista Lo Sé Todo. Más cercanos al arte industrial, los dibujos de Noël se centraban en aspectos técnicos y, por tanto, difieren de la poesía que surgió de la obra de su predecesor. Este cambio generacional ilustró la evolución general de las revistas, que se centraron en favorecer cada vez los avances técnicos antes que la experimentación mental que promovía el modelo de lo maravilloso científico renardiano.

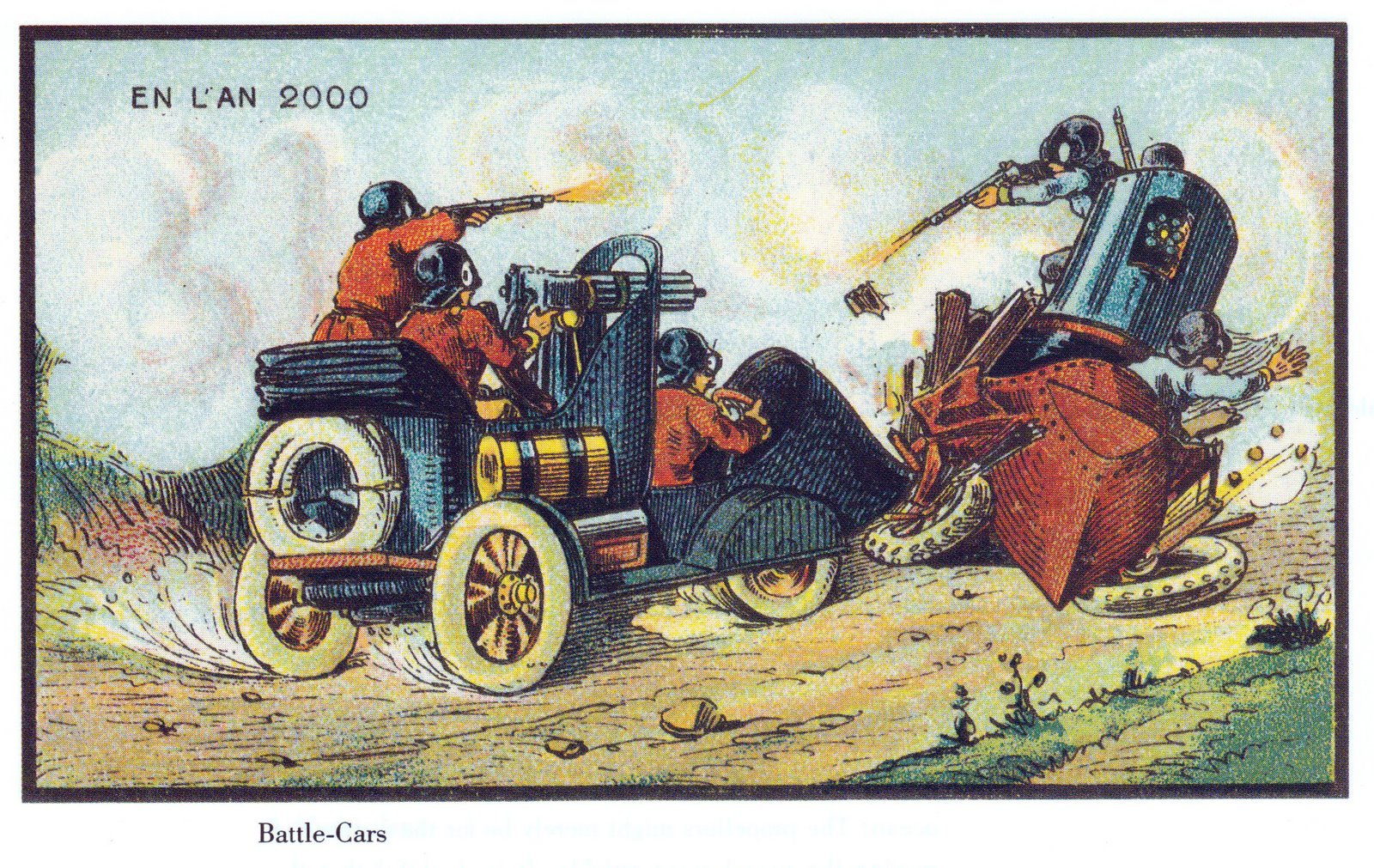
Automobiles de guerre (Automobiles de guerra), litografía a color de la colección de postales futuristas En l'an 2000 (En el año 2000, 1910).
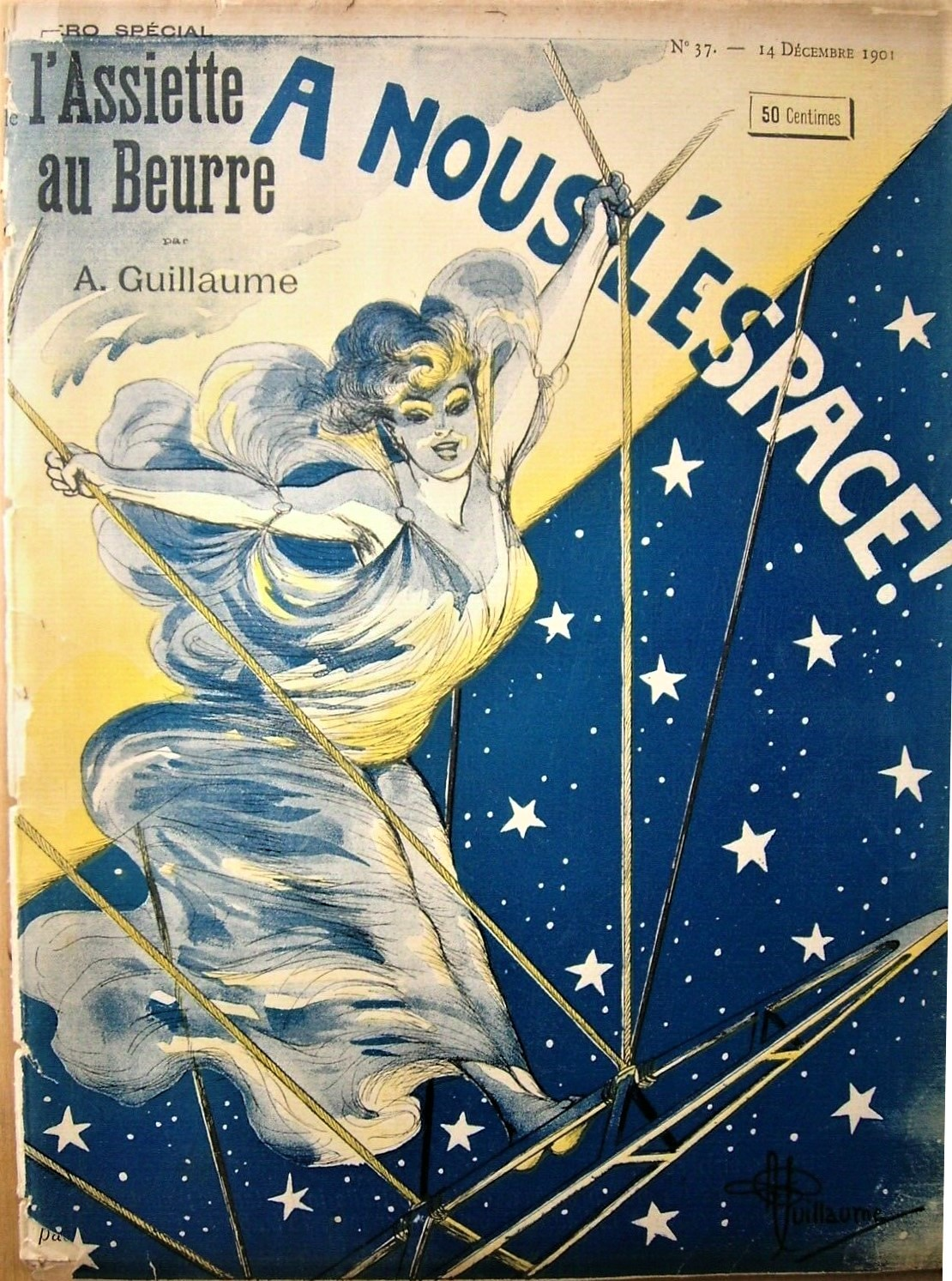
El Plato de Mantequilla dedicó un número a la conquista de los cielos. Albert Guillaume ilustró en su totalidad este ejercicio futurista desde un punto de vista satírico (diciembre de 1910).
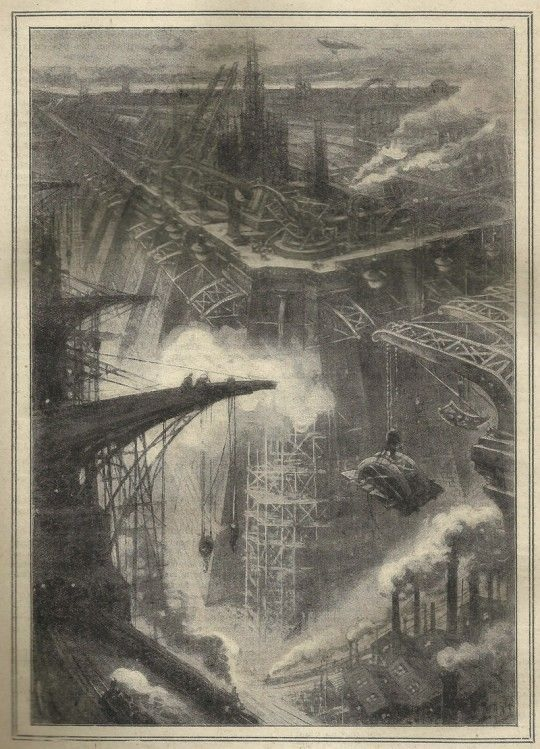
Henri Llanos ilustró Un monde sur le monde (Un mundo sobre el mundo), novela distópica que coescribió con Jules Perrin y publicó por entregas en la revista Nos Loisirs (Nuestros Pasatiempos, 190-1911).
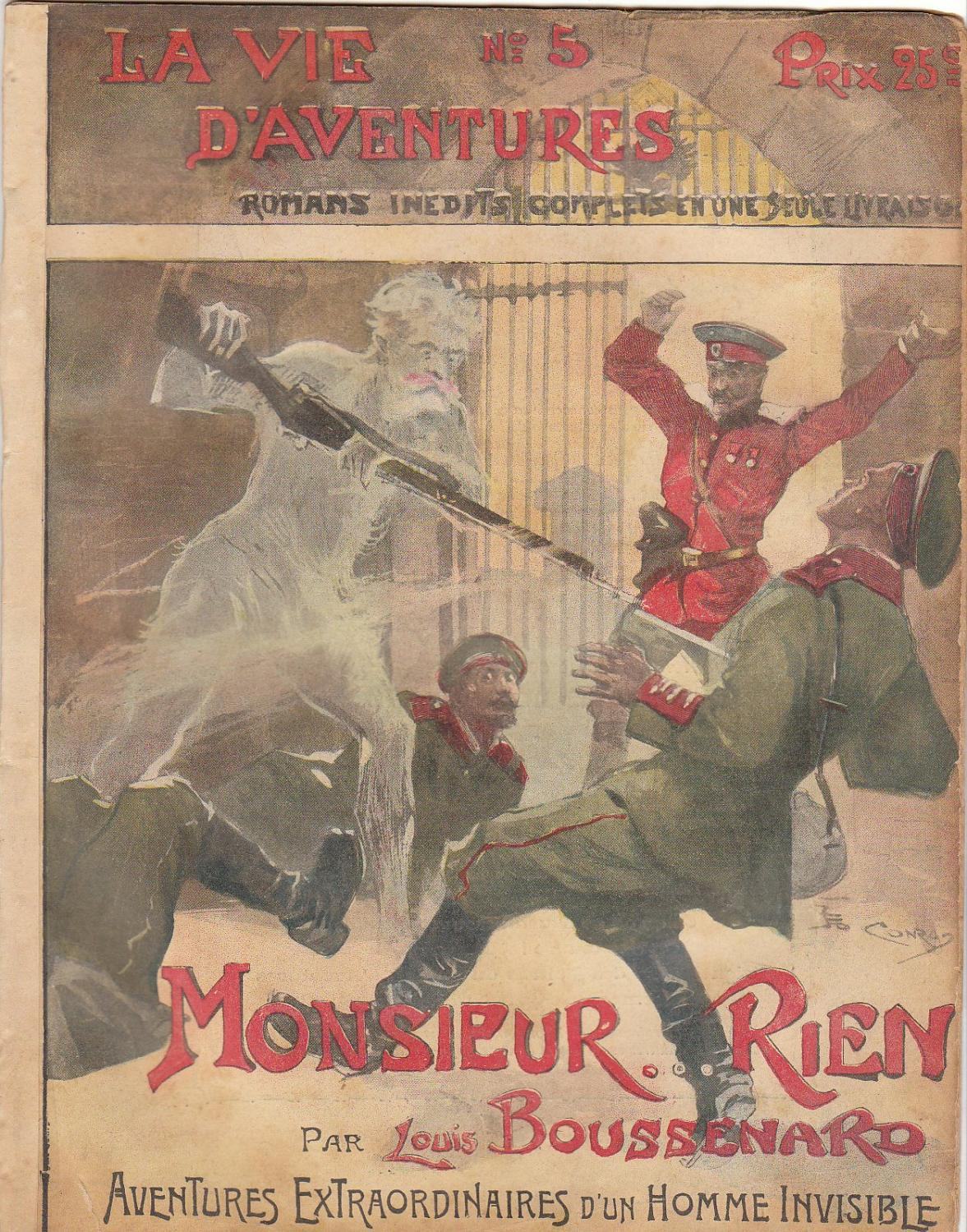
Una variación sobre el tema del hombre invisible. Georges Conrad, colaborador habitual de la colección La Vida de Aventuras, ilustró Señor... ¡Nada! (1907), de Louis Boussenard.
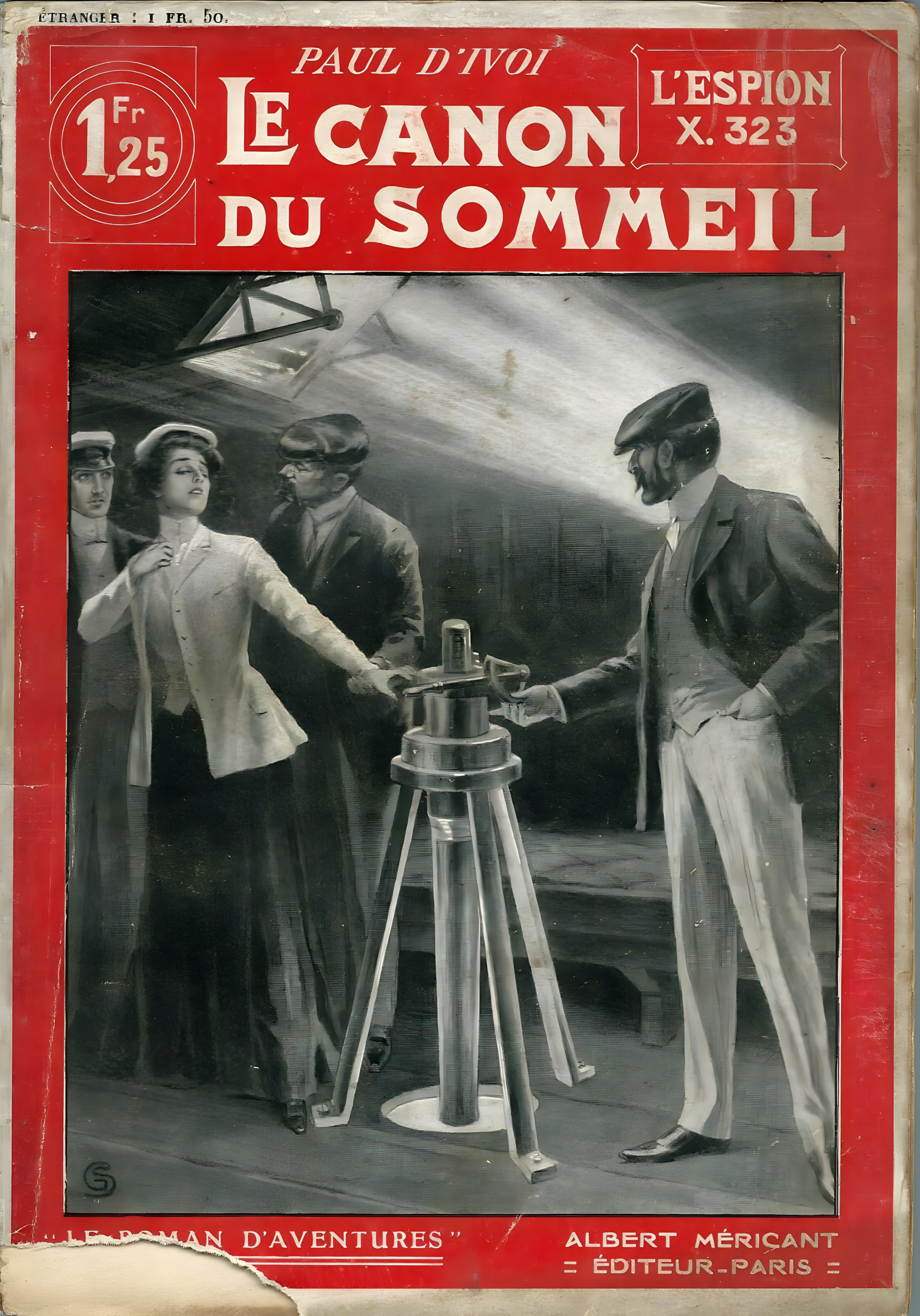
El ilustrador de Fantômas, Gino Starace, incursionó en el género de lo maravilloso científico. Portada de Canon du sommeil (El cañón del sueño, 1908), de Paul d'Ivoi.
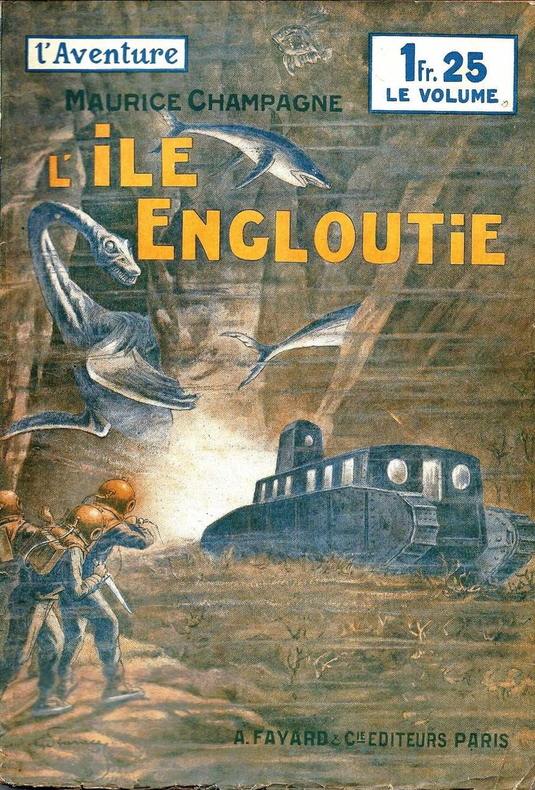
Exploradores submarinos y un fósil viviente en la portada de L'Île engloutie (La isla sumergida, 1929), de Maurice Champagne.

### El teatro de lo maravilloso científico

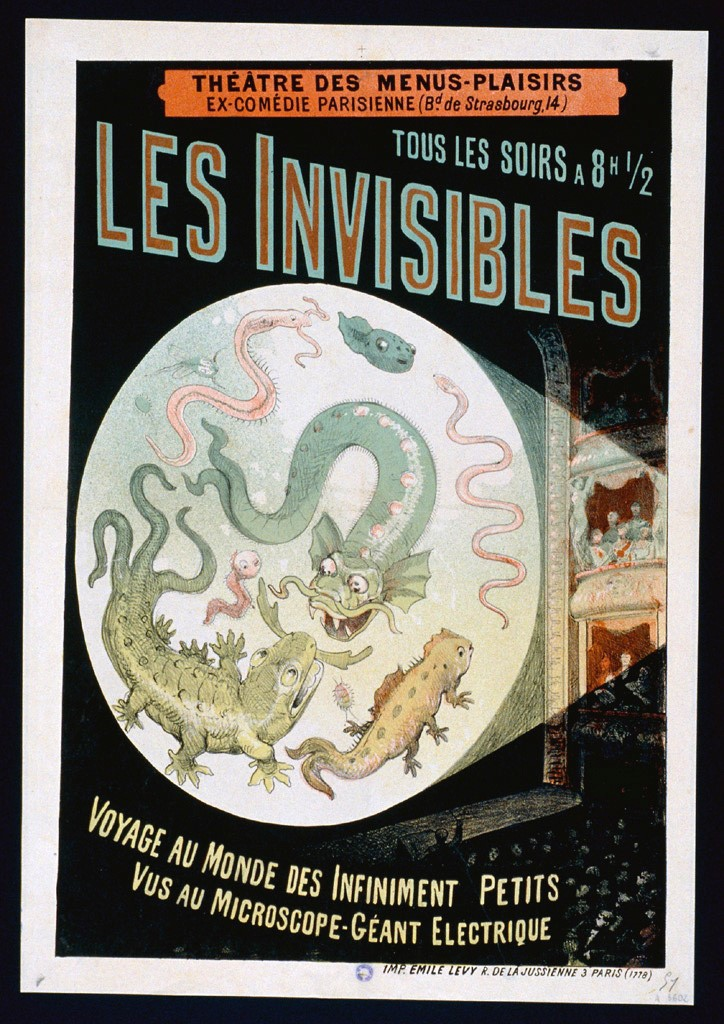
Siguiendo los pasos de los cuentos de lo maravilloso científico, el espectáculo Los invisibles muestra a la ciencia y la innovación como un punto de inflexión en un mundo maravilloso.

Las obras del Grand Guignol a veces pertenecían al género de lo maravilloso científico.

En octubre de 1884, el teatro Menus-Plaisirs de París presentó un espectáculo de M. Bauer que tenía por título Les Invisibles (Los invisibles). El espectáculo invitaba al público a descubrir formas de vida microbiana utilizando un artefacto científico que era tanto un microscopio gigante como un retroproyector sobre un inmenso telón blanco. El espectáculo trató temas predilectos de la literatura de lo maravilloso científico, como la personificación, la miniaturización y la visión de lo invisible. Laguerche, un actor de vestimenta formal que fungía como presentador y erudito, comentaba y explicaba los números. Si bien el objetivo del teatro científico es divulgar la ciencia mediante una combinación de entretenimiento y divulgación, Los Invisibles incluye al espectador de forma activa. Los espectadores se convertían en los técnicos de laboratorio que descubrían al verdadero actor principal de la obra, el microbio. Así, el espectáculo de Bauer puede catalogarse como teatro de lo maravilloso científico.
El teatro educativo-científico sacó a la luz diversos trastornos médicos, como estaba en boga. Los trastornos fueron fuente de inspiración para el dramaturgo André de Lorde, quien imaginó a los peligrosos enfermos mentales de las obras de terror que montaba en el teatro Guignol desde principios del siglo XX. Como era hijo de un médico, André de Lorde buscaba aumentar la verosimilitud y el impacto de sus producciones, así que colaboró en cinco ocasiones con el psicólogo Alfred Binet, que le dio el respaldo científico que necesitaba. Por otro lado, el dramaturgo también puso en escena obras macabras del género de lo maravilloso científico, ya que era amigo de Maurice Renard. En L'horrible expérience (La experiencia horrible, 1909), un drama que escribió en colaboración con Binet, un tal doctor Charrier hace intentos desesperados por resucitar a su hija, que falleció en un accidente, pero muere estrangulado por el cadáver reanimado. Puede que la fuente de inspiración de la historia haya sido uno de los Contes physiologiques (Cuentos fisiológicos) del médico Henri-Étienne Beaunis. Además, Le Laboratoire des hallucinations (El laboratorio de las alucinaciones, 1916) muestra a otro practicante que, por venganza, lleva a cabo experimentos médicos en el amante de su esposa.

## Declive y desaparición

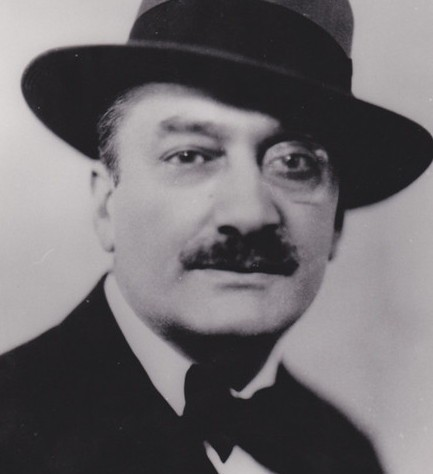
Maurice Renard no pudo ganarse la vida escribiendo durante el período de entreguerras a causa de dificultades económicas.

Los partidarios del género de lo maravilloso científico no lograron establecer un género reconocido. Fracasó todo proyecto de fundar una revista o una colección de esa índole, que no solo diera una auténtica coherencia y unidad al género, sino que ante todo permitiera que los lectores lo identificaran como tal. Así, lo maravilloso científico empezó a desaparecer poco a poco a partir de los años treinta. Aunque algunas obras sobresalieron por su originalidad, el género no solo tuvo dificultades para renovarse, sino que además parecía que sus temas se habían estancado, pues los viajes espaciales seguían limitados al sistema solar y daba la impresión de que el progreso científico era más un peligro que un medio de mejora social. Por añadidura, al estilo literario le costaba renunciar a cierto tinte académico, ya que, según el escritor Daniel Drode, «el héroe [de este tipo de] novela de anticipación siempre usa el lenguaje que heredó de una época perdida mucho tiempo atrás, la nuestra. Cuando llega al planeta X del sistema Y, expresa su sentir con las mismas palabras que Blériot al bajar de su zinc; [...] ¿describe las glorias de Marte? Parece que oímos a Napoleón III alabar Biarritz» mientras temblamos de miedo al ver al académico Vaugelas en los controles de «la cronomáquina».

Por otro lado, los autores publicaban cada vez menos relatos especulativos; en particular, la última novela de J.-H. Rosny aîné que de verdad estuvo emparentada con lo maravilloso científico, Los navegantes del infinito, apareció en 1925. Al no gozar de la prosperidad económica de la preguerra, Maurice Renard tomó la decisión de relegar las obras del género para dedicarse a historias más comerciales y no perdió la ocasión de expresar en el artículo «Desde Simbad» (1923) la desilusión que le causaban tales dificultades económicas:
No hace falta devanarse los sesos para averiguar por qué Wells dejó de escribir obras parecidas a La guerra de los mundos y por qué Rosny aîne muy rara vez publicó «Xipéhuz» o La fuerza misteriosa. Ganarse la vida apelando a la inteligencia, ¡vaya que sin duda sería fantástico!
Por lo demás, las dos editoriales populares más grandes, Ferenczi y Tallandier, no hicieron una distinción entre las novelas de lo maravilloso científico y las de aventuras o los relatos de viajes, lo que redujo la visibilidad del género.

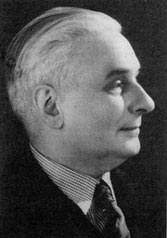
Escritor de novelas de imaginación científica, el médico Octave Béliard recibió el premio Jules-Verne por La petite fille de Michel Strogoff (La hijita de Miguel Strogoff) en 1927; después, el premio Maurice-Renard pour Les Petits Hommes de la pinède (Los hombrecitos del pinar) en 1930.

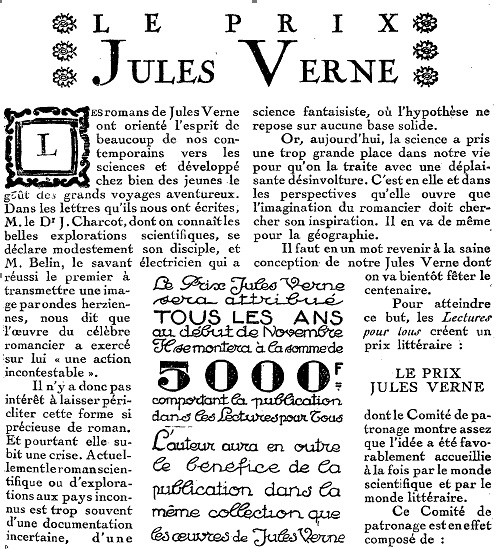
Publicidad del premio Jules-Verne en la revista Lecturas para Todos (abril de 1926).

Mientras que el premio Maurice-Renard desapareció en 1932 tras la negativa de Serge-Simon Held a aceptar su galardón, la editorial Hachette creó el premio Jules Verne en 1927 con la ayuda de la revista Lectures pour Tous (Lecturas para Todos). Al tomar la decisión de colocar el premio bajo el patrocinio del célebre novelista de Nantes, los promotores del premio pretendían renovar la novela científica volviendo a lo esencial. De hecho, establecer a Julio Verne como referente literario fue una forma de precaverse contra cualquier desbordamiento de imaginación de los autores, ya que se privilegió el aspecto científico sobre el maravilloso. Por otra parte, la elección de esta figura del patrimonio literario francés legitimó el género y, al mismo tiempo, apoyó una estrategia comercial destinada a impulsar las ventas de la colección Hetzel, que estuvo en poder de la editorial Hachette desde julio de 1914.
En 1925, la editorial de los hermanos Offenstadt perdió el juicio contra el abate Calippe, quien clasificó la revista Sciences et Voyages (Ciencias y Viajes) como una revista peligrosa para la juventud. La sentencia del tribunal repercutió de forma negativa no solo en esta publicación periódica, sino también en toda la literatura de imaginación científica del período de entreguerras. Luego de la Segunda Guerra Mundial, la censura fracesa afectó directamente a este tipo de literatura con el pretexto de que tales obras tenían un impacto negativo sobre los jóvenes y fomentaban la delincuencia juvenil. Por último, el escritor y ensayista Serge Lehman situó el final de lo maravilloso científico en 1953 con L'Apparition des surhommes (La aparición de los superhombres), de B. R. Bruss, la última novela identificable del género.
De forma paralela a este declive, el público francés descubrió la ciencia ficción, un género literario que las traducciones de Raymond Queneau, Michel Pilotin y Boris Vian importaron de Estados Unidos. Sus promotores la presentaron como una literatura moderna que los autores estadounidenses crearon en los años veinte, cuyo antepasado lejano era Julio Verne. Este género no solo renovó los temas de lo maravilloso científico, sino que también reemplazó la producción de los escritores franceses de antes de la guerra. Ante esta configuración del paisaje literario, la nueva generación de autores retomó los temas anglosajones y entró de lleno en el género de la ciencia ficción; por ejemplo, el escritor B. R. Bruss acabó por unirse a este nuevo género al adoptar nuevos temas, como la exploración espacial. El género de lo maravilloso científico, cuya calidad literaria se tenía por demasiado popular, se hundió poco a poco en el olvido y desde entonces ha sido catalogada como una «Atlántida literaria».

## Posteridad
A principios del siglo XXI, el género de lo maravilloso científico experimentó un resurgimiento no solo gracias a la reedición de varios relatos del siglo anterior, sino también a la reapropiación que hicieron los nuevos autores de su estética y de sus personajes más reconocidos que pasaron al dominio público. Además, este resurgimiento trajo como consecuencia varias críticas sobre esta ficción especulativa.

### Una mirada retrospectiva a lo maravilloso científico

#### Estudios críticos

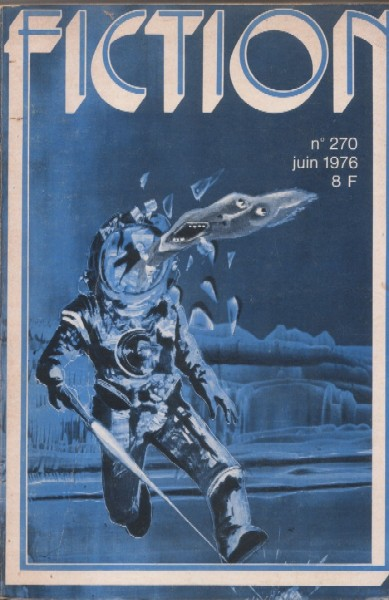
Además de relatos de ciencia ficción estadounidenses, en los años cincuenta, Jean-Jacques Bridenne escribió artículos acerca de varios escritores de la literatura de imaginación científica francesa en la revista Ficción.

Además de los artículos de la revista Fiction (Ficción), que dedicó a varios escritores de principios del siglo, en 1950, Jean-Jacques Bridenne escribió La Littérature française d'imagination scientifique (La literatura de imaginación científica francesa). En él, compartió uno de los primeros trabajos sobre toda la producción de novelas derivadas de los descubrimientos científicos de finales del siglo XIX y propuso un enfoque distinto para tratar este género. A mediados de la década de 1960, los amantes de la literatura popular de comienzos del siglo intercambiaron colecciones y publicaron fanzines en los que recopilaron obras y las reseñaron. Dos boletines mimeografiados se volvieron populares entre los coleccionistas: la revista de Jean Leclercq Désiré (Deseado, 1965-1981) y la de Marcel Lagneau y George Fronval Le Chasseur d’Illustrés (El Coleccionista de Publicaciones Ilustradas), que después se llamó Le Chercheur des Publications d’Autrefois (El Buscador de Publicaciones del Pasado, 1967-1977). Más allá de estos círculos de aficionados, fue a partir de la década de 1970 que los especialistas en ciencia ficción empezaron a estudiar a profundidad la producción de lo maravilloso científico y sus trabajos dieron paso a la publicación de obras para el público general. Si bien Jacques Sadoul publicó en 1973 Histoire de la science-fiction moderne: 1911-1971 (Historia de la ciencia ficción moderna: 1911-1971), le interesaba sobre todo la ciencia ficción anglosajona, aunque reconoció la preexistencia del género en Europa. La Encyclopédie de l'utopie, des voyages extraordinaires et de la science-fiction (Enciclopedia de la utopía, los viajes extraordinarios y la ciencia ficción, 1972), de Pierre Versins, y el libro Panorama de la science-fiction (Panorama de la ciencia ficción, 1974), de Jacques Van Herp, fueron los primeros estudios que recopilaron información detallada acerca del género.

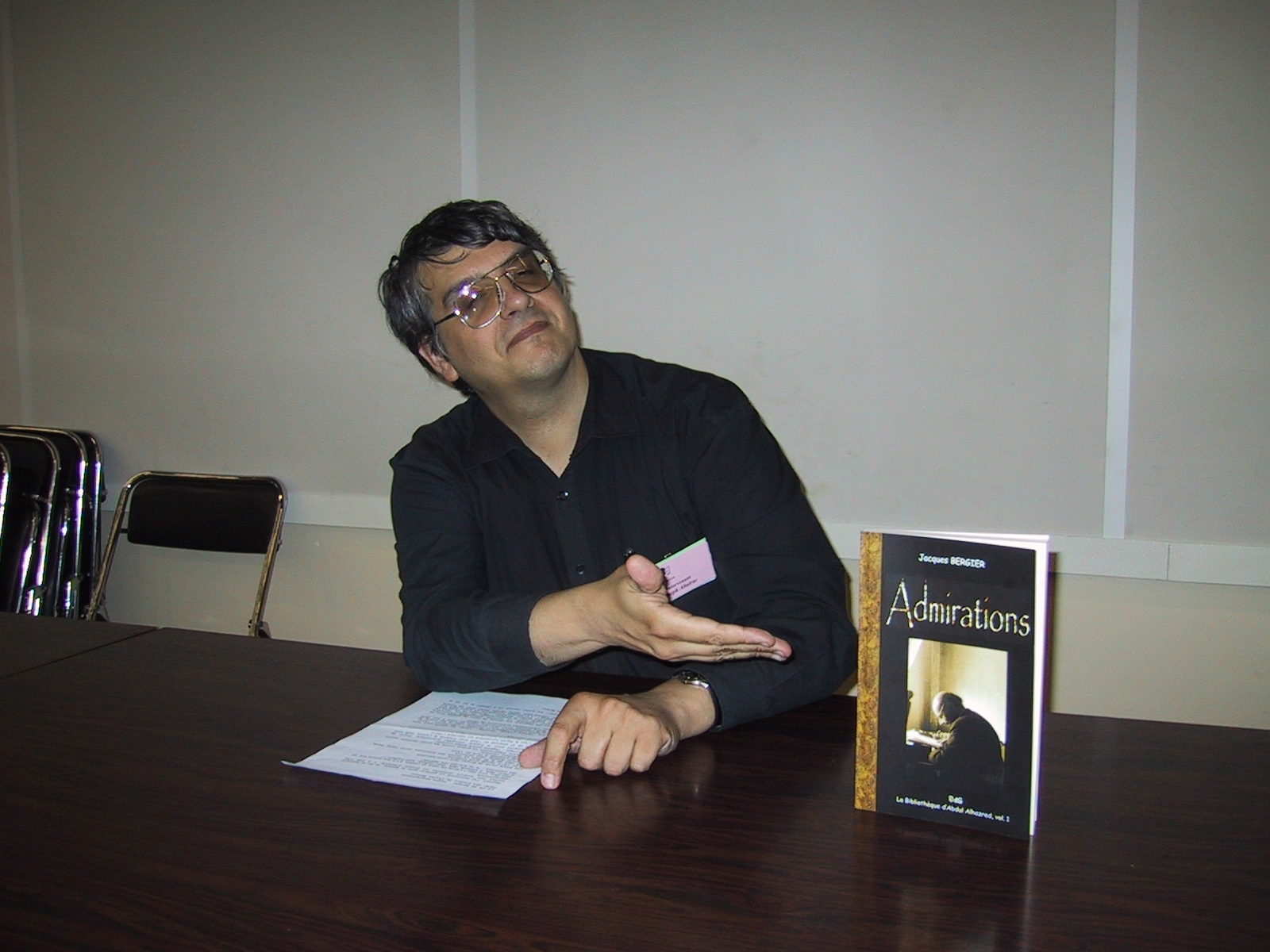
En 2018, Joseph Altairac y su colega Guy Costes publicaron la enciclopedia Rétrofictions (Retroficciones), que dedicaron a la ficción especulativa y su mundo en lengua francesa.

A principios del siglo XXI, el interés del público por el folletín popular y por el género de lo maravilloso científico, permitió dar un nuevo impulso a sus estudios críticos. En 1999, Serge Lehman publicó en el periódico Le Monde Diplomatique (El Mundo Diplomático) su artículo «Les Mondes perdus de l'anticipation française» (Los mundos perdidos de la anticipación francesa). En él, evidenció una parte olvidada del patrimonio literario de habla francesa. Luego, en 2006, publicó el libro de relatos Chasseurs de chimères. L'Âge d'or de la science-fiction française (Los cazadores de quimeras. La edad de oro de la ciencia ficción francesa). En él, emprende una primera reflexión acerca de esta literatura de imaginación científica. Algunos sitios de Internet especializados también formaron parte de este movimiento de redescubrimiento, como Archéosf de Philippe Ethuin y Sur l'autre face du monde (Al otro lado del mundo), de Jean-Luc Boutel, que recopilan y analizan estas obras. Jean-Marc Lofficier, quien fue el verdadero impulsor de este tipo de literatura, en especial por su trabajo de reedición de novelas, publicó en el 2000 French Science Fiction, Fantasy, Horror and Pulp Fiction (Ciencia ficción francesa, fantasía, horror y literatura pulp), una obra enciclopédica en inglés acerca de la ciencia ficción de habla francesa.
Por otro lado, entre los estudios que surgieron sobre la literatura de imaginación científica de finales del siglo XIX e inicios del siglo XX, los trabajos académicos fueron cada vez más relevantes. En primer lugar, Jean-Marc Gouanvic publicó en 1994 su tesis, titulada Science-fiction française au XXe siècle (1900-1968) (Ciencia ficción francesa en el siglo XX [1900-1968]). Después, la escritora Natacha Vas-Deyres publicó la suya en 2012, titulada Ces Français qui ont écrit demain (Franceses que escribieron el mañana), y, más tarde, Daniel Fondanèche hizo un trabajo de síntesis en 2013, titulado La Littérature d'imagination scientifique (La literatura de imaginación científica). Estos estudios se complementaron con publicaciones en nuevas revistas dedicadas a la literatura popular como Rocambole, Le Belphégor, Le Visage Vert (La Cara Verde) y la revista digital Res Futurae (Cosas futuras) o en revistas especializadas, como Le Téléphonoscope (El Telefonoscopio), dedicada a Albert Robida y a su obra, mientras que Le Quinzinzinzili, le bulletin messacquien (El Quinzinzinzili. El boletín messacquiano) estudia la producción literaria de Régis Messac. Por último, los dos especialistas en ciencia ficción Guy Costes y Joseph Altairac publicaron en 2018 Rétrofictions, encyclopédie de la conjecture romanesque rationnelle francophone, de Rabelais à Barjavel, 1532-1951 (Retroficciones. Enciclopedia de la ficción especulativa racional francófona, de Rabelais a Barjavel, 1532-1951), en la que ofrecen un inventario exhaustivo de toda la literatura y el mundo de la especulación en francés, a la vez que rinden homenaje a la enciclopedia de Pierre Versins.
En 2019, Fleur Hopkins, doctoranda en historia del arte, organizó una exposición titulada «Le merveilleux-scientifique. Une science-fiction à la française» (Lo maravilloso científico, una ciencia ficción a la francesa) en la Biblioteca Nacional de Francia. Esta retrospectiva reconoció el género de lo maravilloso científico y contribuyó a aumentar su visibilidad.

#### ¿Un género literario con méritos propios?

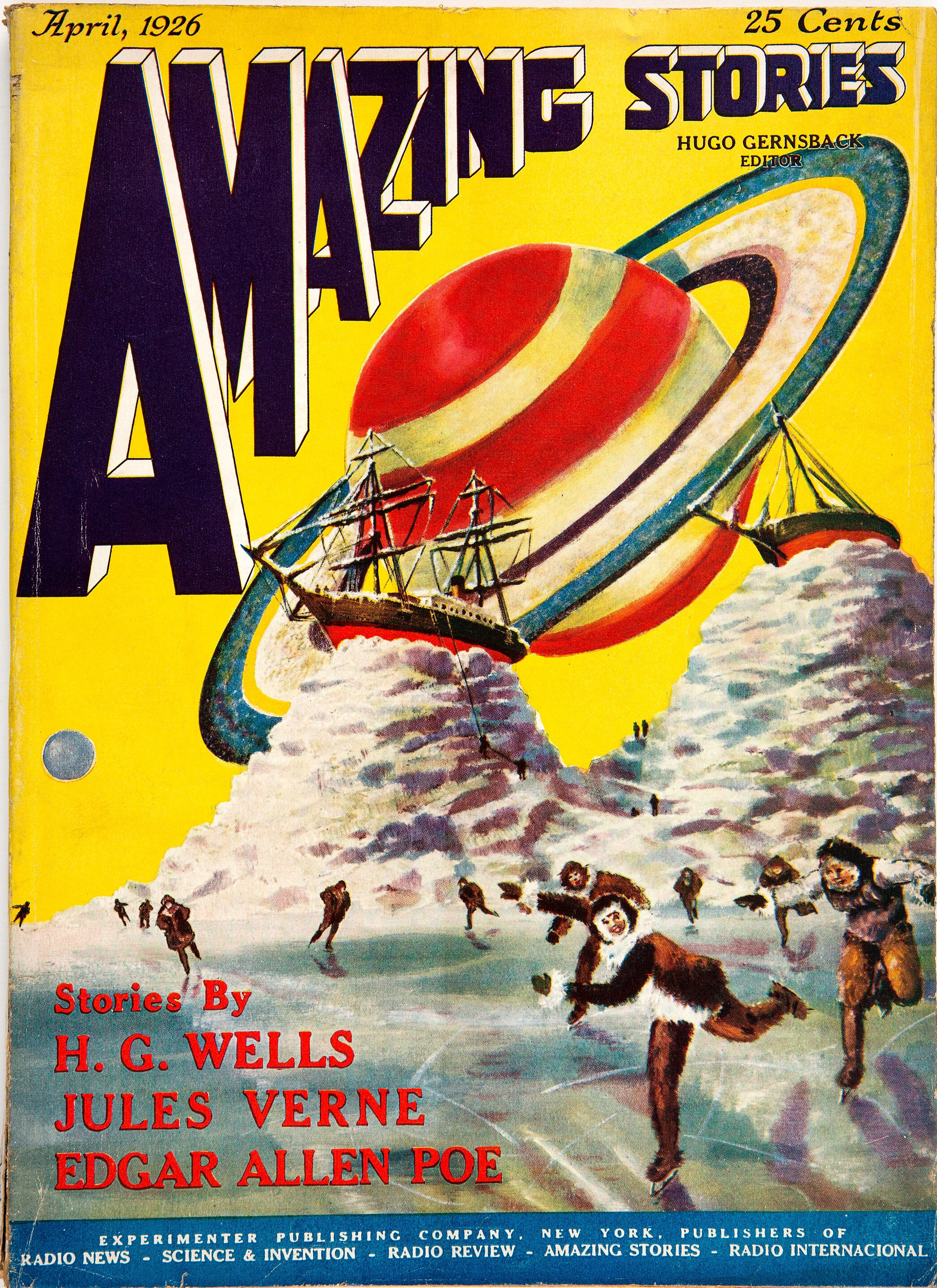
Hugo Gernsback fundó en abril de 1926 Historias Sorprendentes, la primera revista consagrada a la ciencia ficción.

Aunque a principios del siglo XX lo científico maravilloso no era más que uno de los muchos nombres que recibía la literatura científica imaginativa, en la posguerra ya estaba claramente afiliada al movimiento de la ciencia ficción. Por ello, recibía el nombre de protociencia ficción, ciencia ficción temprana o ciencia ficción primitiva en la medida en que prefiguraba los temas de la ciencia ficción moderna, como surgió en Estados Unidos a partir de la década de los años veinte. La relación que guardaba entre sí lo maravilloso científico (que Serge Lehman denominó la «edad de oro de la ciencia ficción francesa») y la nueva ciencia ficción de los años de posguerra se manifiesta mediante el interés que compartían por ciertos temas clave, como los encuentros extraterrestres, el hombre mejorado o artificial y los cataclismos. Además de tener estos temas en común, el carácter narratológico de algunas novelas de lo maravilloso científico las acerca también a los relatos de ciencia ficción, como en las de Rosny aîné, que obligan a los lectores a reconstruir sus propios marcos de referencia para seguir la historia al describir un universo diferente de la realidad.
Sin embargo, algunos investigadores rebaten este punto de vista, que durante mucho tiempo ha equiparado lo maravilloso científico con la «protociencia ficción». De hecho, debido a que parte de una visión teleológica según la cual lo maravilloso científico no es más que un género en construcción, tal interpretación no solo borra sus propias especificidades, sino también el hecho de que este es heredero de varios géneros literarios, ya sea de la novela experimental, la fantástica o la novela científica de aventuras de «ciencia ficción». Aunque Hugo Gernsback, en su editorial acerca de la definición de ciencia ficción, que aparecieron en la revista Amazing Stories (Historias Sorprendentes), usó como modelos a Edgar Allan Poe, Julio Verne y H. G. Wells, no citó a ningún autor de novelas de lo maravilloso científico, lo que refuta que ambos géneros guarden una relación entre sí. Aunque lo maravilloso científico y la ciencia ficción comparten características y tienen los mismos antecesores, hay diferencias reales entre ambas corrientes; por ejemplo, con su percepción negativa de la ciencia, la novela de lo maravilloso científico del período de entreguerras difiere del discurso en esencia optimista de la ciencia ficción anglosajona.

### Un siglo de reediciones discontinuas
Dos grandes etapas de reedición de clásicos de lo maravilloso científico coincidieron con la aparición de obras críticas. En concreto, alrededor de 1968, un período favorable para la ciencia ficción francesa, surgió la primera oleada masiva de reediciones en torno a colecciones dedicadas al género. Tal vez como reacción al dominio de la ciencia ficción anglosajona o solo por la nostalgia de una forma de ciencia ficción más genuina, a principios del siglo XXI empezó una segunda oleada de reimpresiones a una escala mucho más importante, pero todavía estaban dirigidas a un público reducido. Estas publicaciones procedían sobre todo de editoriales pequeñas, como L'Arbre Vengeur, Bragelonne, Encrage, Les Moutons Électriques y Black Coat Press. Así, por medio de su editorial estadounidense Black Coat Press, Jean-Marc Lofficier (guionista, escritor y traductor francés) publicó no solo en inglés, sino también en francés mediante la colección en francés Rivière Blanche, que cuenta con novelas, cuentos y antologías de ciencia ficción y fantasía.

### Reactualización del género

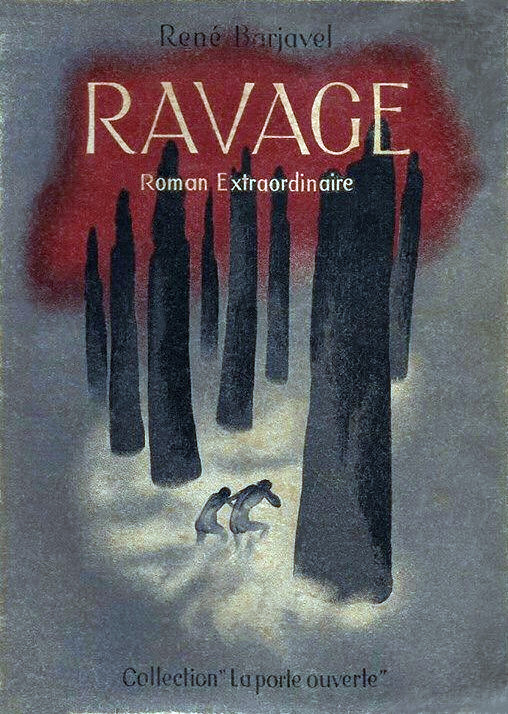
Portada de la novela Ravage (Destrucción, 1943), de René Barjavel.

Desde mediados del siglo XX, ante la oleada de la ciencia ficción proveniente de Estados Unidos, el género de lo maravilloso científico apenas persistió de forma marginal gracias a autores como René Barjavel y Maurice Limat, aunque no lo reconocieron. Barjavel no solo rechazó la etiqueta de escritor de lo maravilloso científico, sino que solo se proclamó heredero de Julio Verne y H. G. Wells.
Aunque el cine francés también lo relegó, luego de la guerra el género se refugió en la televisión, con varias producciones que obtuvieron reconocimiento; Esta tradición del género fantástico en la televisión francesa, que se desarrolló en especial gracias a los avances tecnológicos que permitieron a los creadores usar efectos especiales en vivo, estuvo en su mejor momento durante los años sesenta y setenta, antes de perder popularidad a partir de mediados de la década de 1980. Aprovechando en particular el folletín, esta tradición se basó sobre todo en la adaptación de novelas del género de lo maravilloso científico a la televisión: La muñeca sangrienta (1976), dirigida por Marcel Cravenne La Double Vie de Théophraste Longuet (La doble vida de Théophraste Longue, 1981), de Yannick Andréi, y El misterioso doctor Cornélius (1984), de Maurice Frydland. También se basó en creaciones originales exitosas, como la serie Aux frontières du possible (En las fronteras de lo posible,1971-1974), que combina lo policiaco con la literatura de anticipación científica; La Brigade des Maléfices (La brigada de las maldiciones, 1971) que mezcla lo policíaco y lo fantástico, y el folletín Les Compagnons de Baal (Los secuaces de Baal, 1968), que relata las aventuras esotéricas de un periodista que fue víctima de una sociedad secreta.

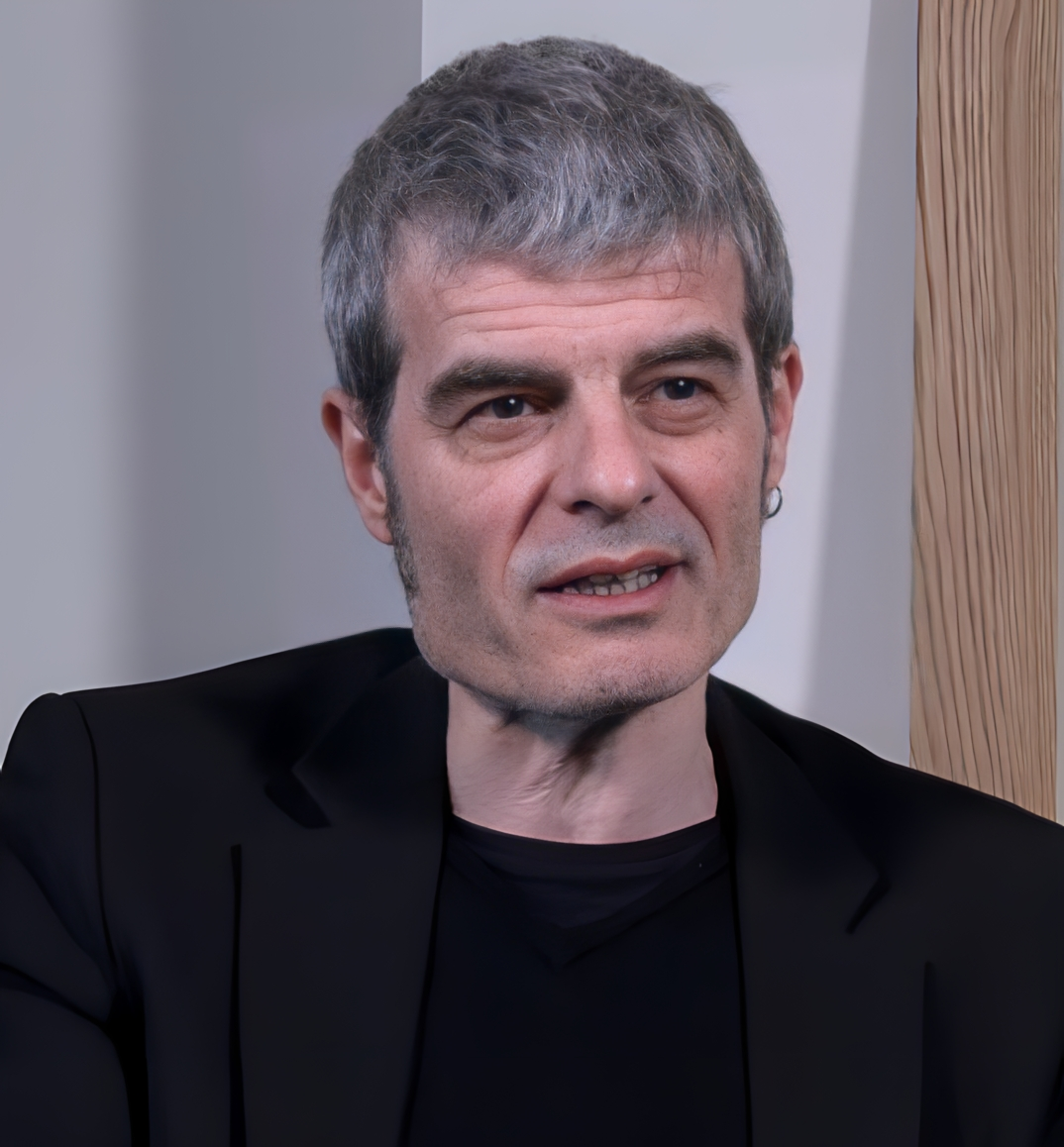
Además de su labor como ensayista y antólogo, Serge Lehman revivió a personajes de novelas del género maravilloso científico en la historieta La brigada quimera.

Sin embargo, aunque la etiqueta de maravilloso científico desapareció de la literatura, el principio en que se basó el género (el encuentro entre un humano y un elemento extraordinario, ya sea un objeto, una criatura o un fenómeno físico), pasó a las siguientes generaciones de autores que se inspiraron en este legado y lo reinterpretaron, como en las obras de René Barjavel (Destrucción, 1943), Pierre Boulle (El planeta de los simios, 1963), Robert Merle (Les Hommes protégés [Los protegidos], 1974) y más tarde Bernard Werber (La trilogía de las hormigas, 1991-1996) y Michel Houellebecq (Las partículas elementales, 1998). De hecho, aunque en la segunda mitad del siglo XX la naciente ciencia ficción francesa pretendió ser vista como un género estadounidense; en realidad, fue fruto de varias corrientes, de las que lo maravilloso científico es solo una más.
Junto a esta ciencia ficción contemporánea, heredera de la influencia francesa y anglosajona, lo maravilloso científico resurgió a principios del siglo XXI por medio de las historietas. Sobrevivió de manera no oficial a lo largo de la segunda mitad del siglo XX; en particular, con las aventuras de Blake y Mortimer, de Edgar P. Jacobs (a partir de 1946); después con Le Démon des glaces (El demonio de los hielos, 1974), de Jacques Tardi, y, más tarde, con la serie Las extraordinarias aventuras de Adèle Blanc-Sec (a partir de 1976). Estas obras recuperan rasgos característicos de lo maravilloso científico, como la reaparición de animales prehistóricos, la presencia de científicos locos y giros narrativos propios de novelas de folletín. También con los autores belgas François Schuiten y Benoît Peeters y su serie Las ciudades oscuras (a partir de 1983), a la que influyeron Julio Verne y Albert Robida. Por último, lo maravilloso científico reapareció con la publicación de la serie de historietas La brigada quimera (2009-2010). En la obra, Serge Lehman y Fabrice Colin pretenden tanto rendir homenaje a una literatura antigua como ofrecer una interpretación contemporánea de esta. En ella, se muestra a varios superhombres literarios europeos de principios del siglo XX y se explica su desaparición luego de la Segunda Guerra Mundial; además, habla sobre la invisibilización a la que se ha visto sometida la literatura de imaginación científica. Luego de publicar la serie, Serge Lehman continuó su actualización del género con las historietas de El enigma de los ojos misteriosos (2013), que adaptan tanto la novela homónima como la novela de Maurice Renard El peligro azul, y la novela L'Œil de la Nuit (El ojo de la noche, 2015-2016) que muestra las aventuras del Nictálopo, así como Masqué (Enmascarado, 2012-2013), que aparece como un resurgimiento de lo maravilloso en un futuro cercano.

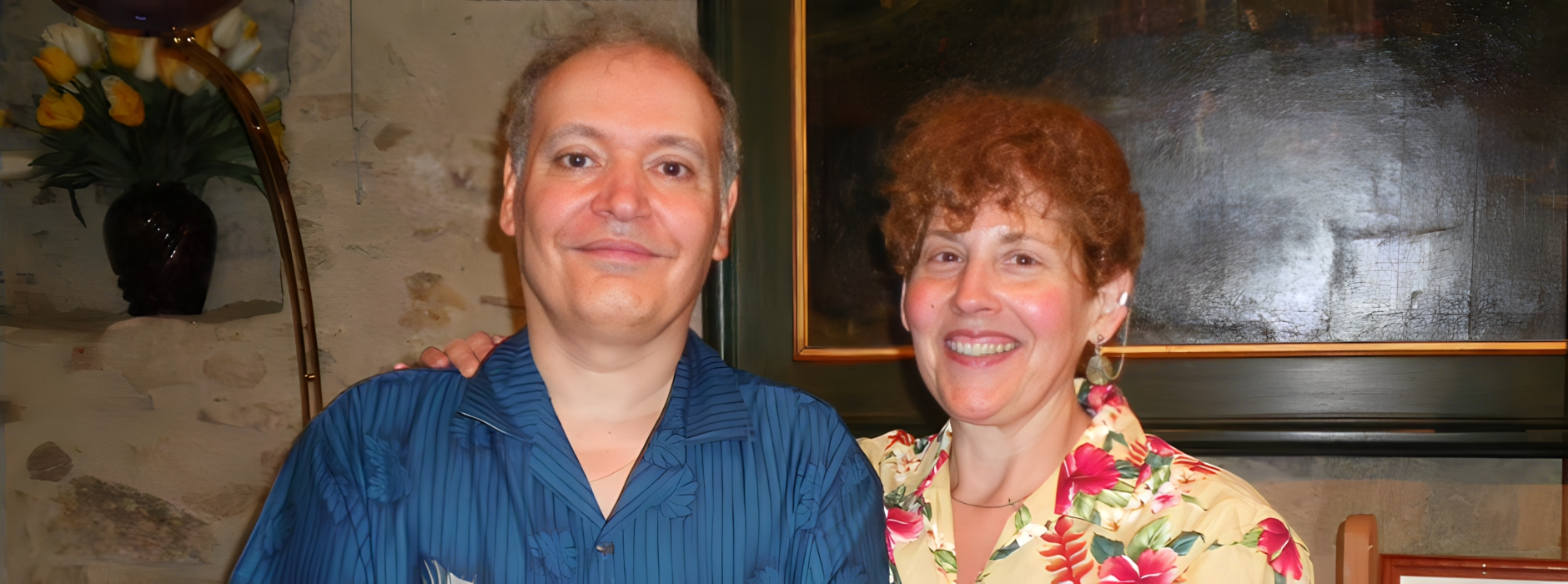
Jean-Marc Lofficier y su esposa Randy contribuyen al redescubrimiento de lo maravillos científico publicando una obra enciclopédica, traducciones al inglés de obras clave del género y antologías de relatos y ensayos con la editorial Black Coat Press.

Entre la nueva generación de autores que retomaron esta herencia literaria están Xavier Dorison y Enrique Breccia, quienes muestran a supersoldados de la Primera Guerra Mundial con mejoras mecánicas en Les Sentinelles (Los guardianes, 2008-2014); Jean-Marc Lofficier y Gil Formosa, quienes retoman el personaje de Julio Verne en Robur (2003-2005), y Alex Alice, quien explora los misterios del éter en Le Château des étoiles (El castillo de las estrellas, desde 2014). Lejos de limitarse a situar su historia en la belle époque o de volver a usar a sus personajes literarios, estos autores revivieron algunos de los temas clave del género, como la exploración, la guerra y los inventos extraordinarios. Algunos de ellos adoptaron la forma editorial, como El castillo de la estrellas, cuyo formato facsicular es una alusión al folletín del siglo XIX.

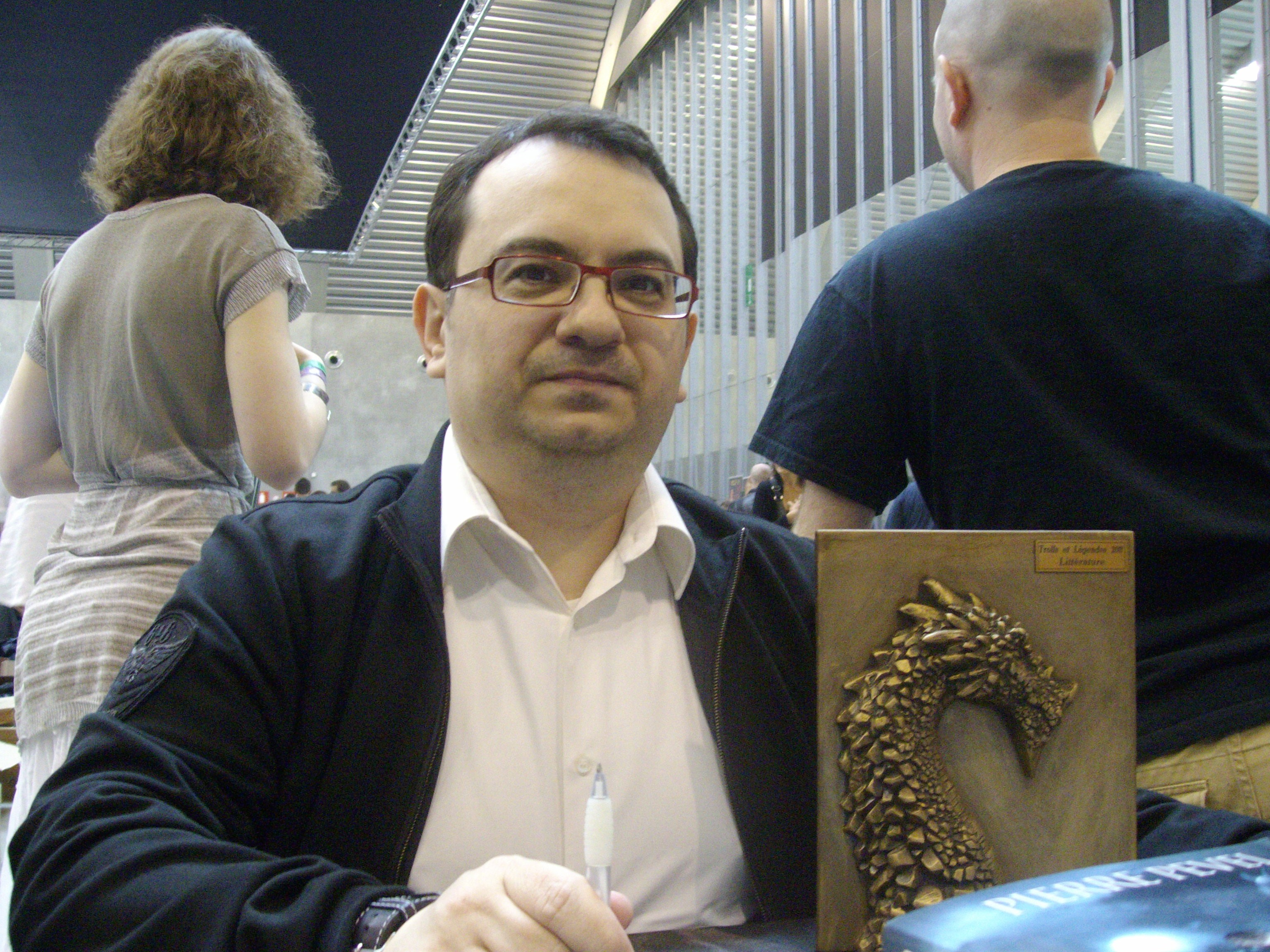
En El París de las maravillas, Pierre Pevel imagina las aventuras del mago Louis Denizart Hippolyte Griffont a principios del.

Además de sus reediciones, la casa editorial Black Coat Press empezó a publicar desde 2005 la antología Tales of the Shadowmen (Historias de los hombres sombra). Estas colecciones de cuentos narran las aventuras de héroes y villanos de la cultura popular de los siglos XIX y XX. Desde 2007, la editorial lanzó la versión en francés en la colección Rivière Blanche (Río Blanco) bajo el título Les Compagnons de l'Ombre (Los amigos de la sombra). Desde 2015, la misma colección publicó también una serie antológica de relatos cortos bajo el título Dimension merveilleux scientifique (Dimensión de lo maravilloso científico). Diversos autores escribieron estos relatos cortos con la intención de reactivar este género literario de habla francesa en desuso.
Este resurgimiento del interés por lo maravilloso científico pareció formar parte de la corriente más amplia del steampunk, un género literario ucrónico que surgió en la década de 1990 y consiste en revisitar un pasado, en principio el del siglo XIX, en el que el progreso tecnológico se aceleró y consolidó. Lo maravilloso científico reapareció junto con una serie de influencias literarias, como el steampunk y el gaslamp fantasy, del que autores como Mathieu Gaborit y Fabrice Colin con Confessions d'un automate mangeur d'opium (Confesiones de un autómata que comía opio, 1999), Pierre Pevel con su ciclo de Le Paris des Merveilles (El París de las maravillas, 2003-2015), Estelle Faye con Un éclat de givre (Un brillo de escarcha, 2014), son los partidarios más representativos de principios del siglo XXI.